# Tourisme dans le département du Jura

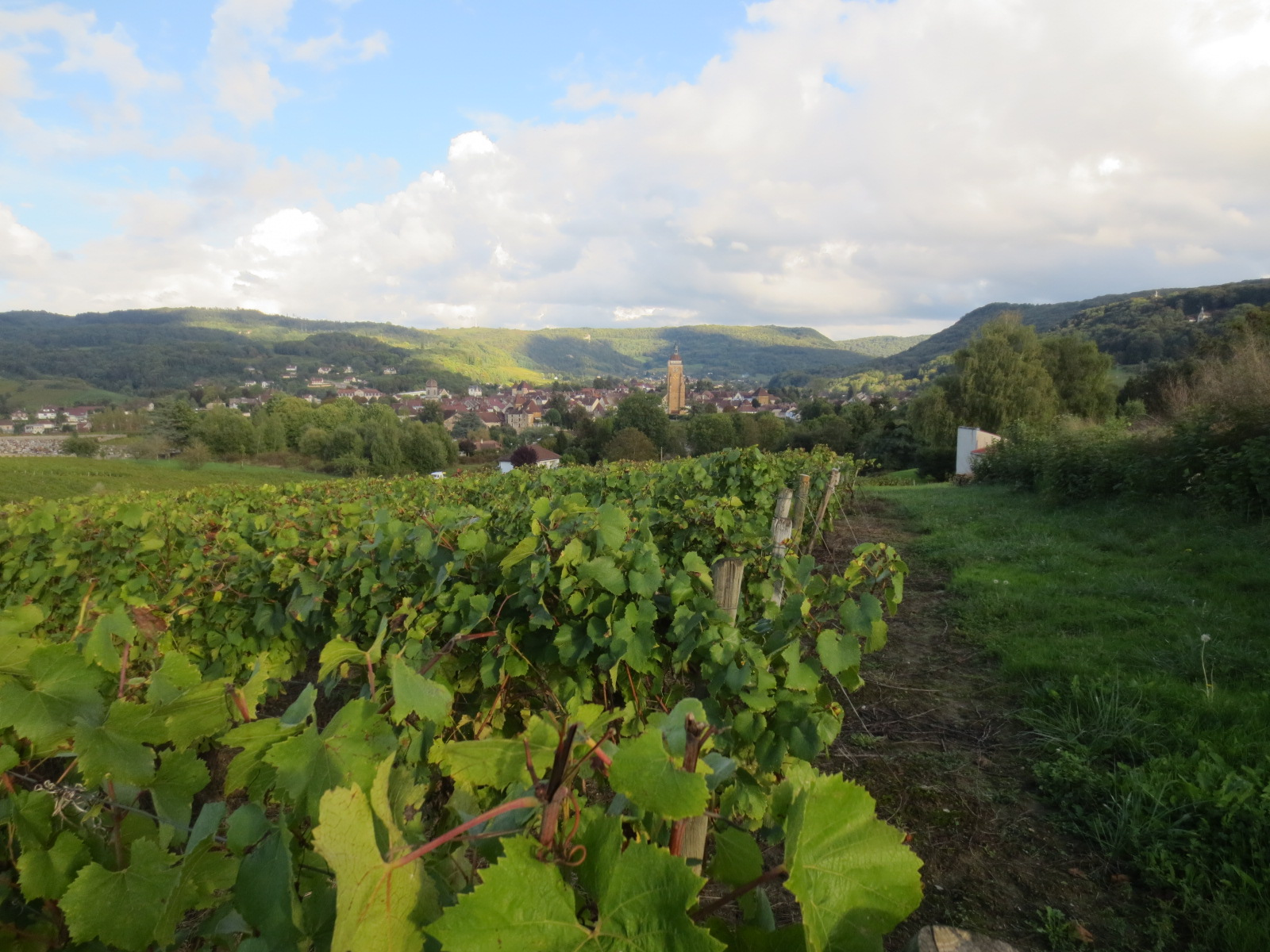
Arbois, dans le vignoble du Jura

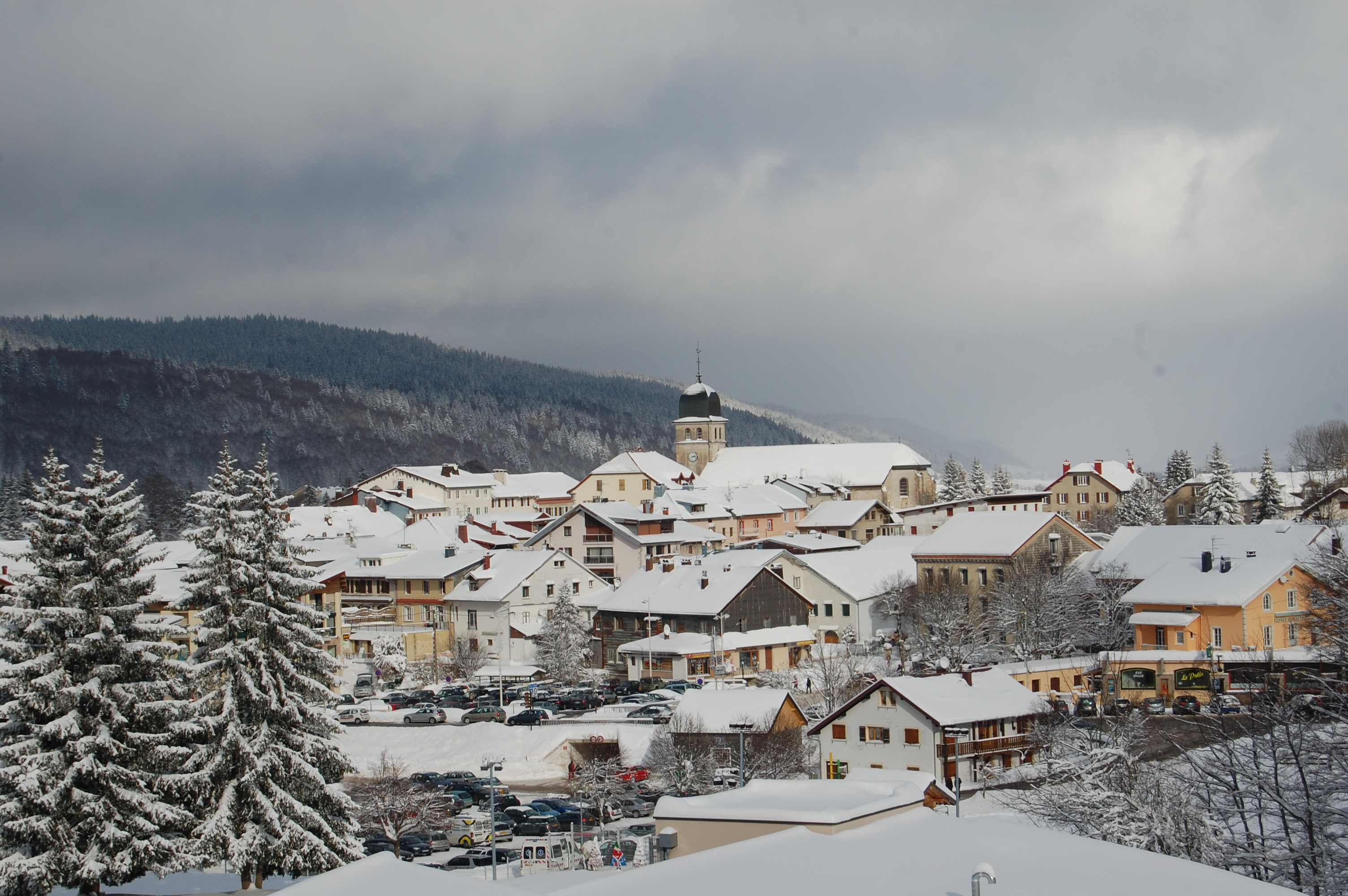
Les Rousses, et Station des Rousses

Le tourisme dans le département du Jura est essentiellement familial et en grande partie orienté vers le sport au milieu de la nature, la culture traditionnelle, l'écotourisme, hôtellerie et chambre d'hôtes, la gastronomie, et l'œnotourisme…, avec pour célébrité touristique locale la plus connue Louis Pasteur et sa route Pasteur, et pour monuments et sites les plus visités, la Grande Saline-musée du Sel de Salins-les-Bains, classée au Patrimoine mondial de l'Organisation des Nations unies pour l'éducation, la science et la culture, l'abbaye impériale, le cirque, les grottes de Baumes-les-Messieurs, la collégiale Notre-Dame de Dole, le musée de l'Abbaye de Saint-Claude, le musée de France du Jouet de Moirans-en-Montagne et les cascades du Hérisson.
Les pôles sportifs sont orientés tourisme montagnard, autour de la randonnée pédestre, le VTT, la pêche à la mouche, le ski alpin, le ski de fond et les raquette à neige avec les stations de sports d'hiver du Jura français, avec pour principale la station des Rousses, et d'autres plus petites et locales, comme Nozeroy, Foncine-le-Haut, Grandvaux, Longchaumois, Morbier, Bellefontaine ou les Hautes-Combes…

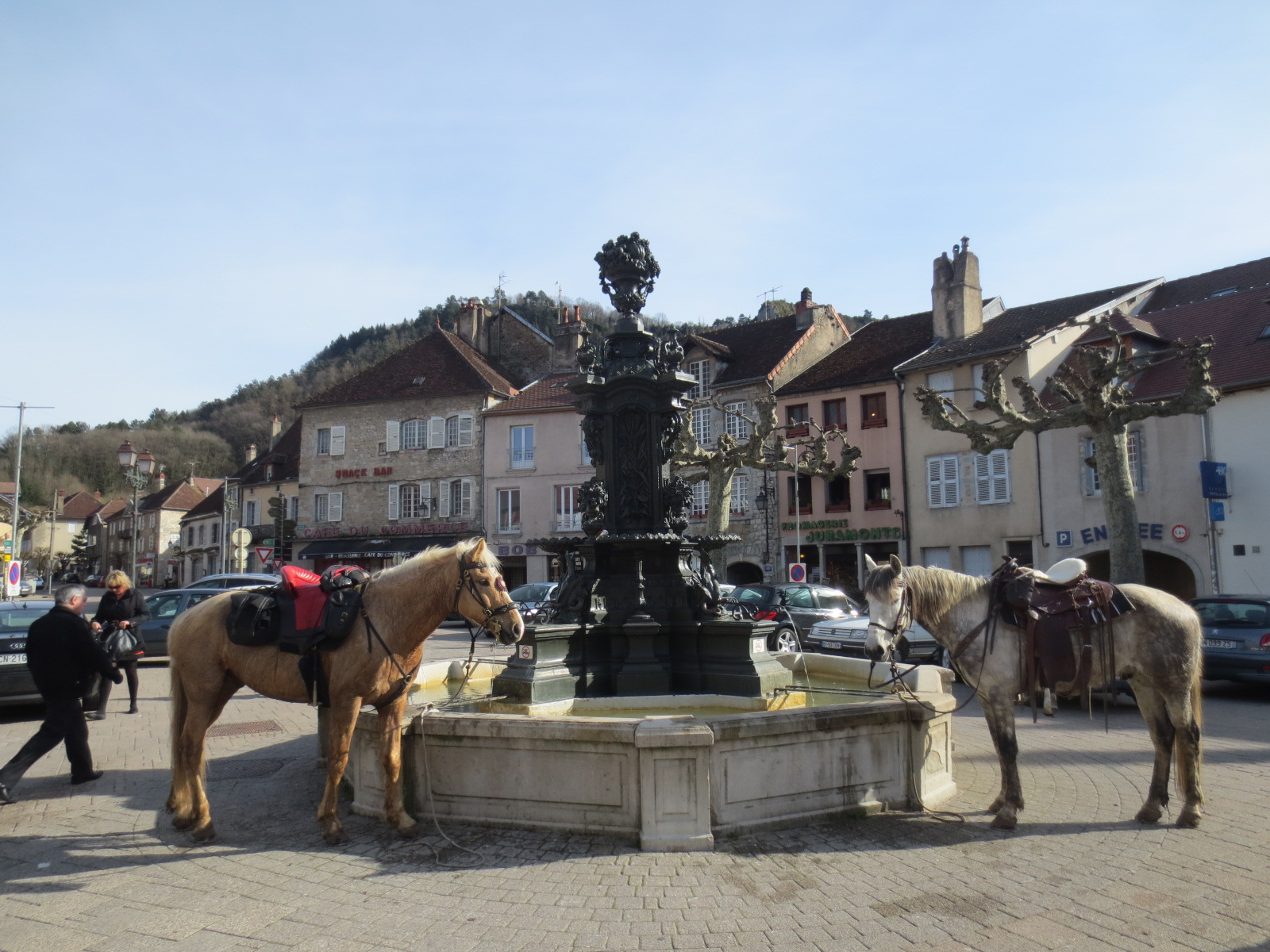
Équitation à Poligny
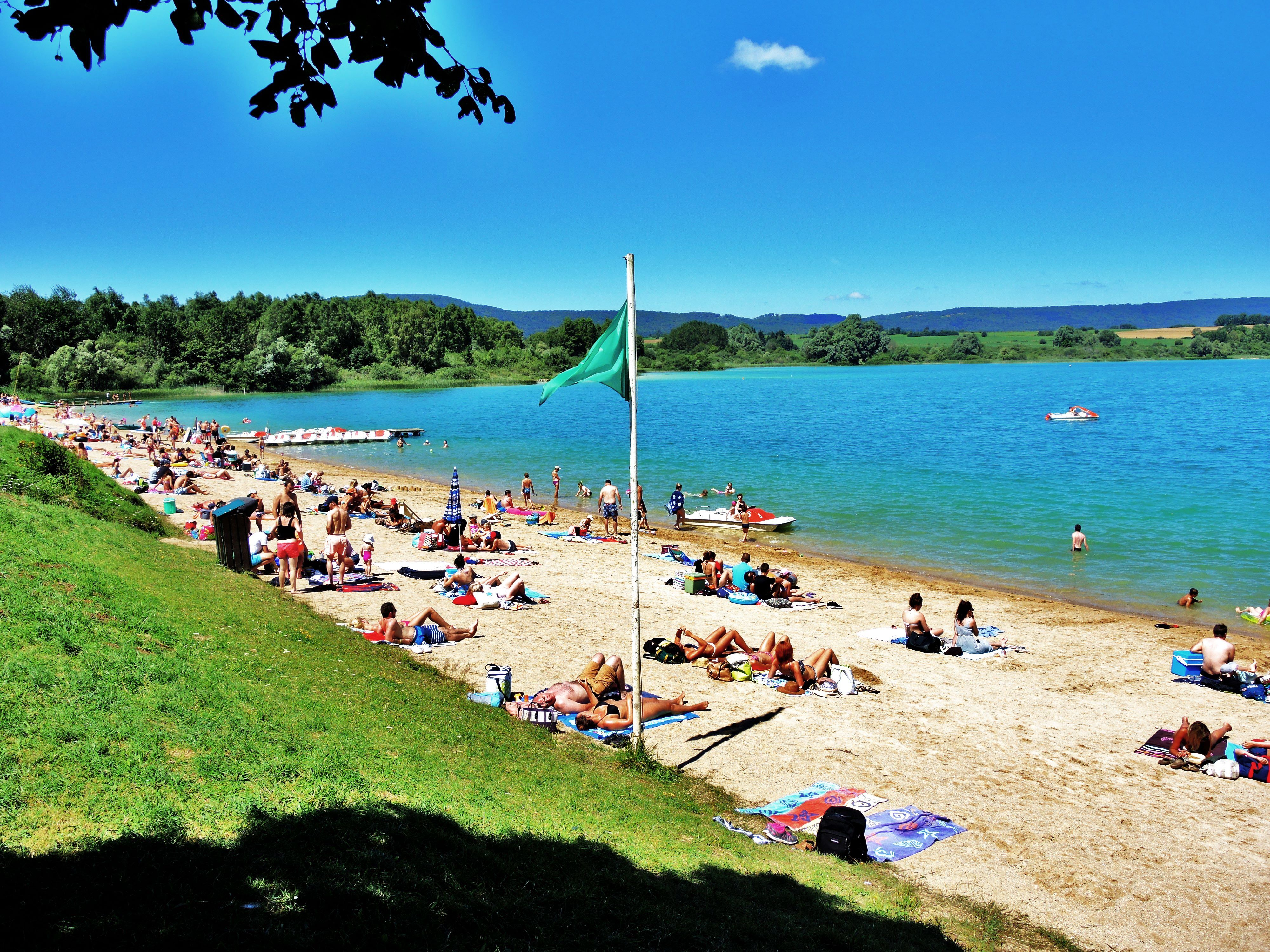
Lac de Chalain
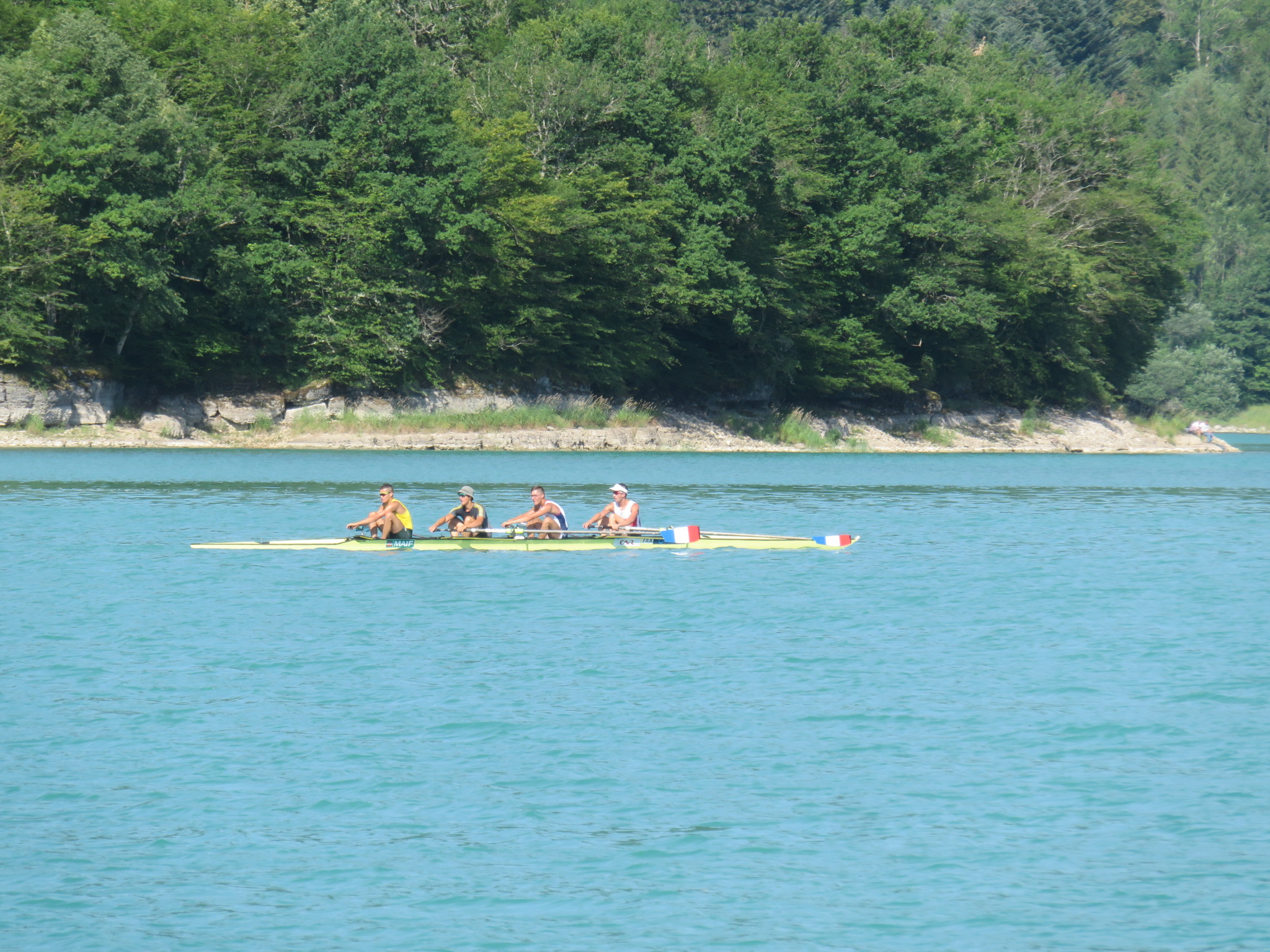
Lac de Vouglans
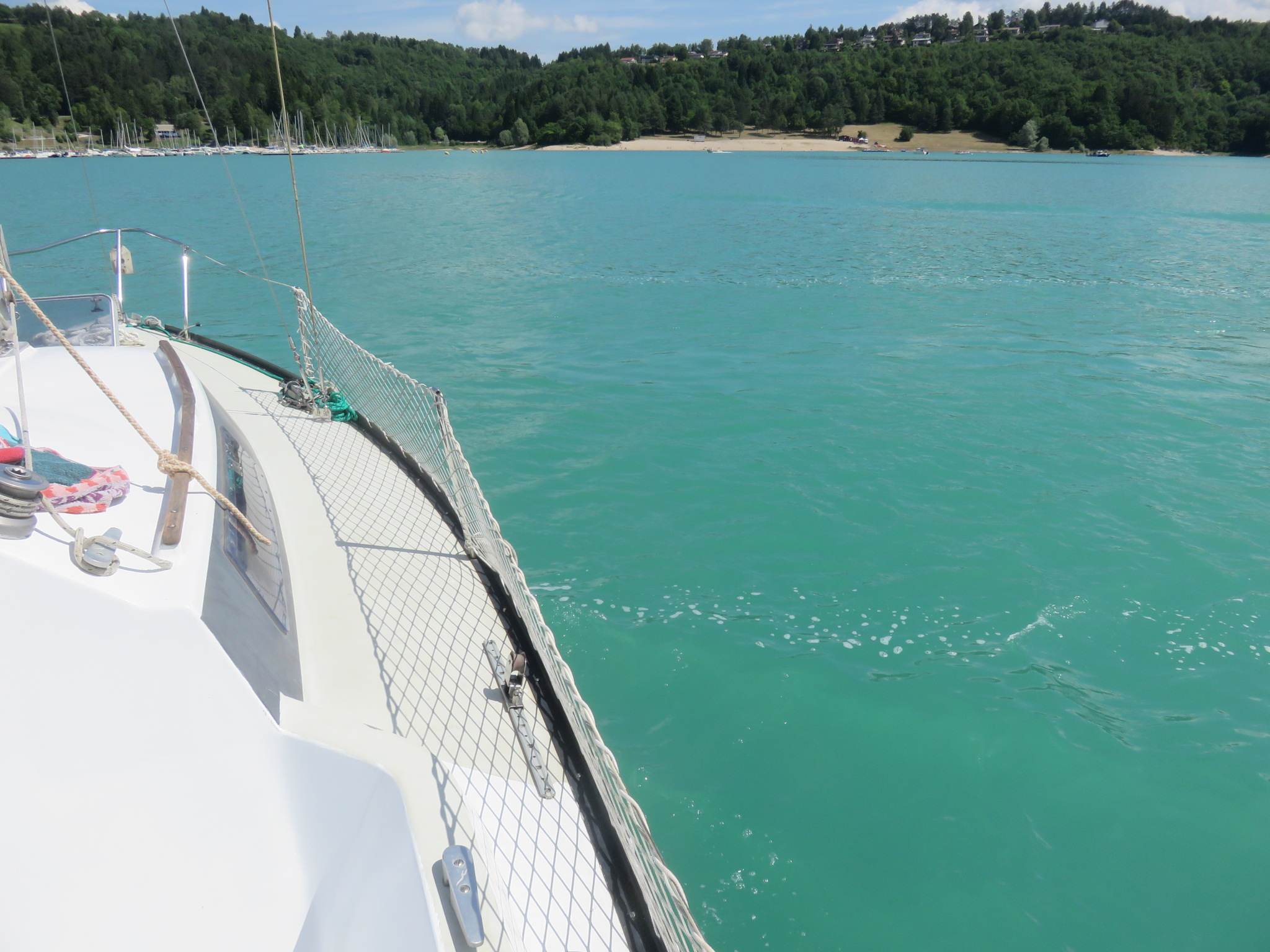
Bateau de plaisance des lacs du Jura
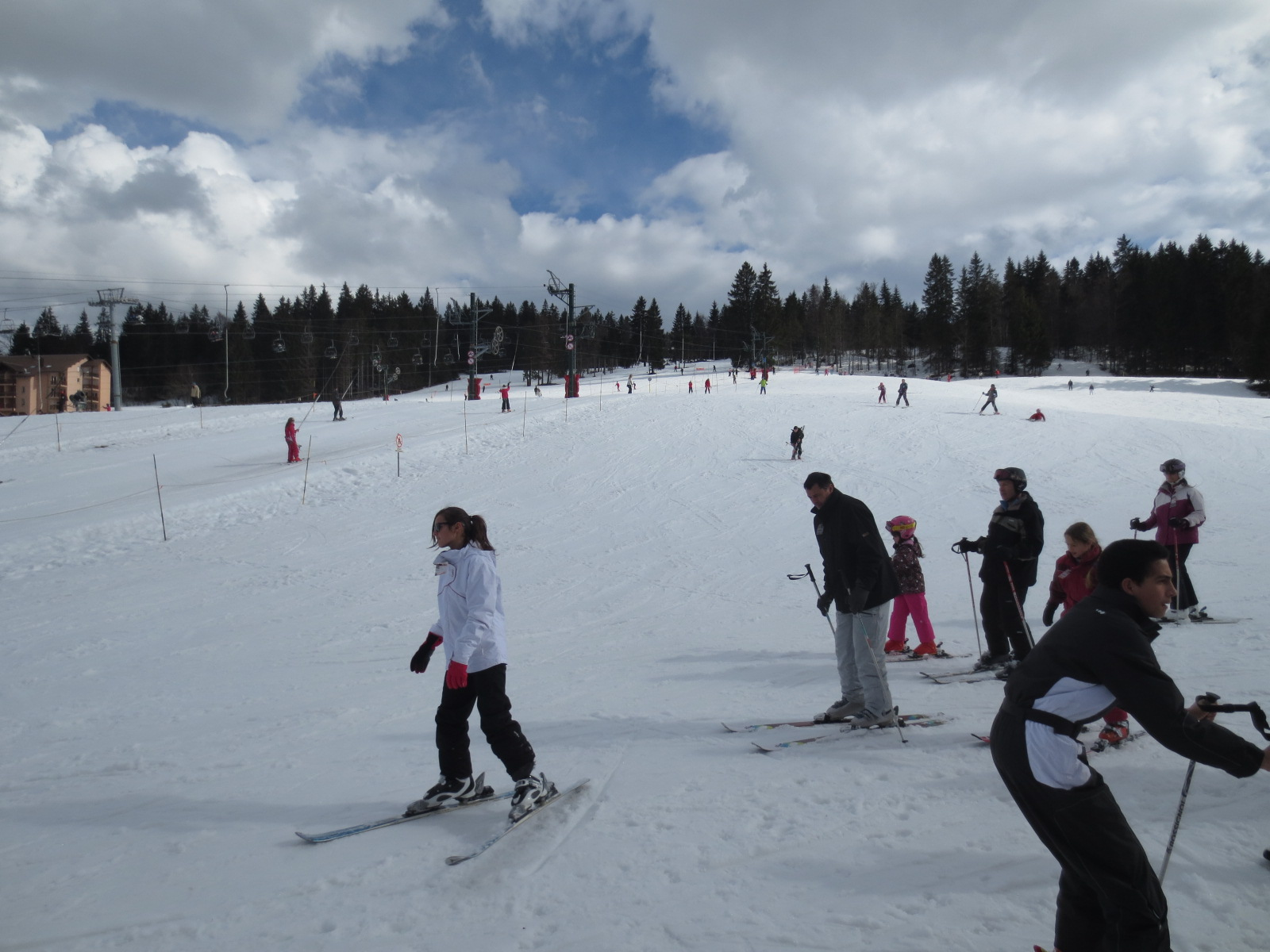
Sport d'hiver, Station des Rousses

## Communes
- Liste des communes du Jura :

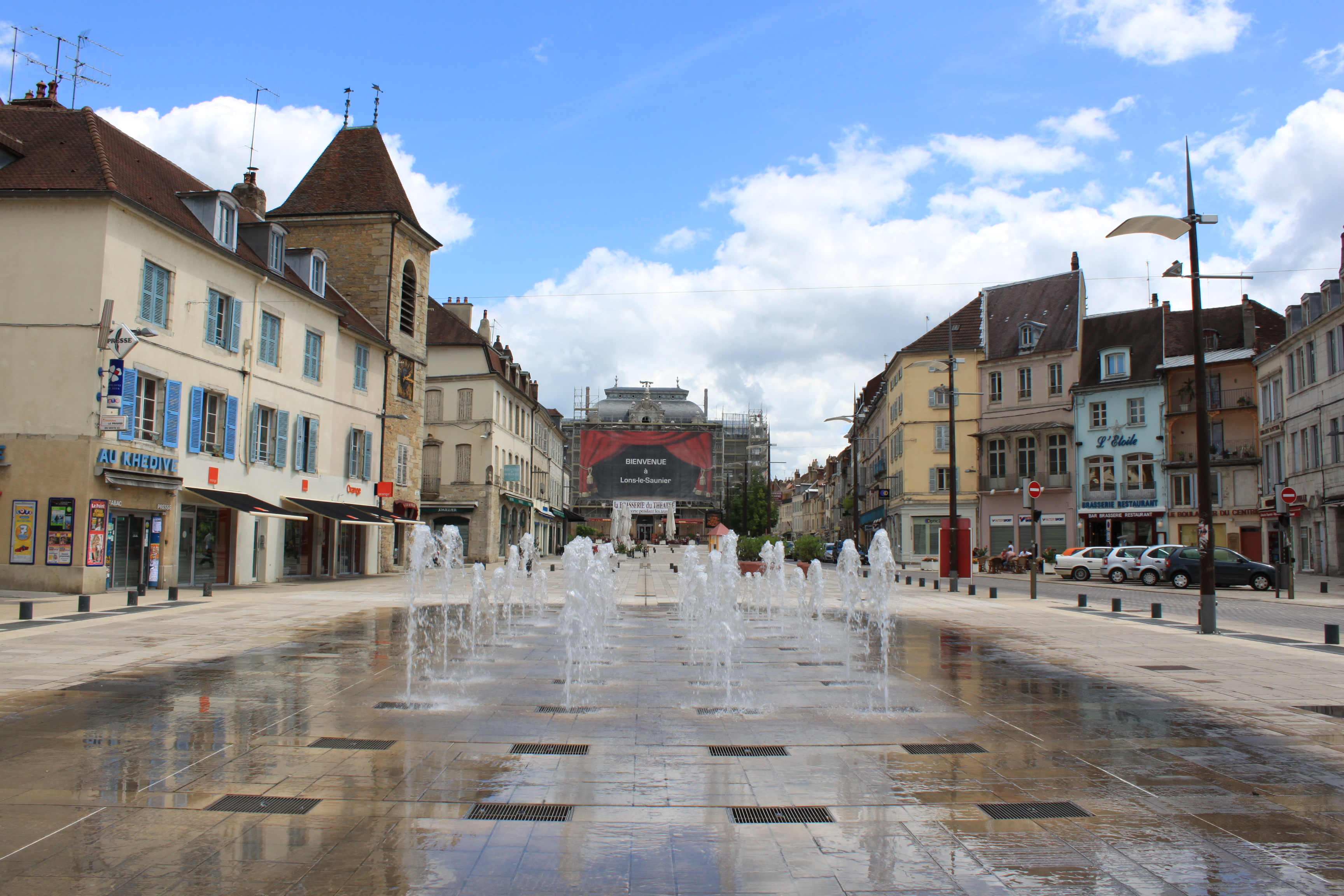
Lons-le-Saunier, capitale du Jura
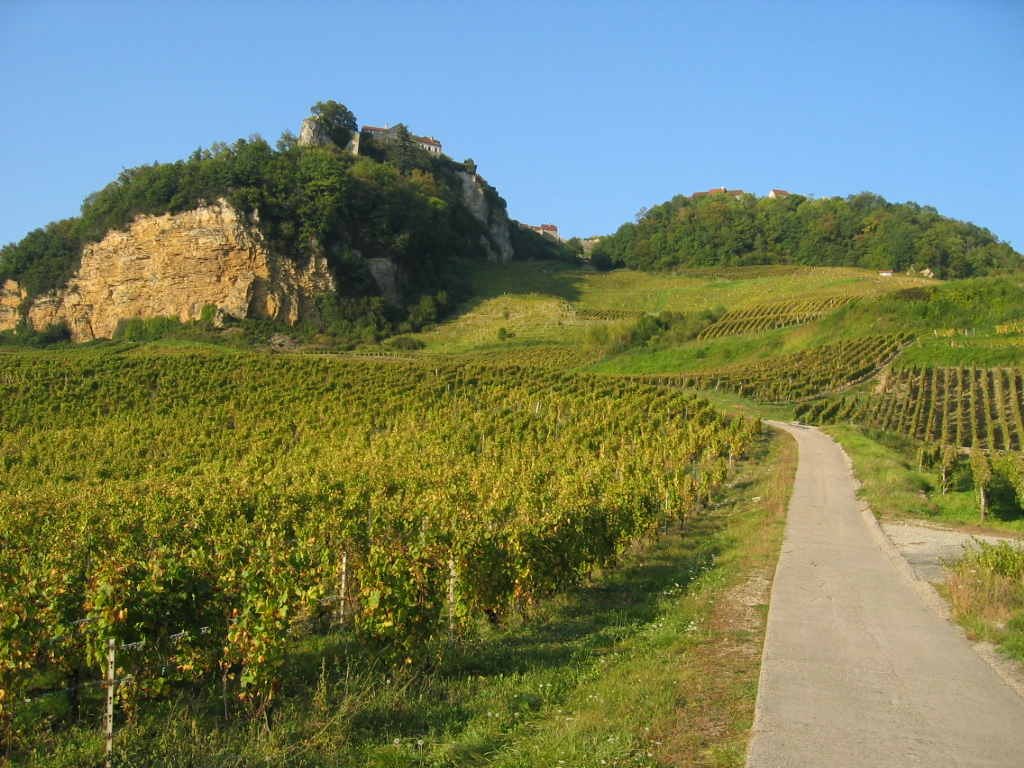
Château-Chalon
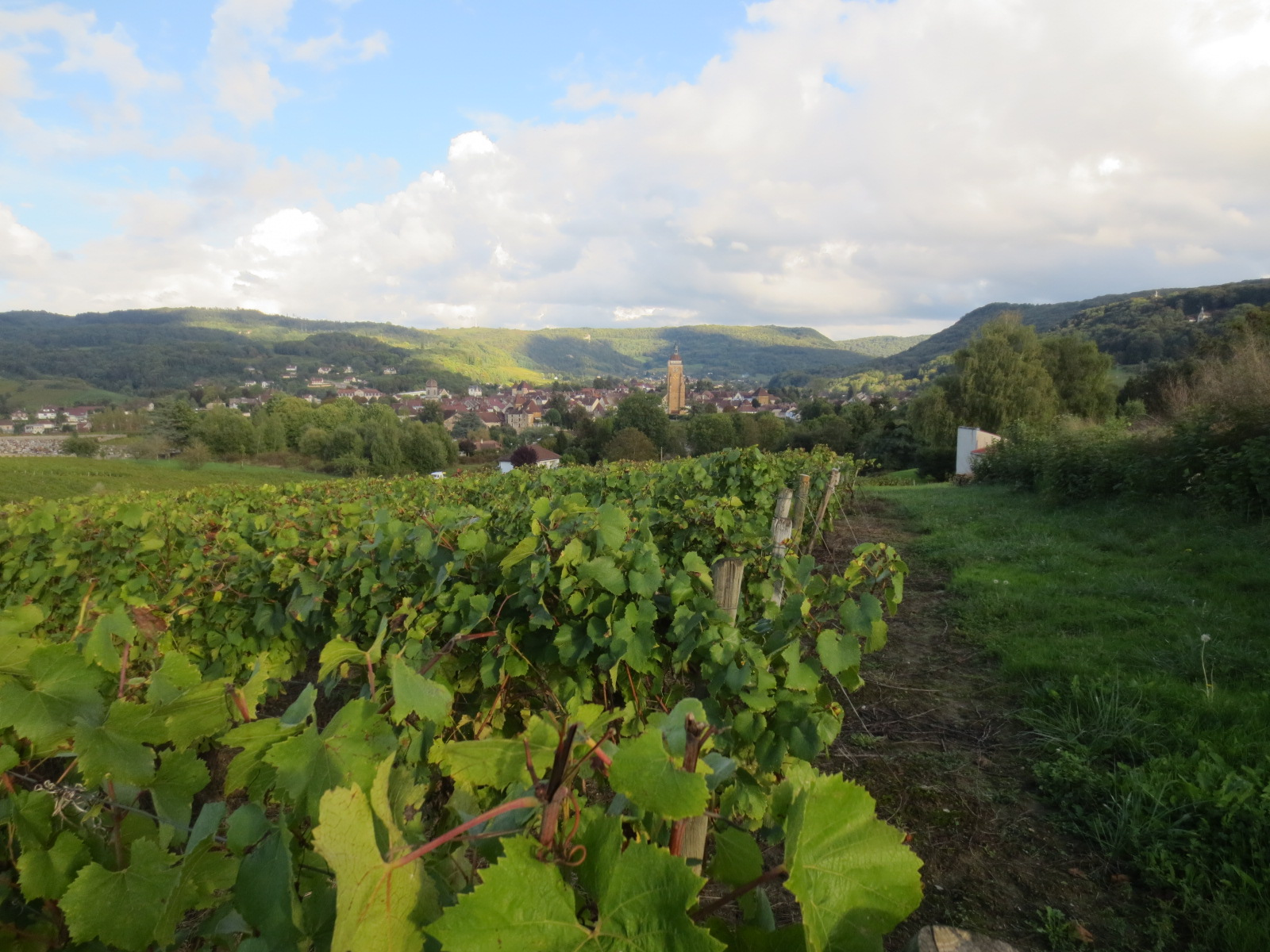
Arbois
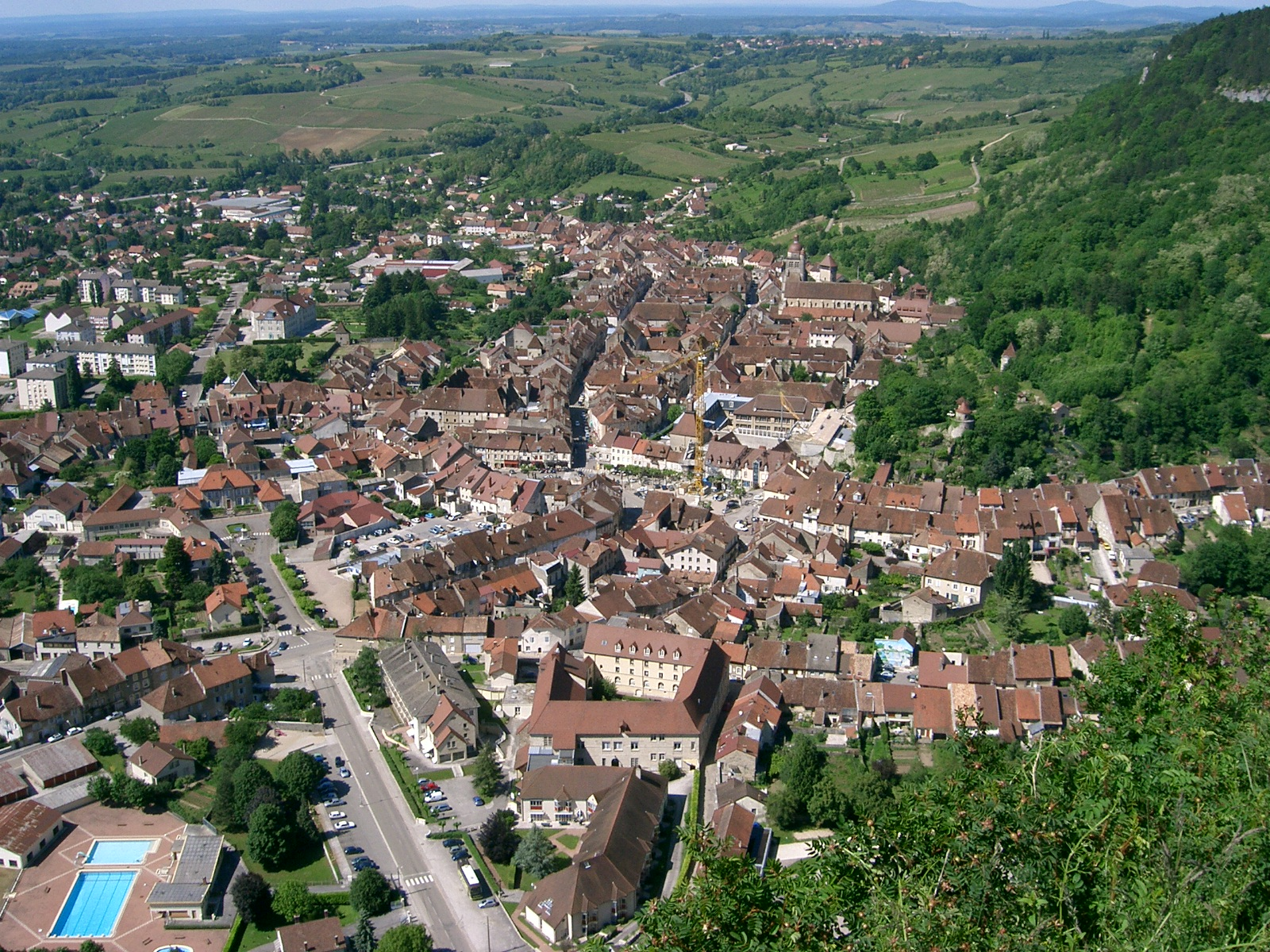
Poligny
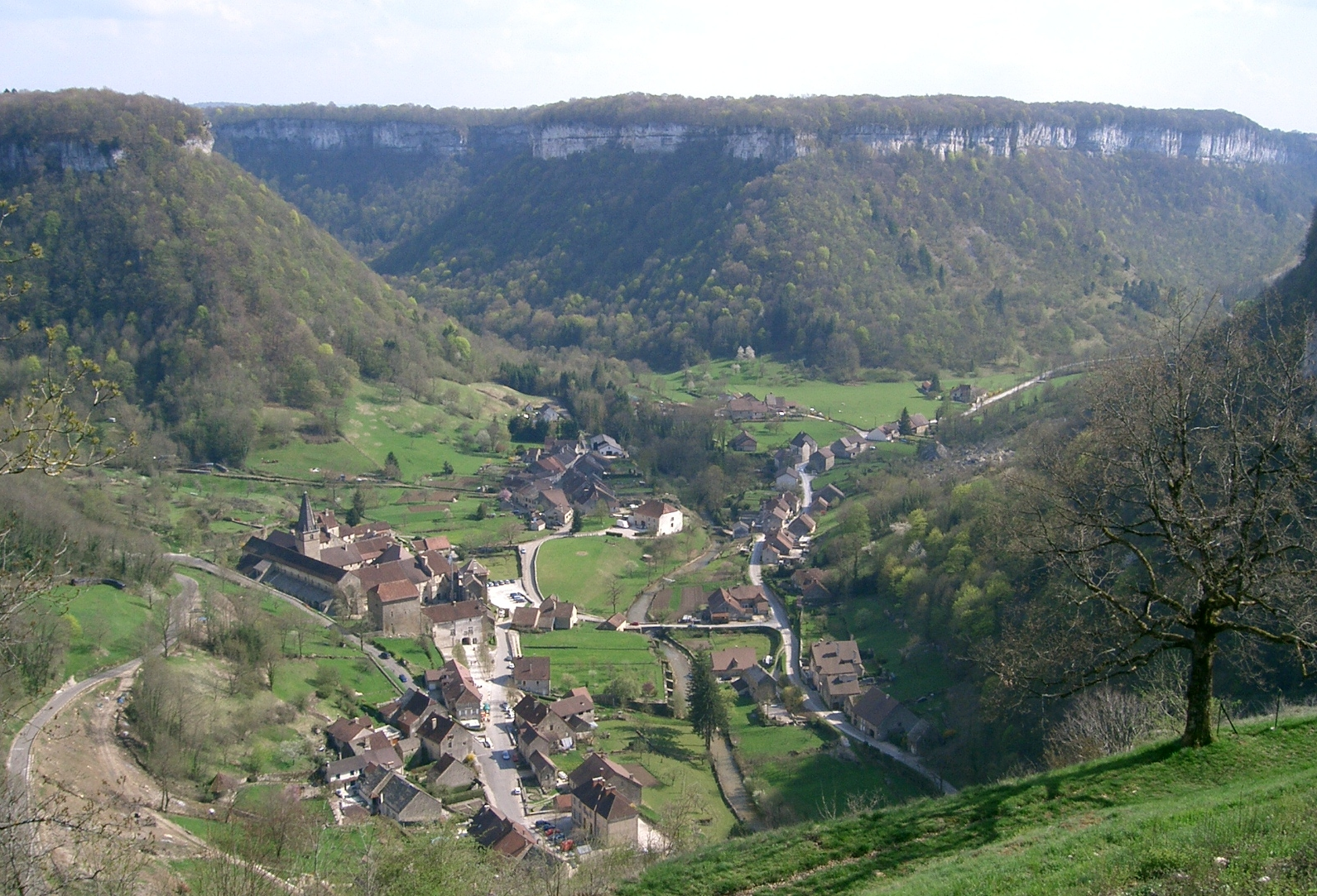
Baume-les-Messieurs

## Architecture rurale typique

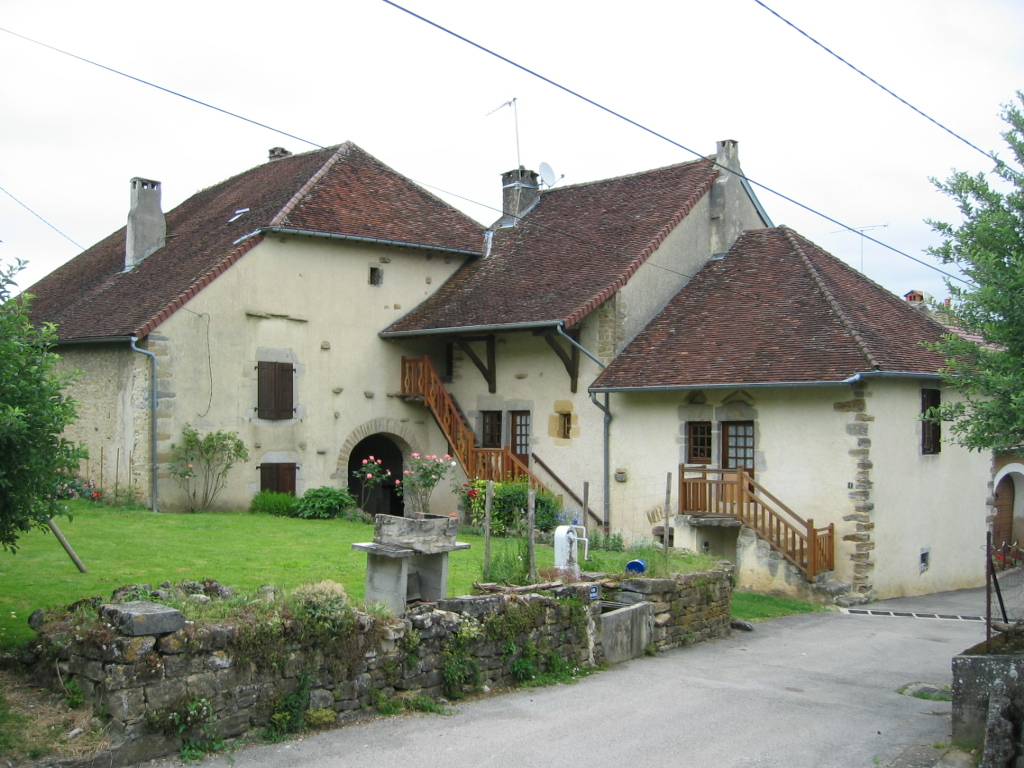
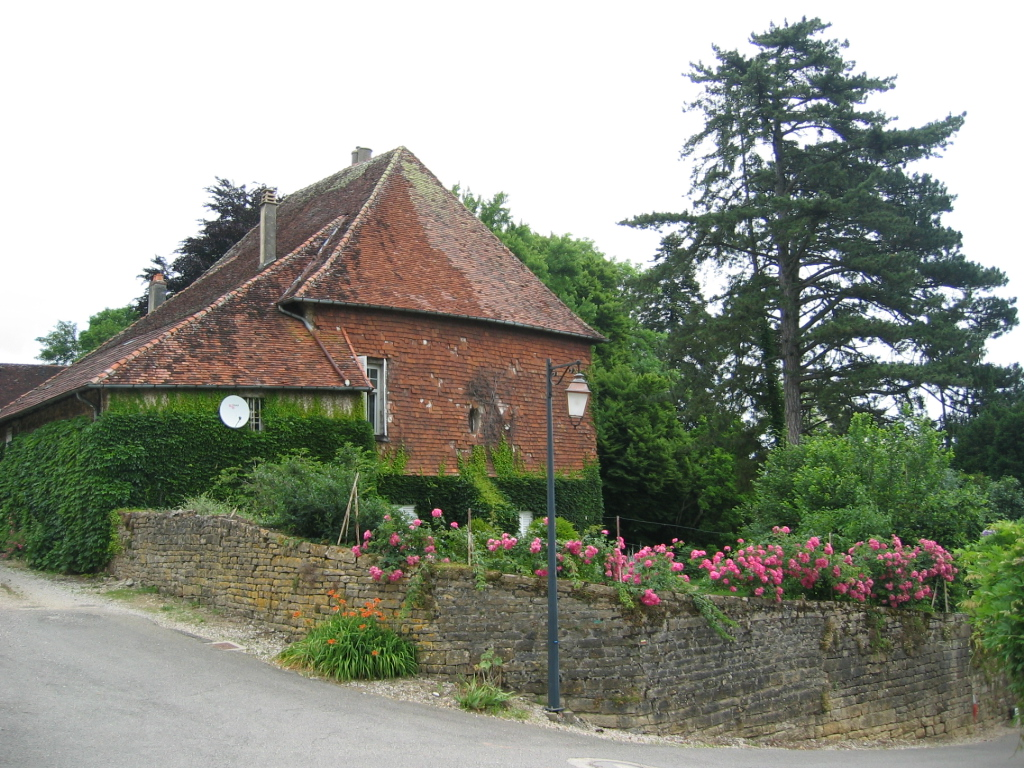
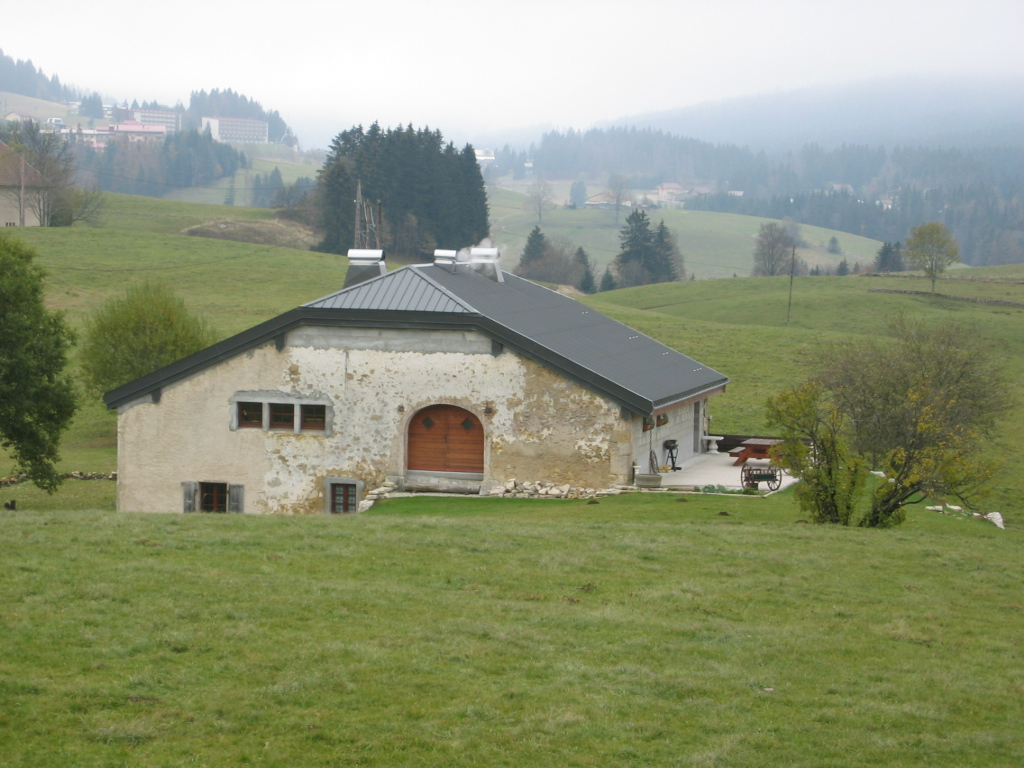
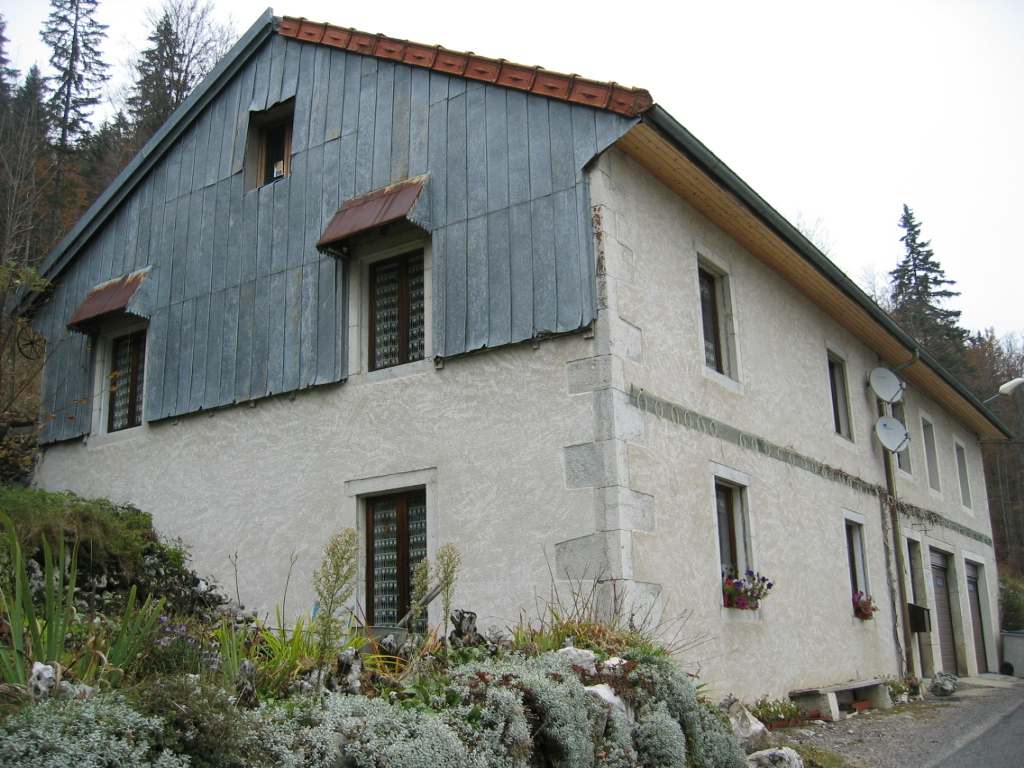
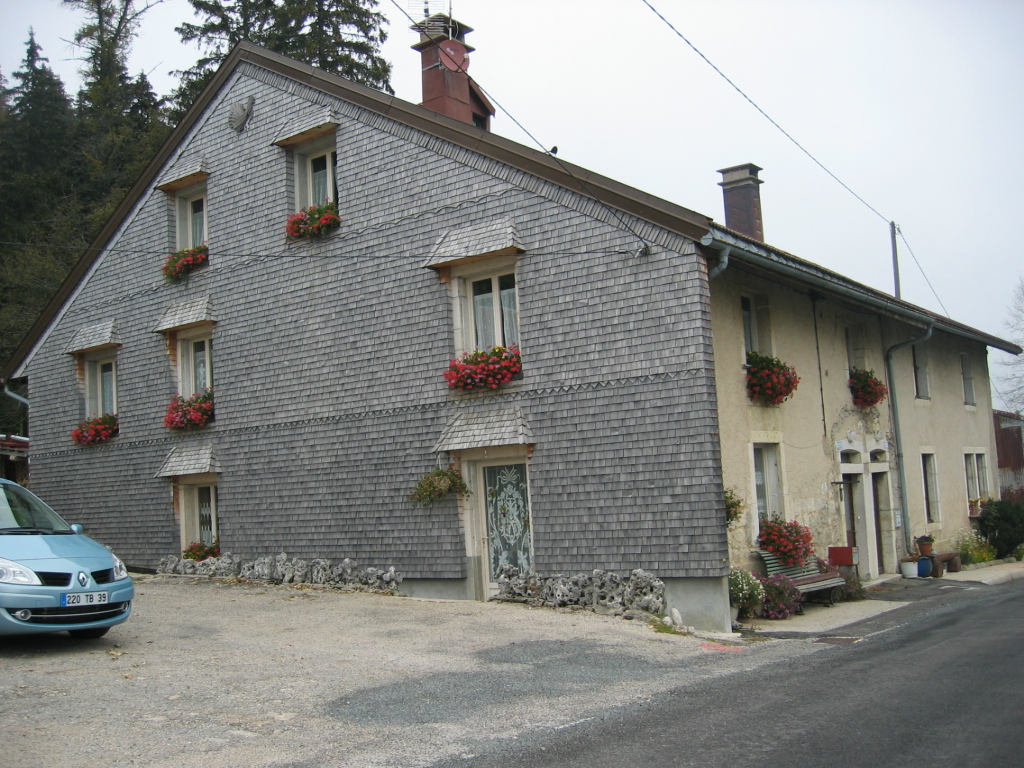
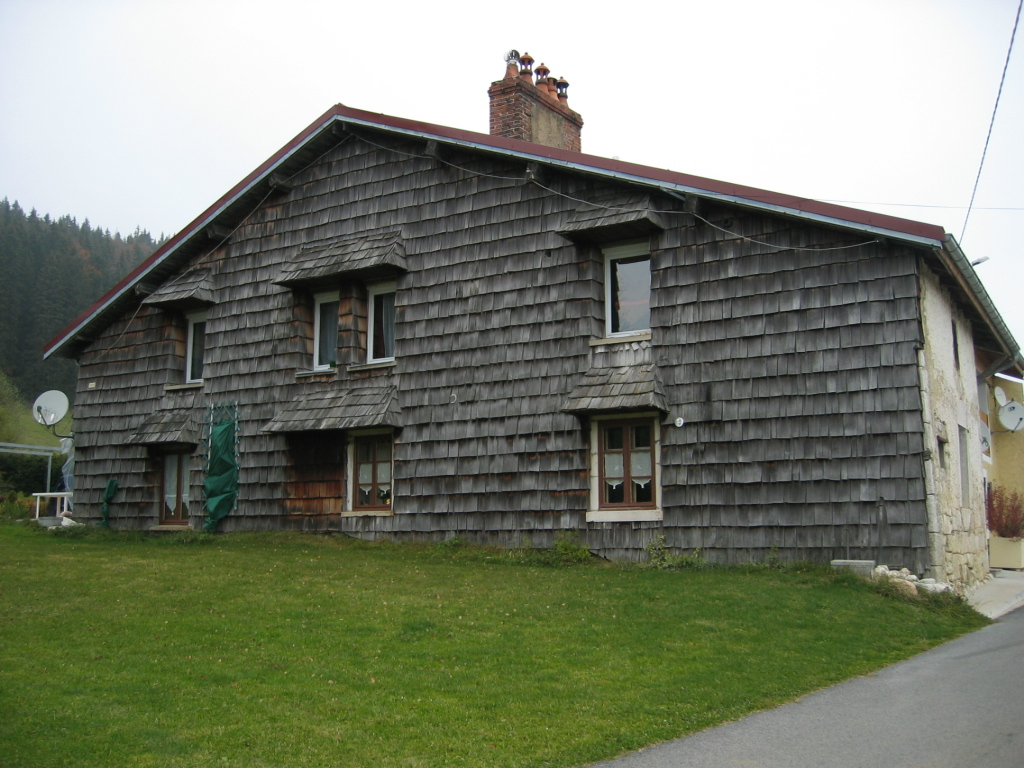

## Nature, rivières, cascades et lacs

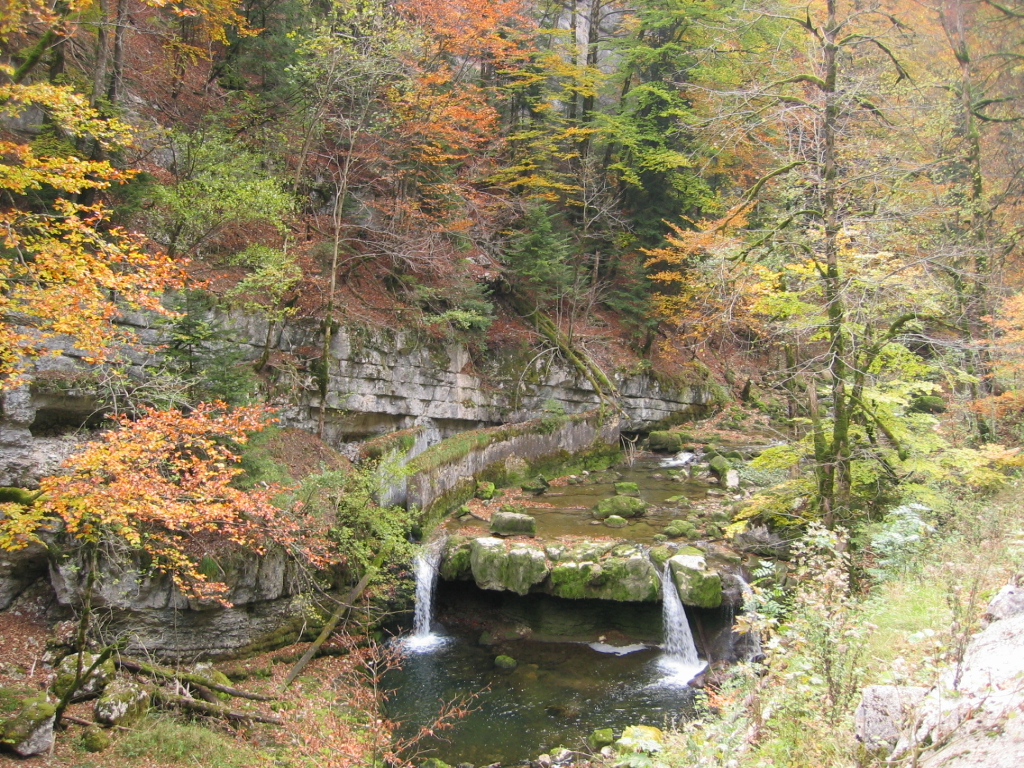
Gorges de la Lemme
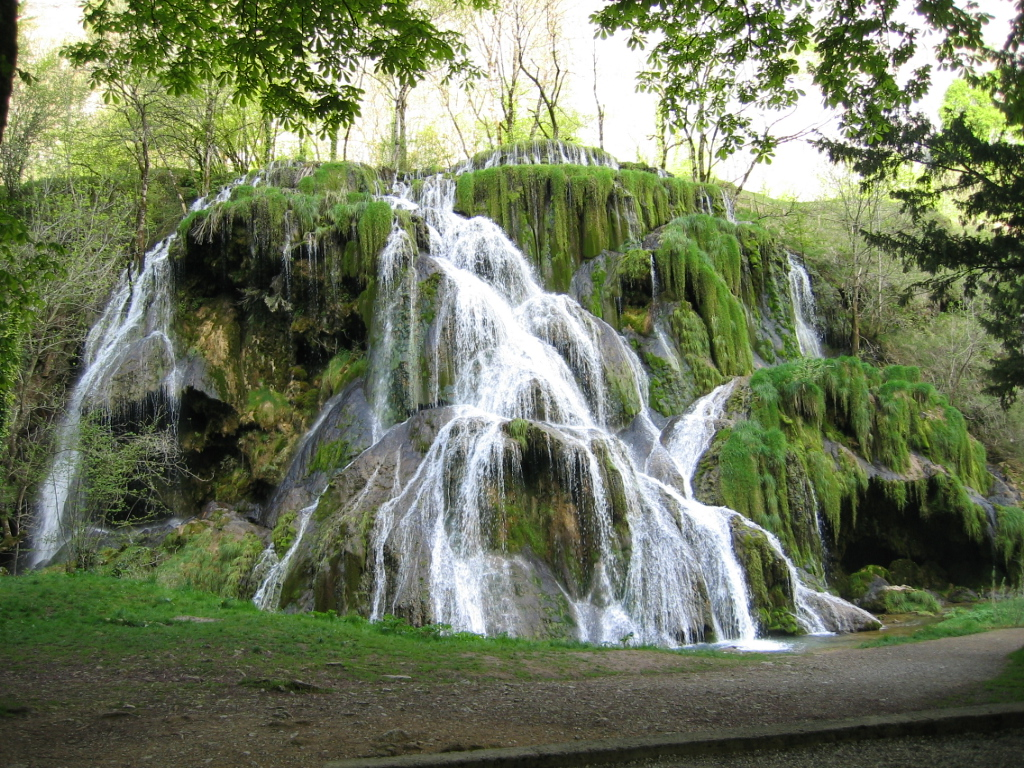
Cascade de Baume-les-Messieurs
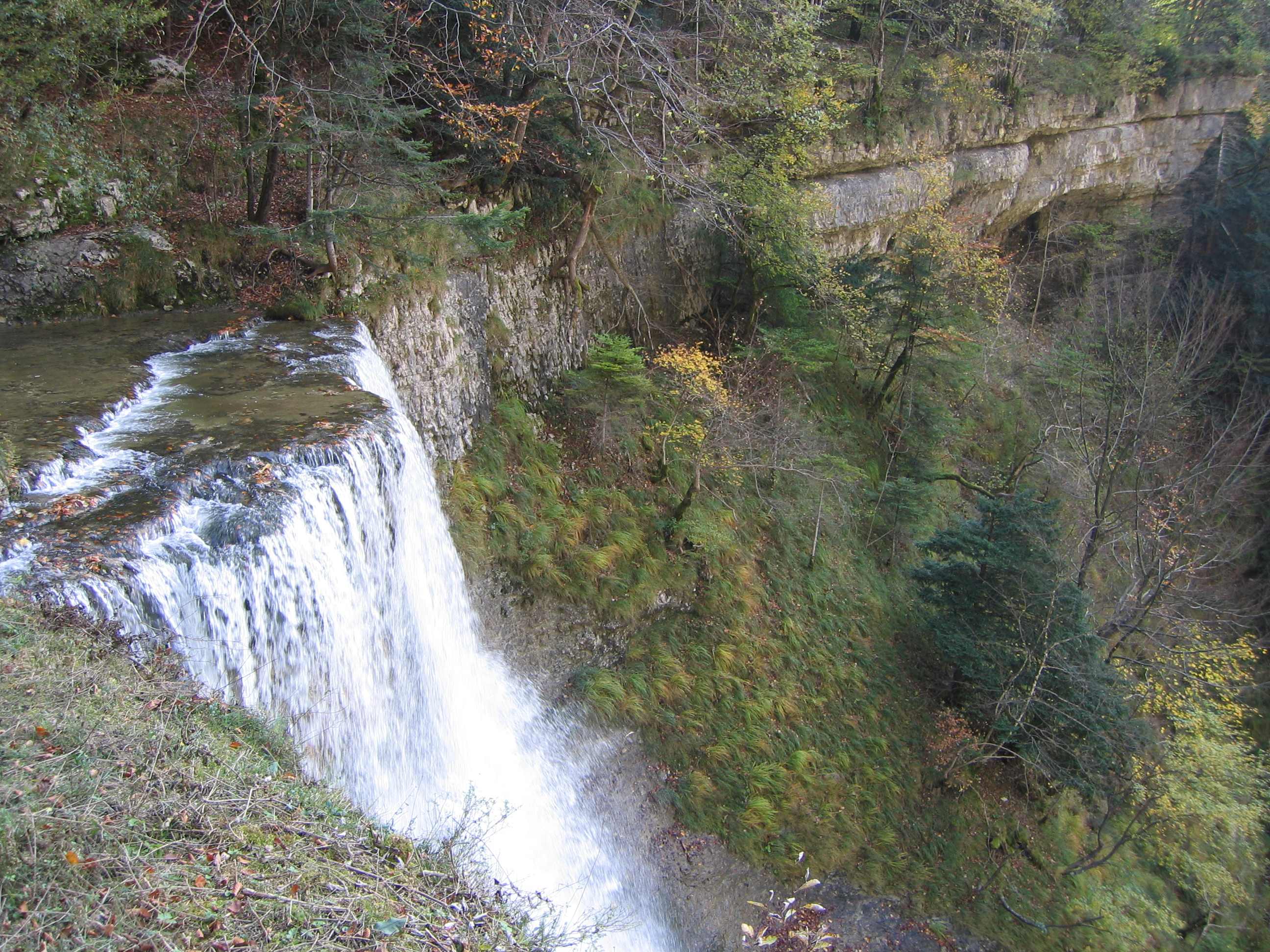
Cascades du Hérisson
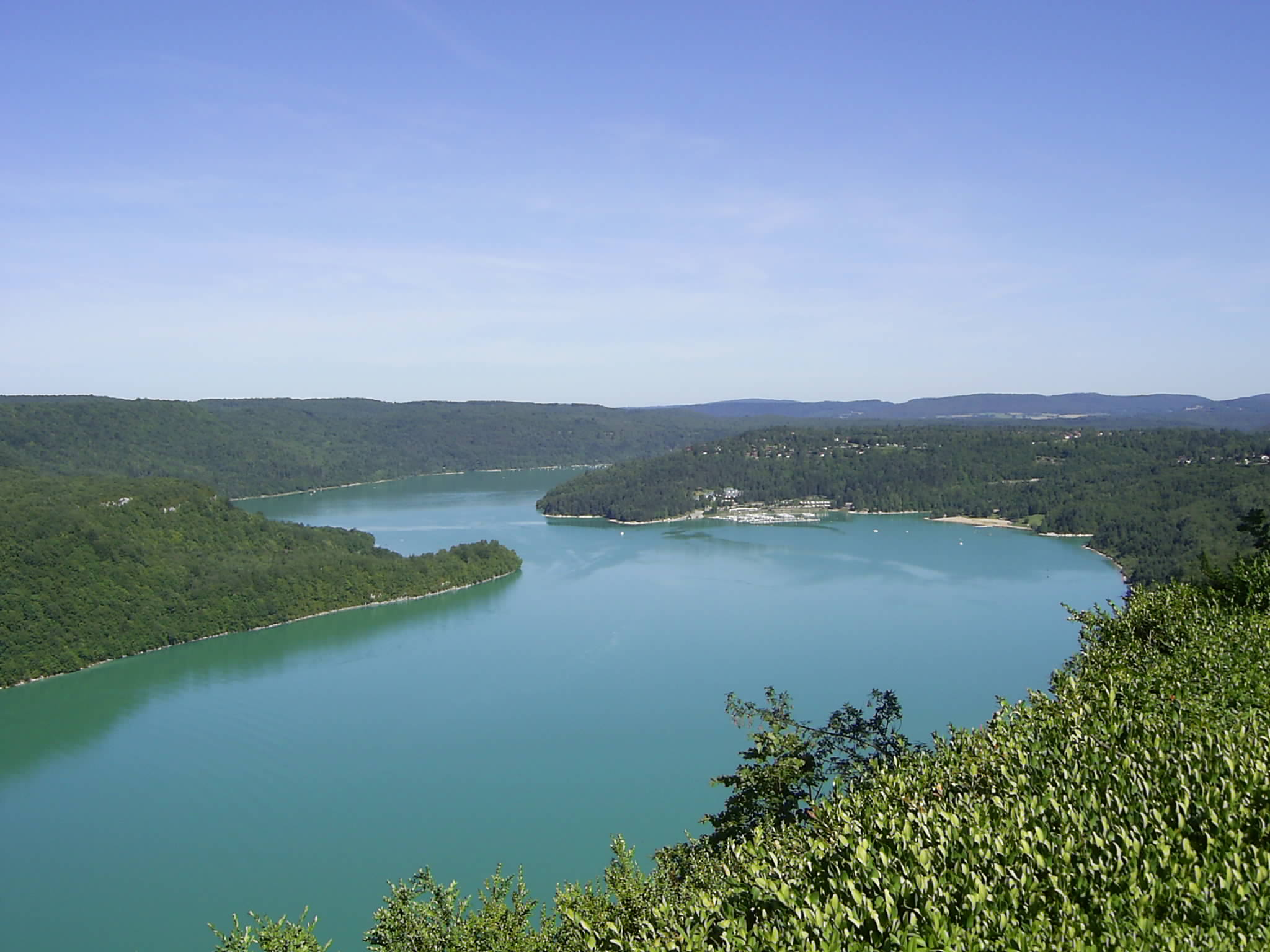
Lac de Vouglans
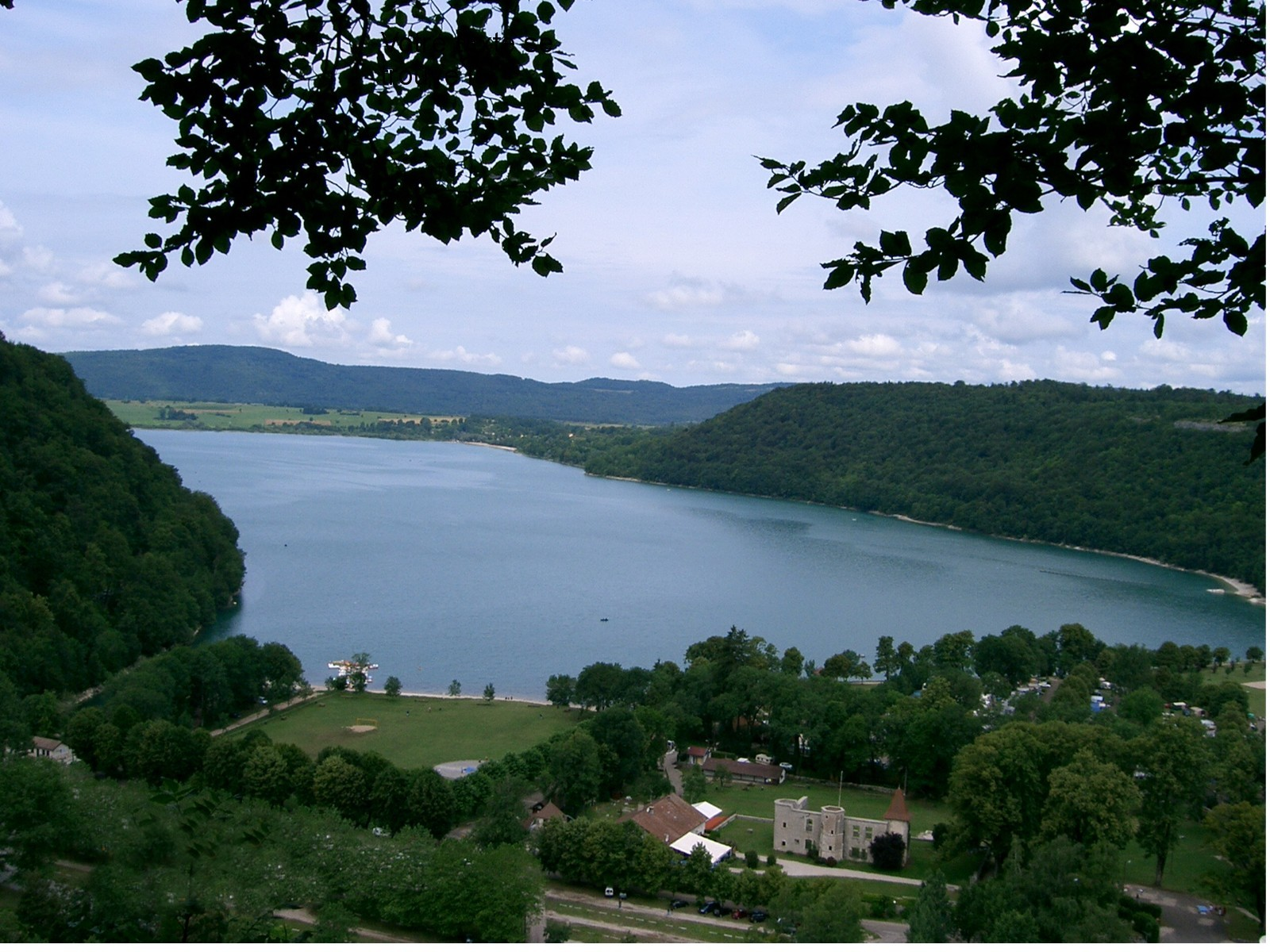
Lac de Chalain
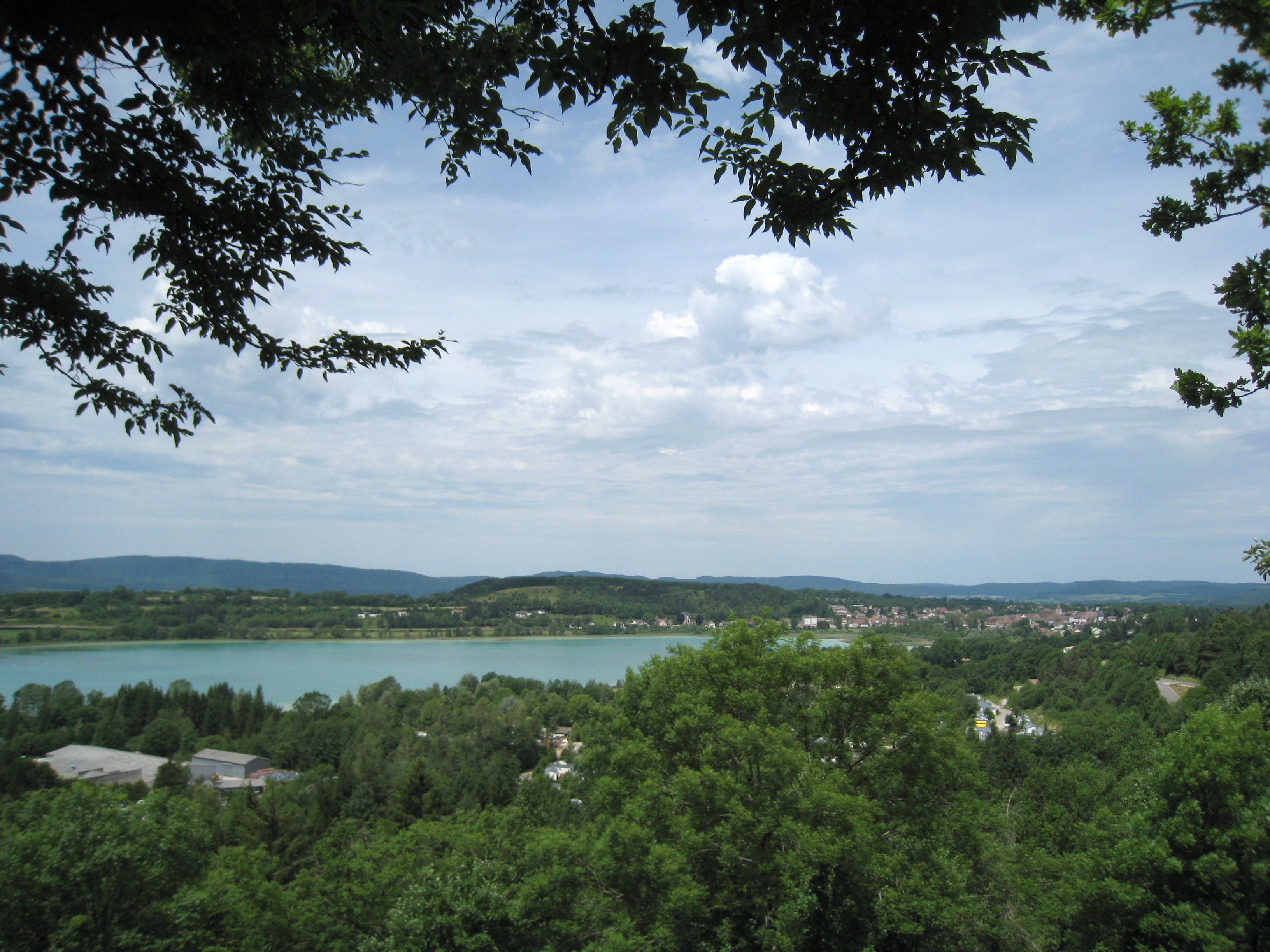
Lacs de Clairvaux

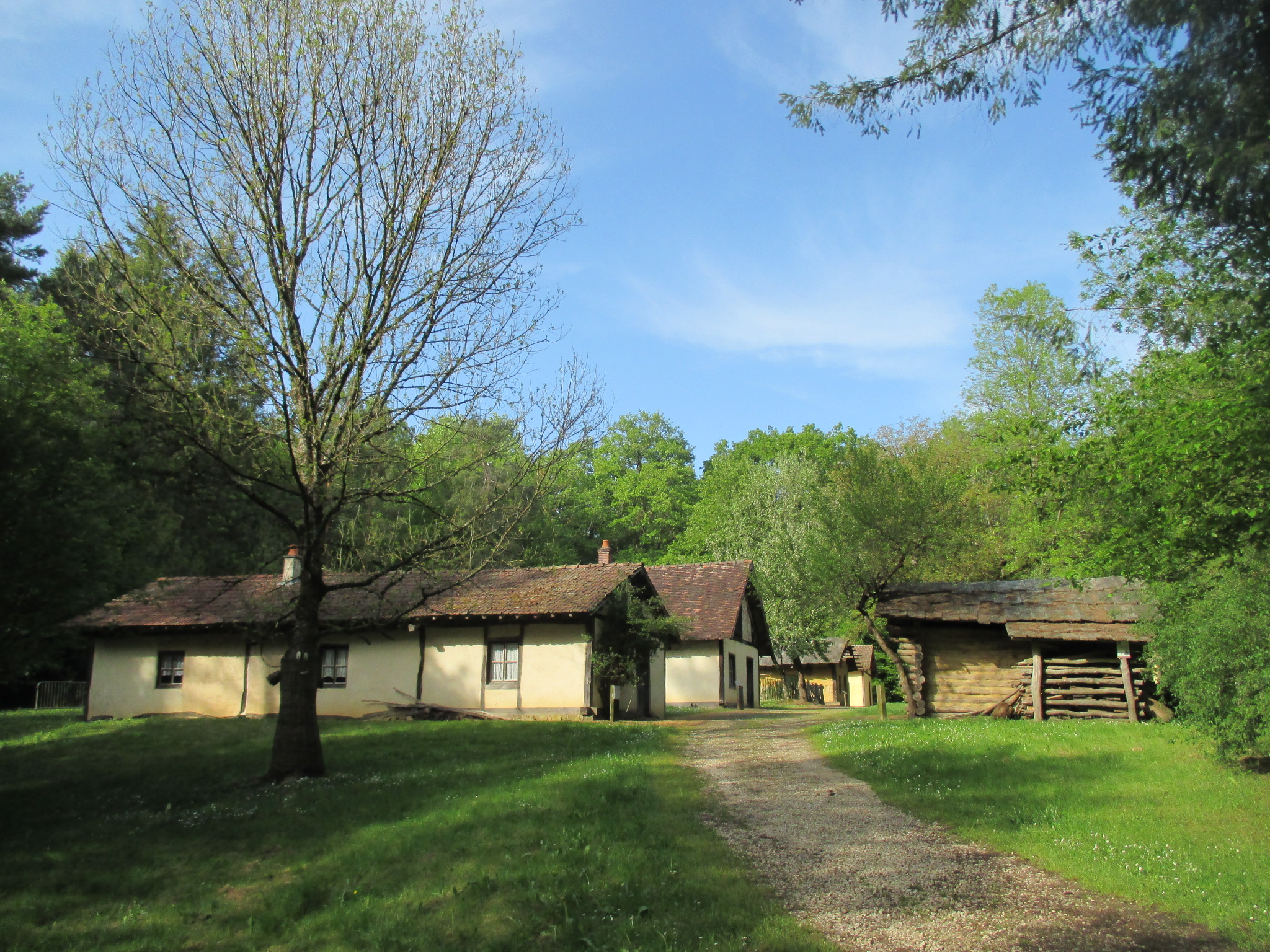
Baraques du 14 de la forêt de Chaux
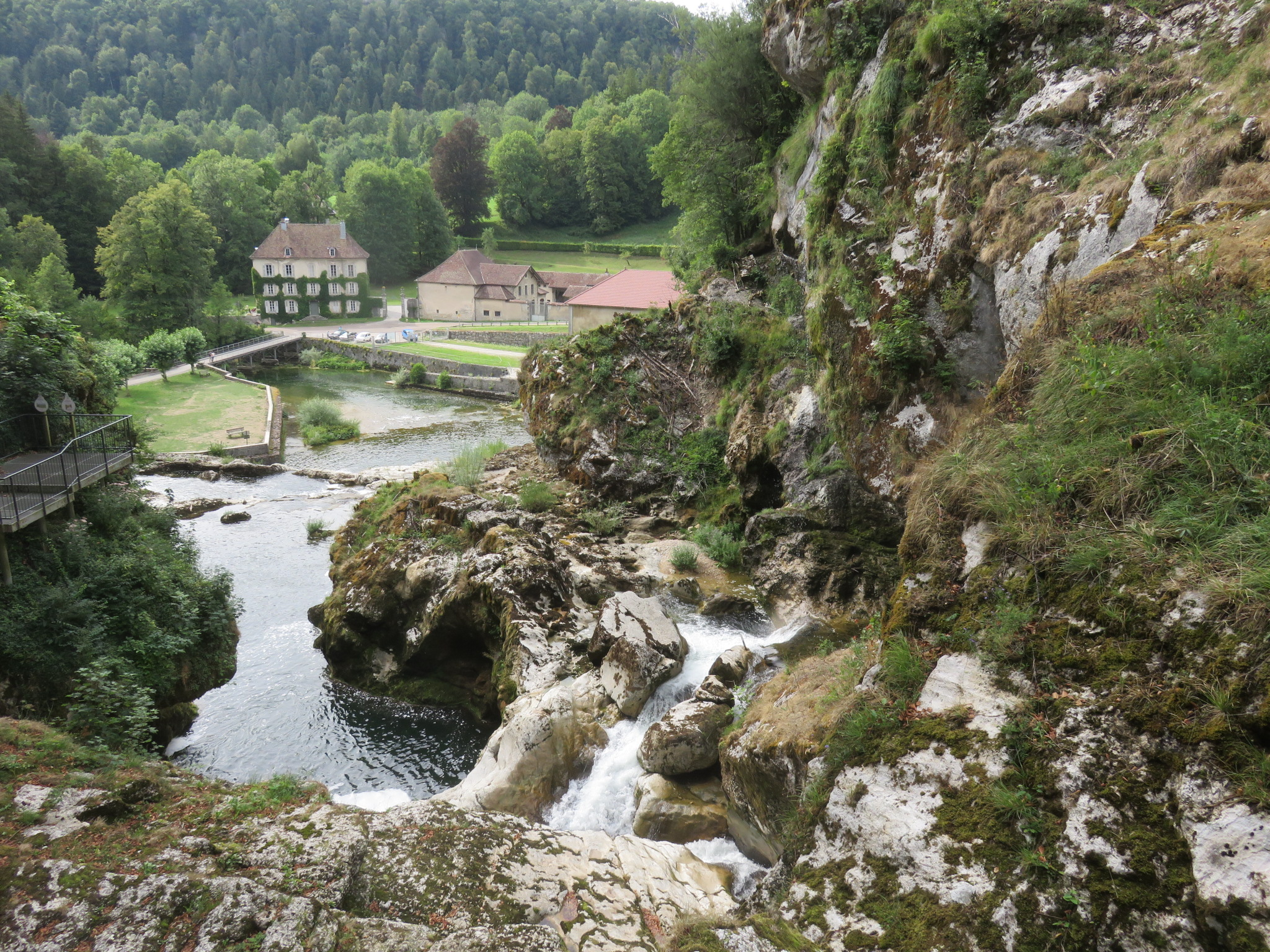
Pertes de l'Ain
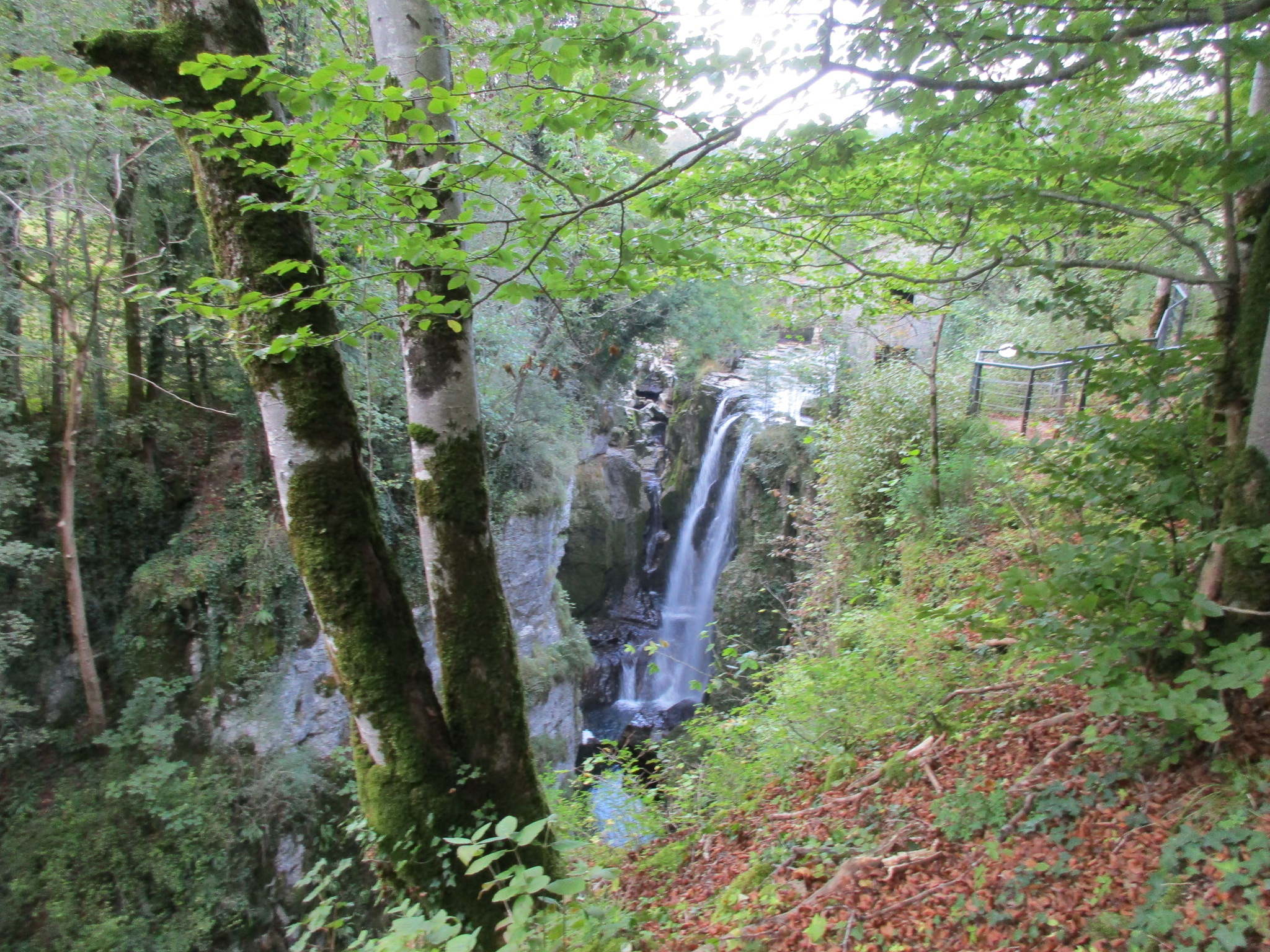
Gorges de la Langouette
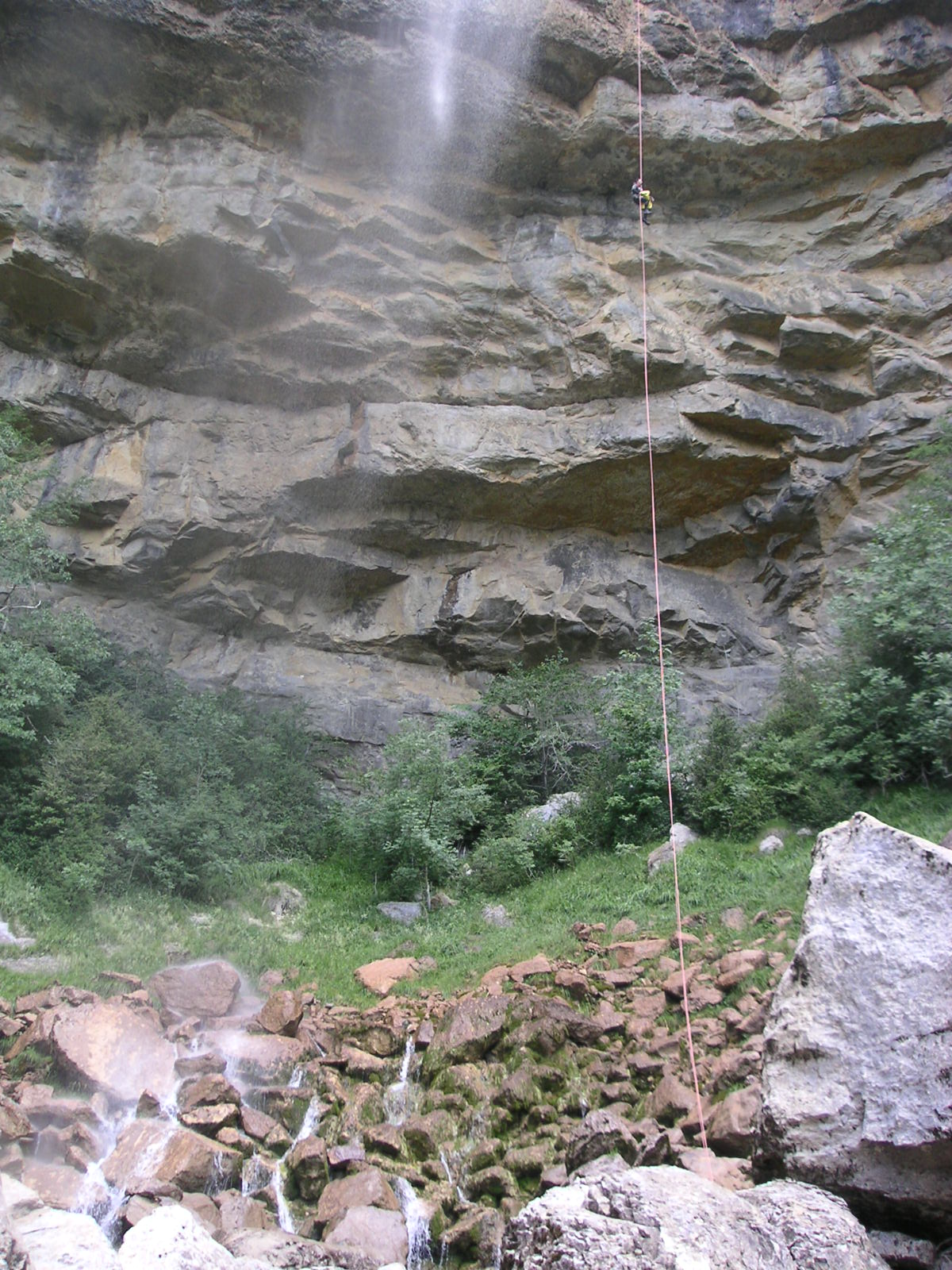
Cascade de la queue de cheval
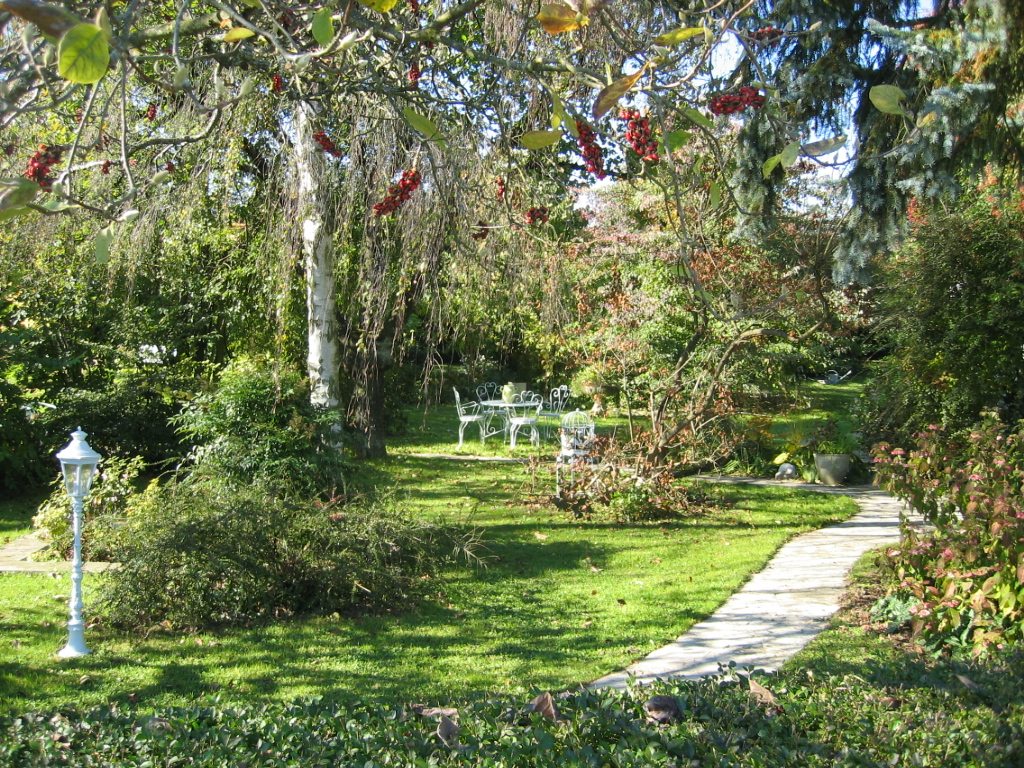
Jardin à la Faulx de Dole
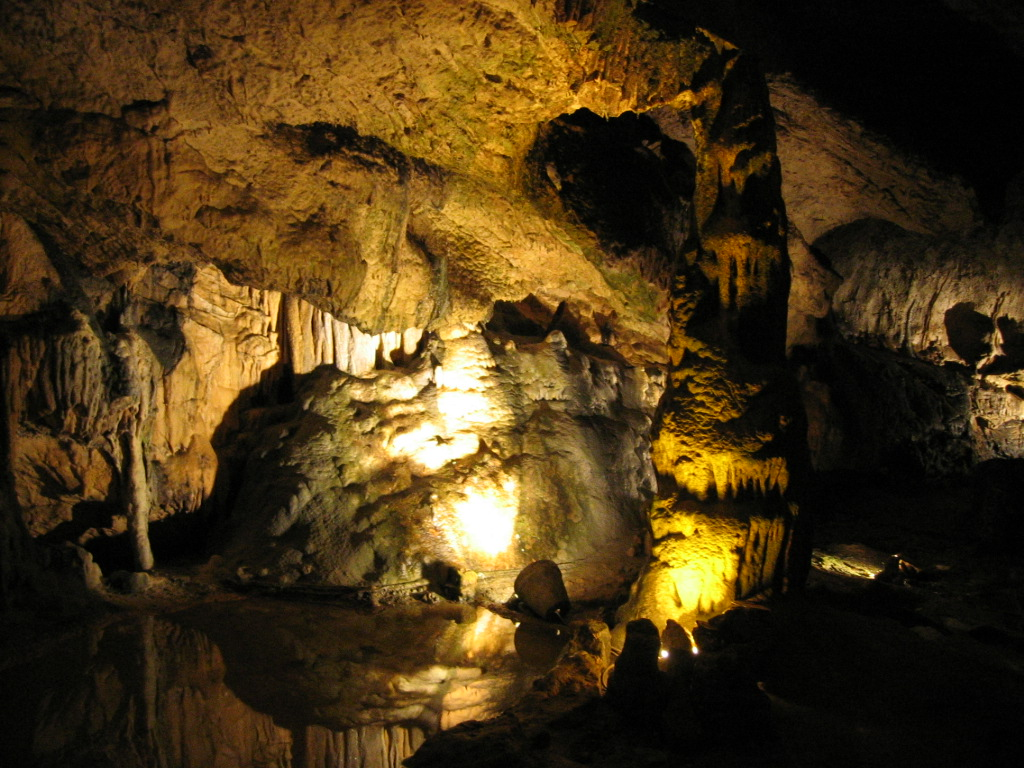
Grotte d'Osselle

## Musées
- Liste des musées du département du Jura :

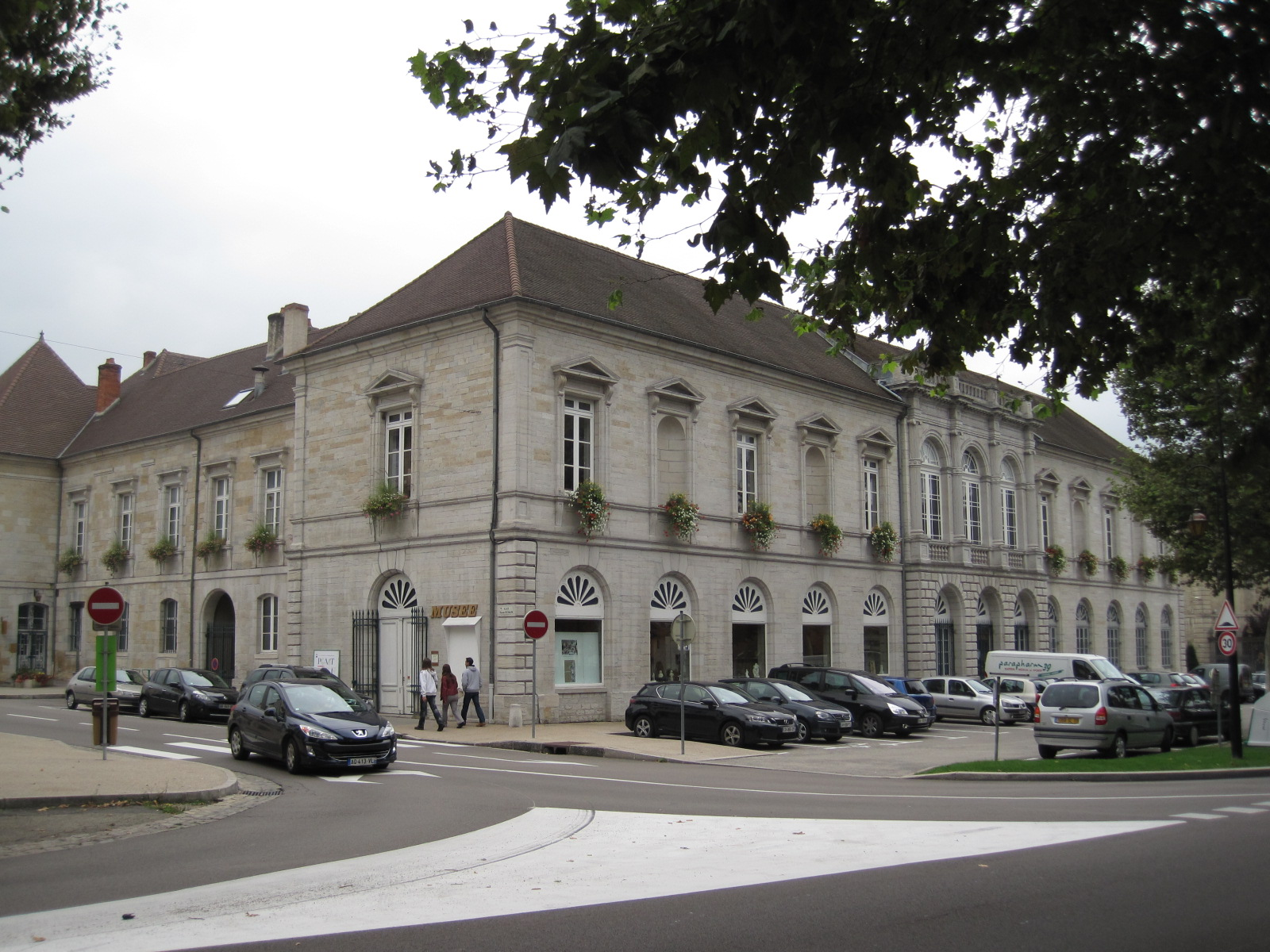
Musée des beaux-arts de Lons-le-Saunier
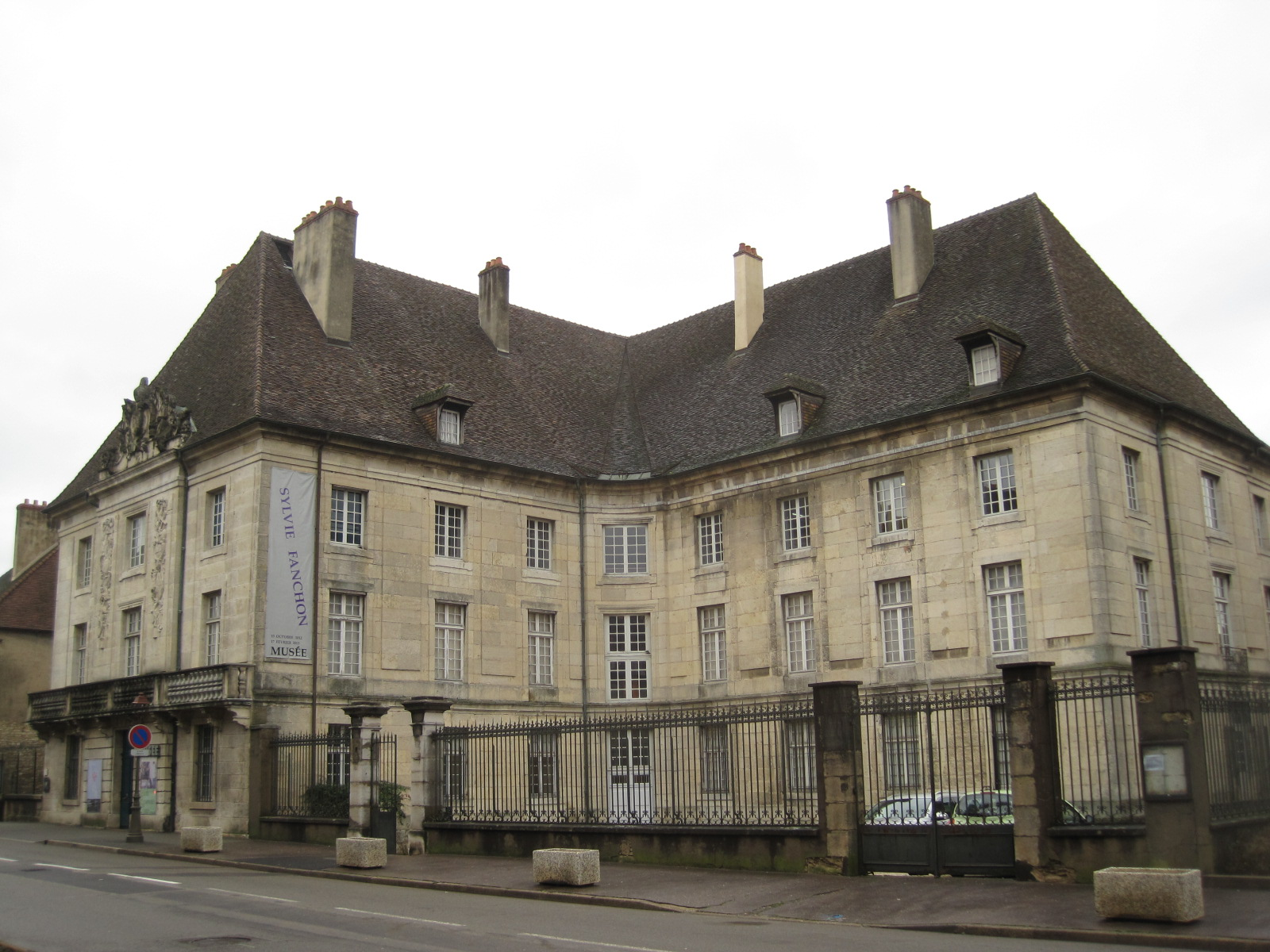
Musée des beaux-arts de Dole
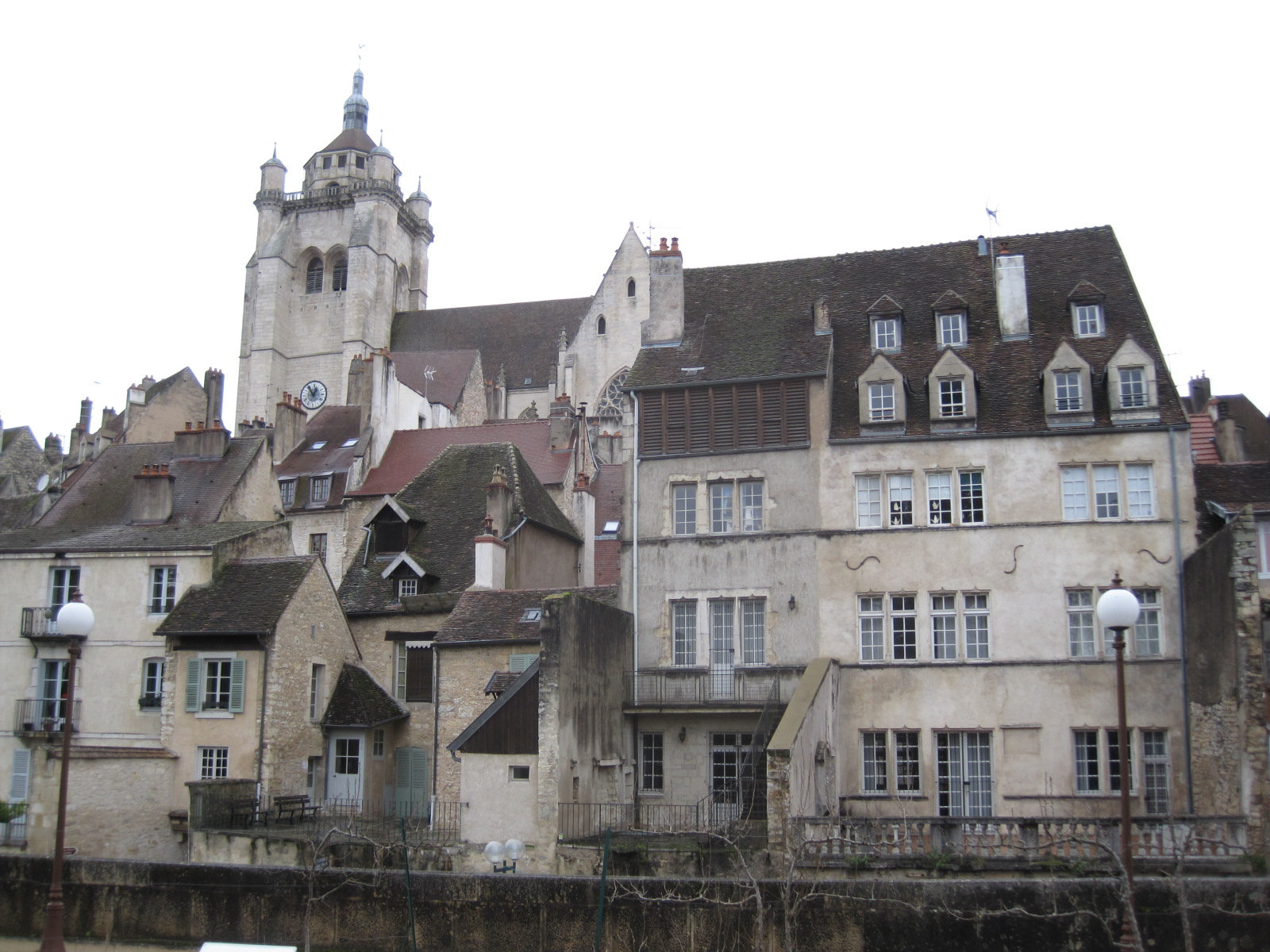
Maison de Louis Pasteur à Dole, et Route Pasteur
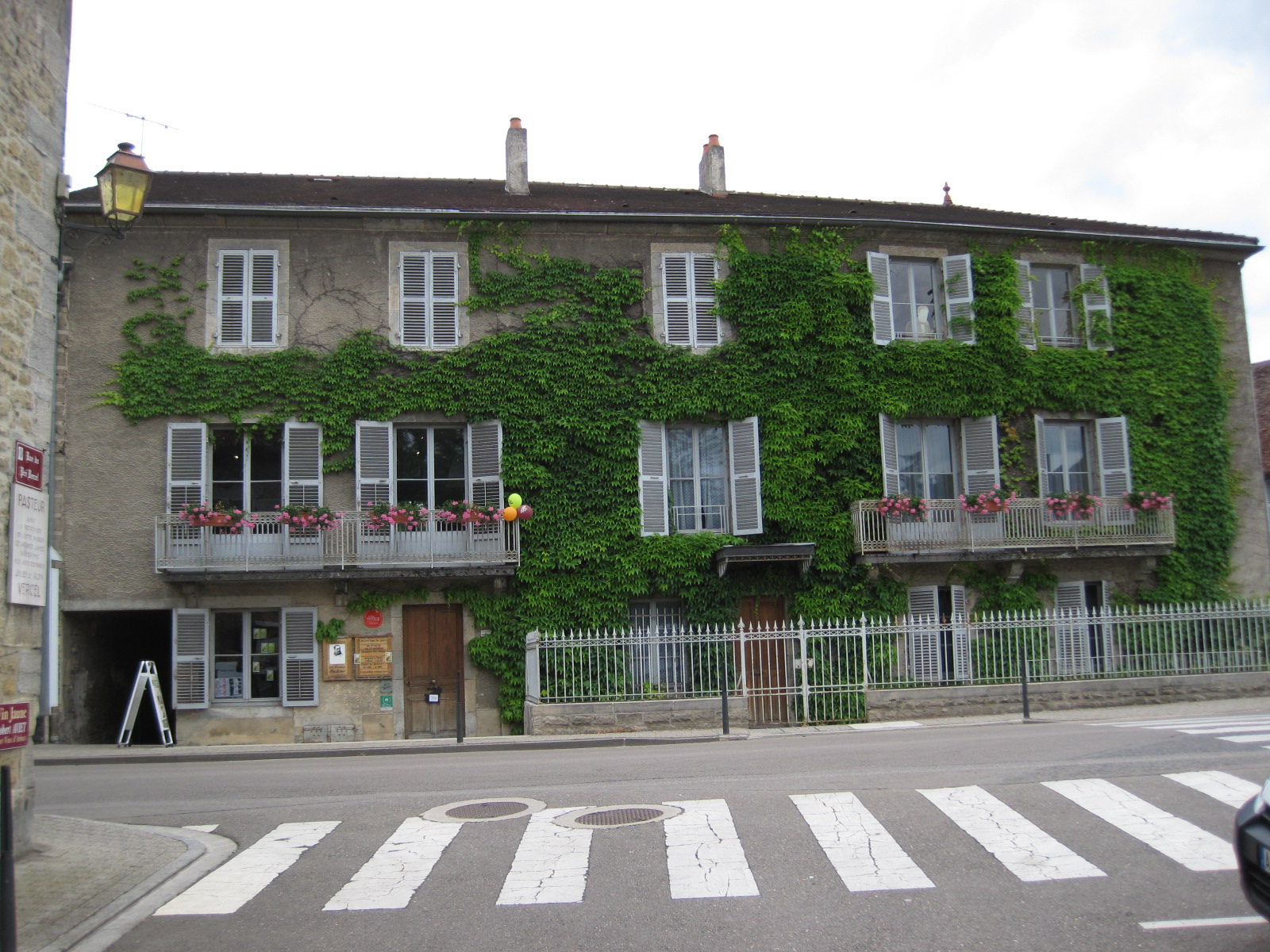
Maison de Louis Pasteur à Arbois
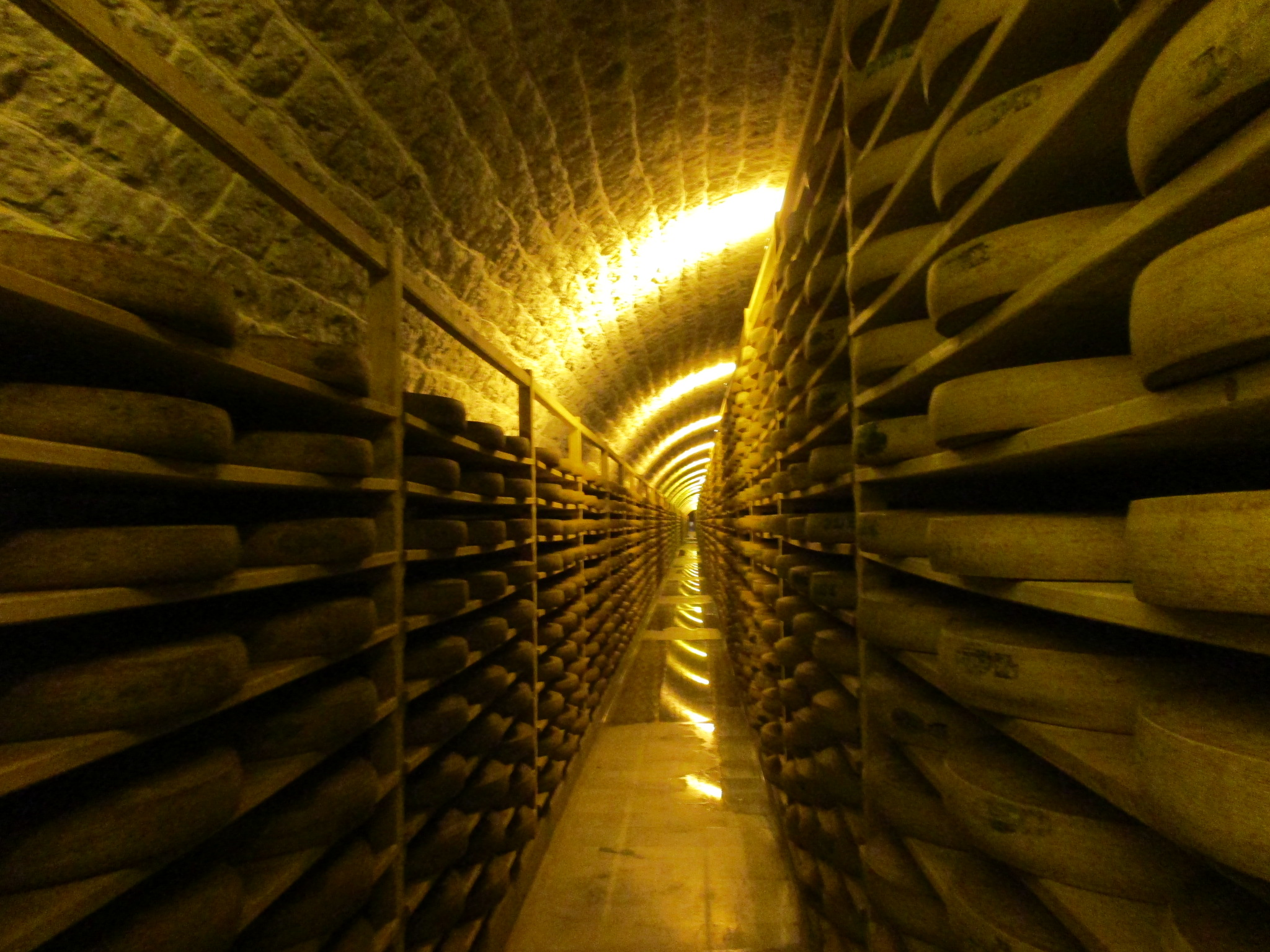
Fromageries Arnaud Frères, du Fort des Rousses

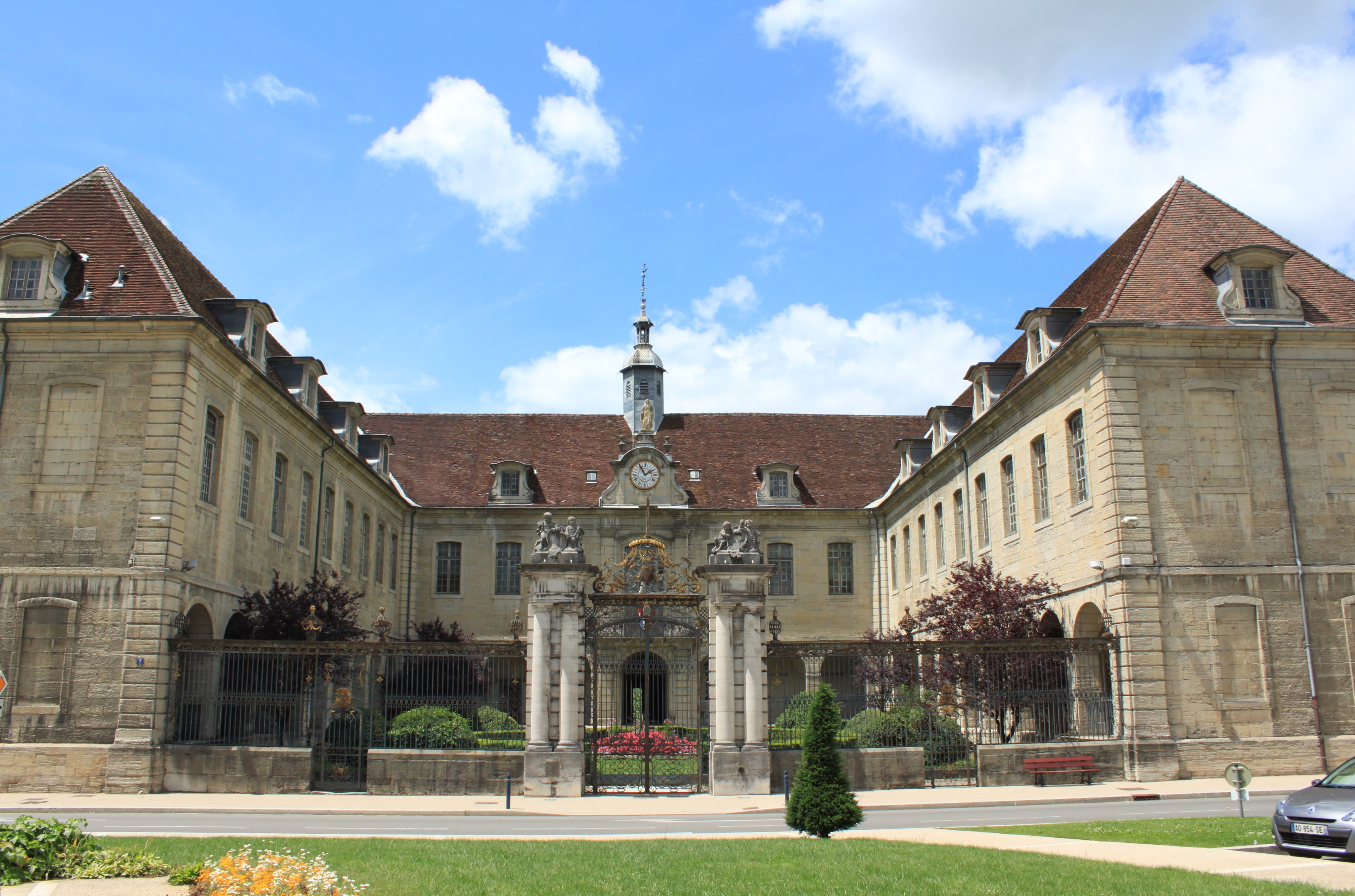
Hôtel-Dieu de Lons-le-Saunier
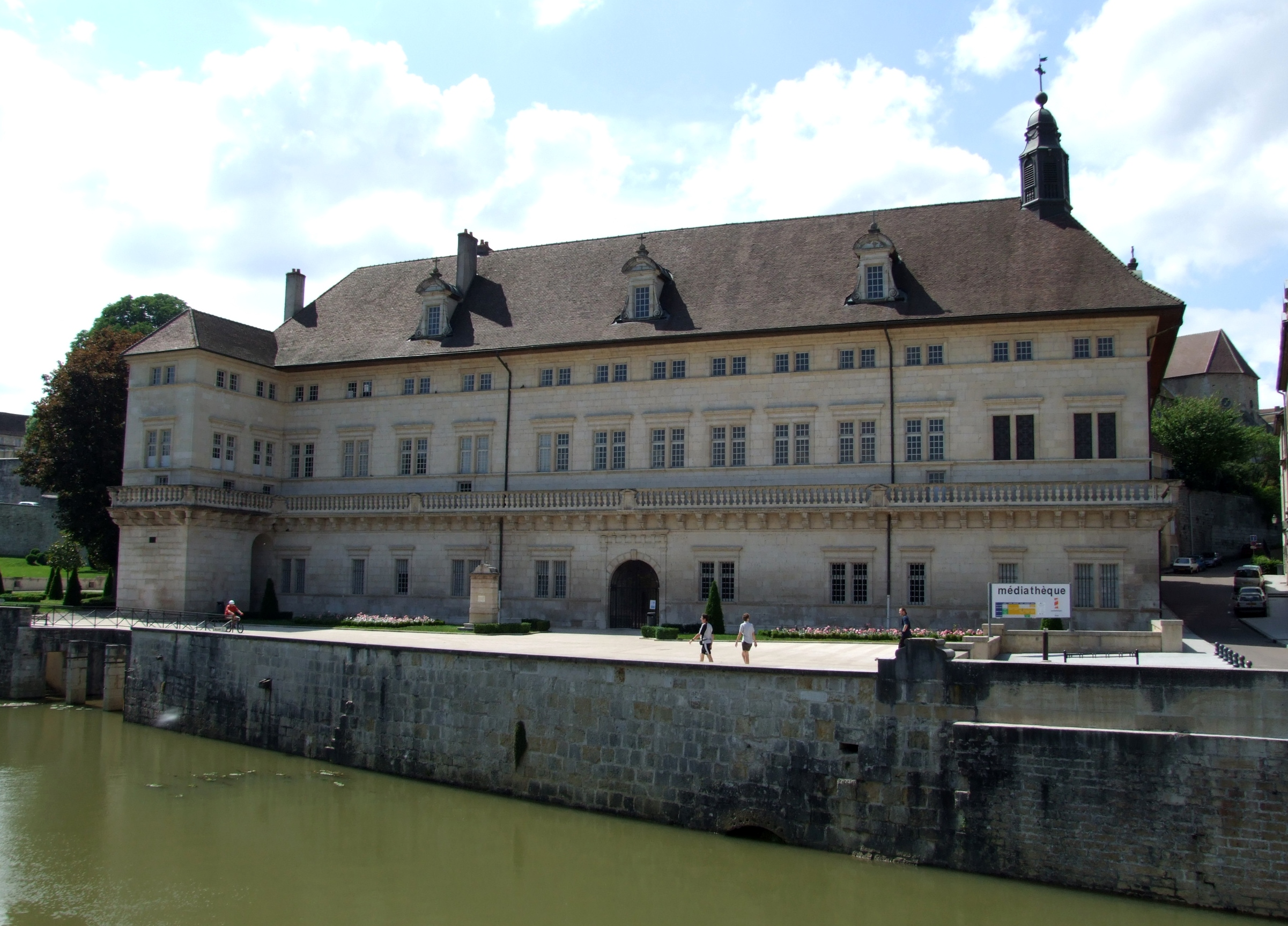
Hôtel-Dieu de Dole
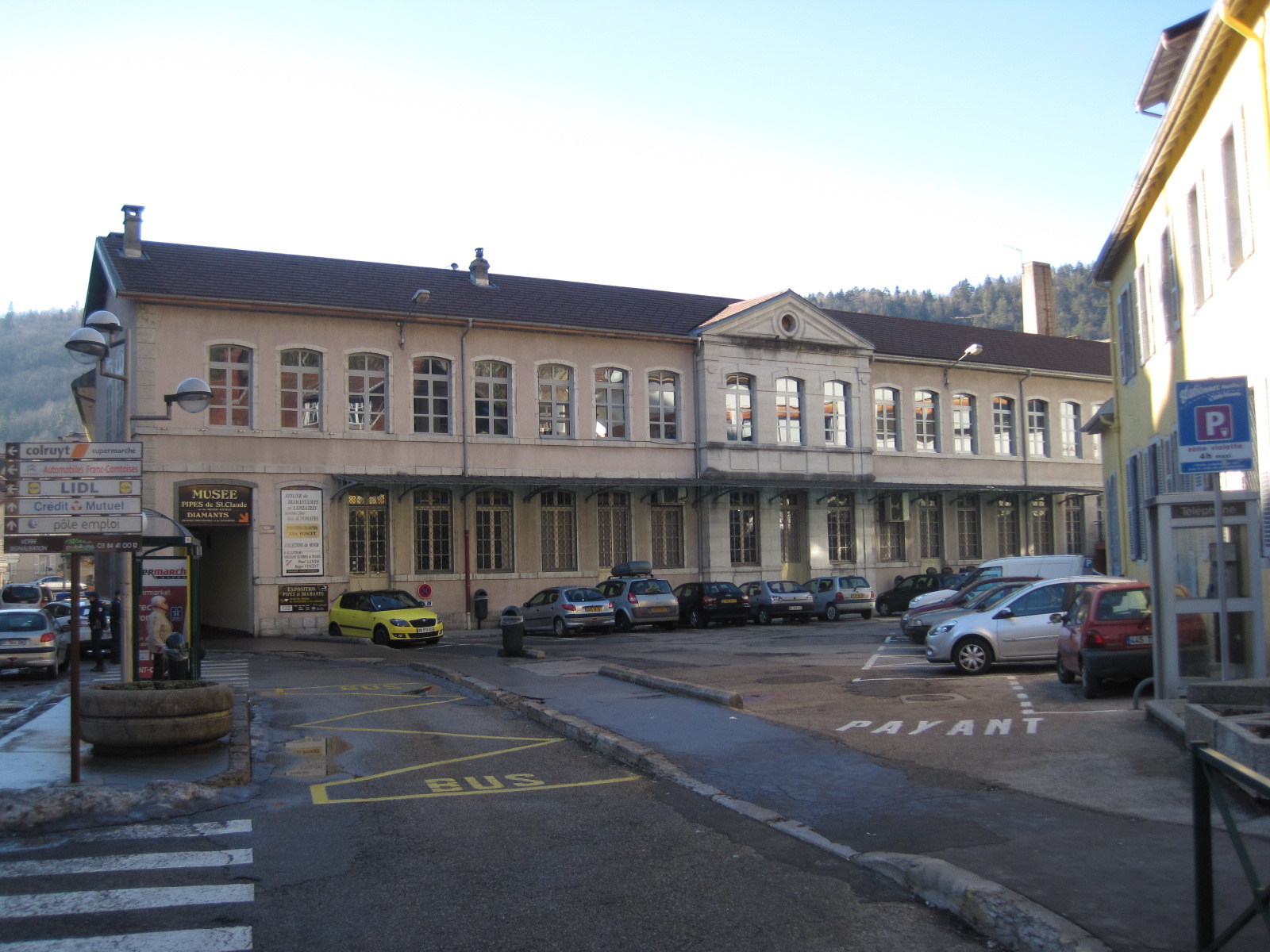
Musée de la pipe et du diamant de Saint-Claude, et Confrérie des maîtres-pipiers
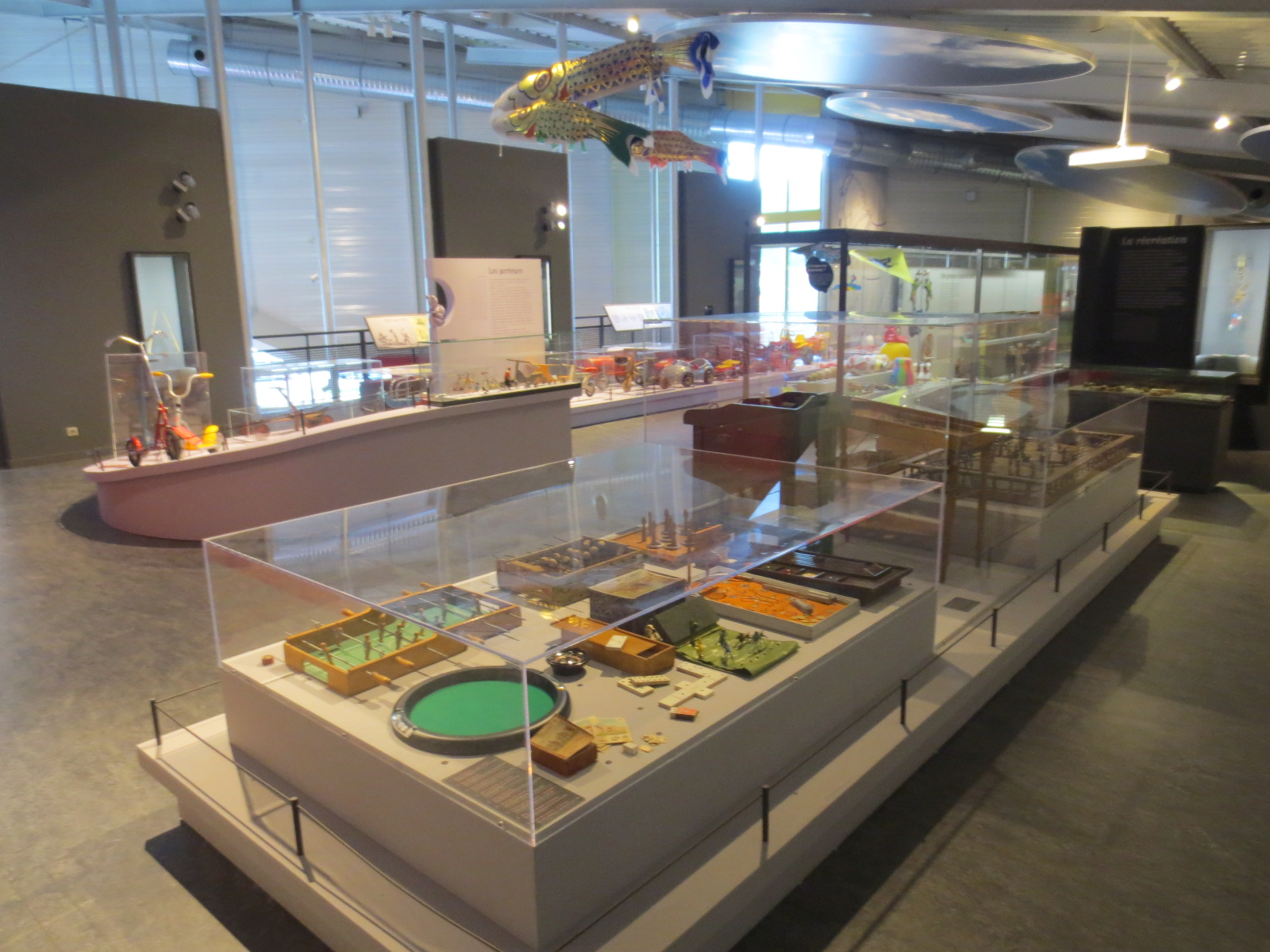
Musée du jouet de Moirans-en-Montagne
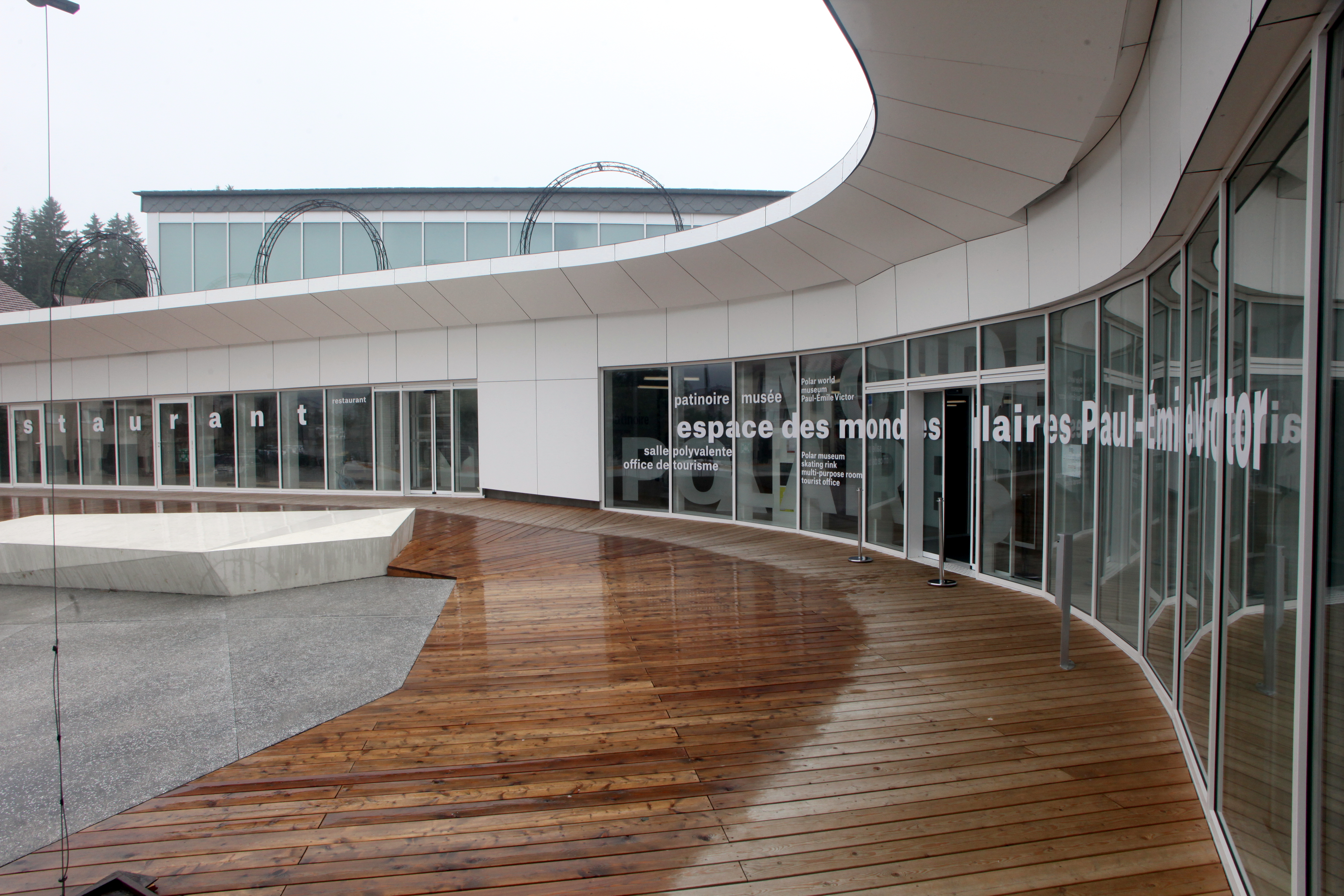
Espace des mondes polaires

## Châteaux
- Liste des châteaux du Jura :

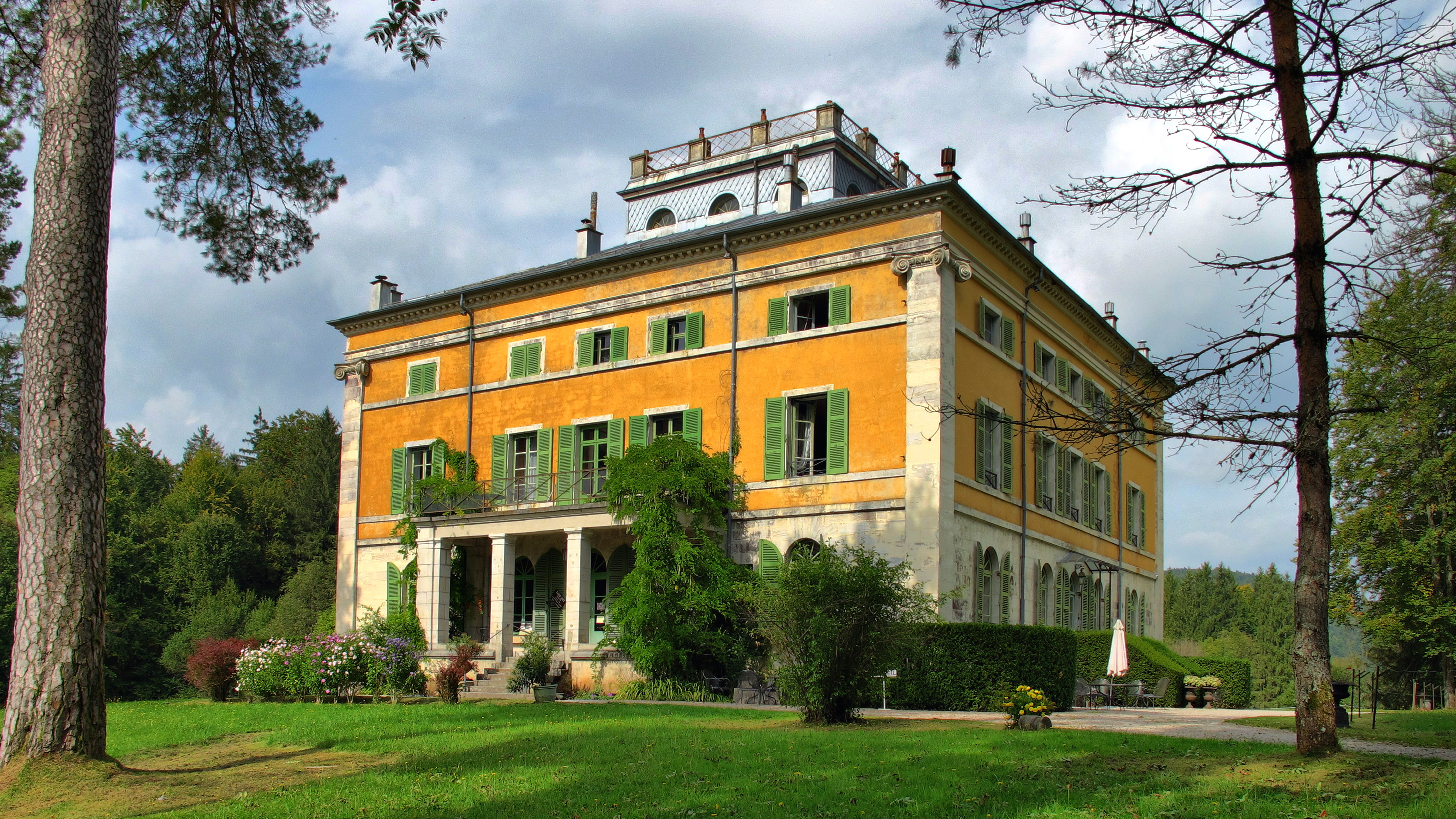
Château de Syam, et Forges de Syam
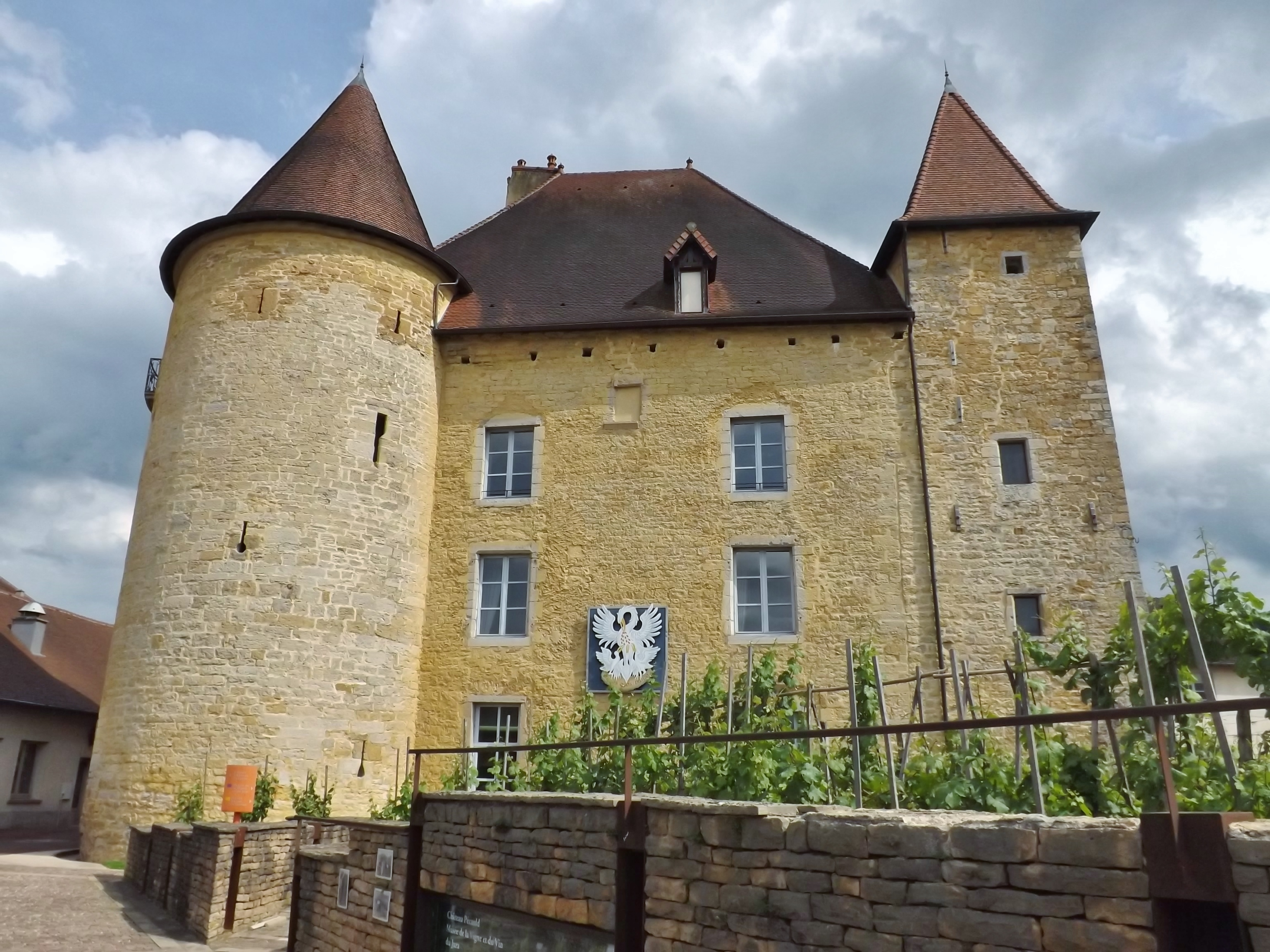
Château Pécauld et musée de la vigne et du vin du Jura
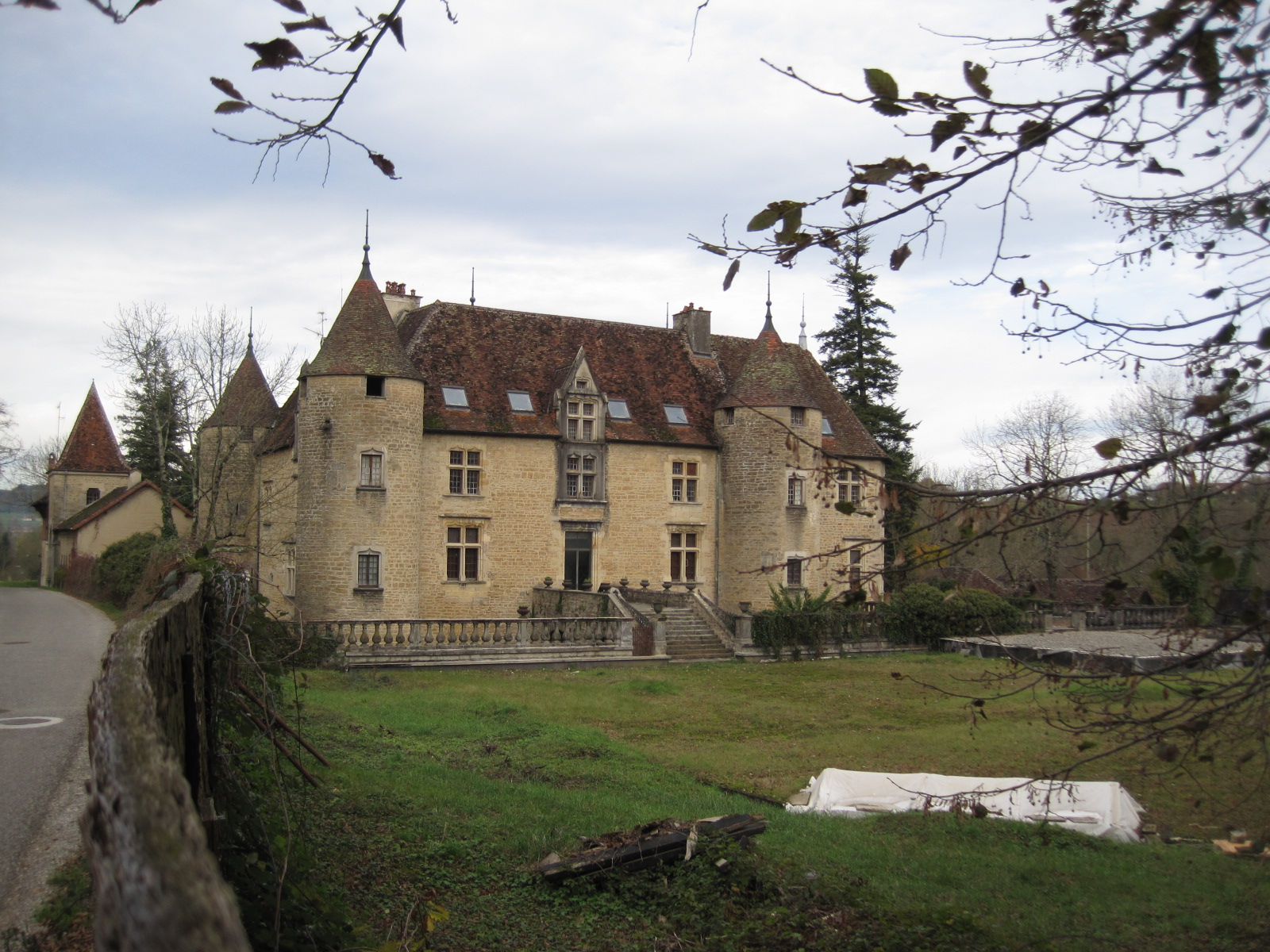
Château de Domblans
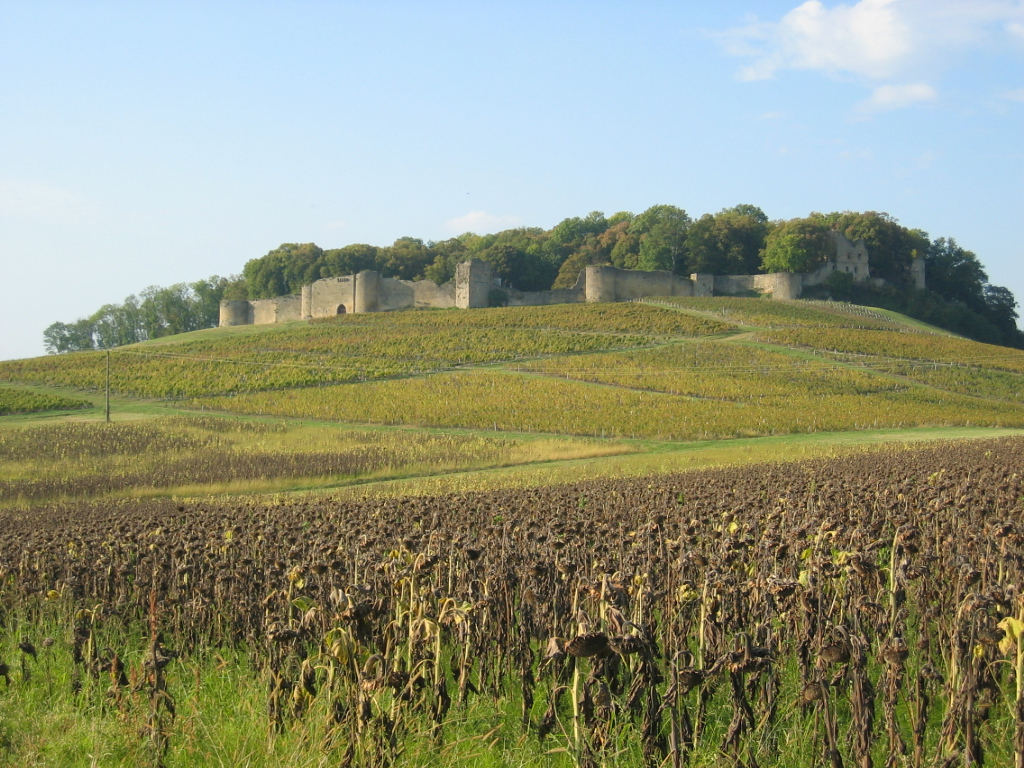
Château d'Arlay
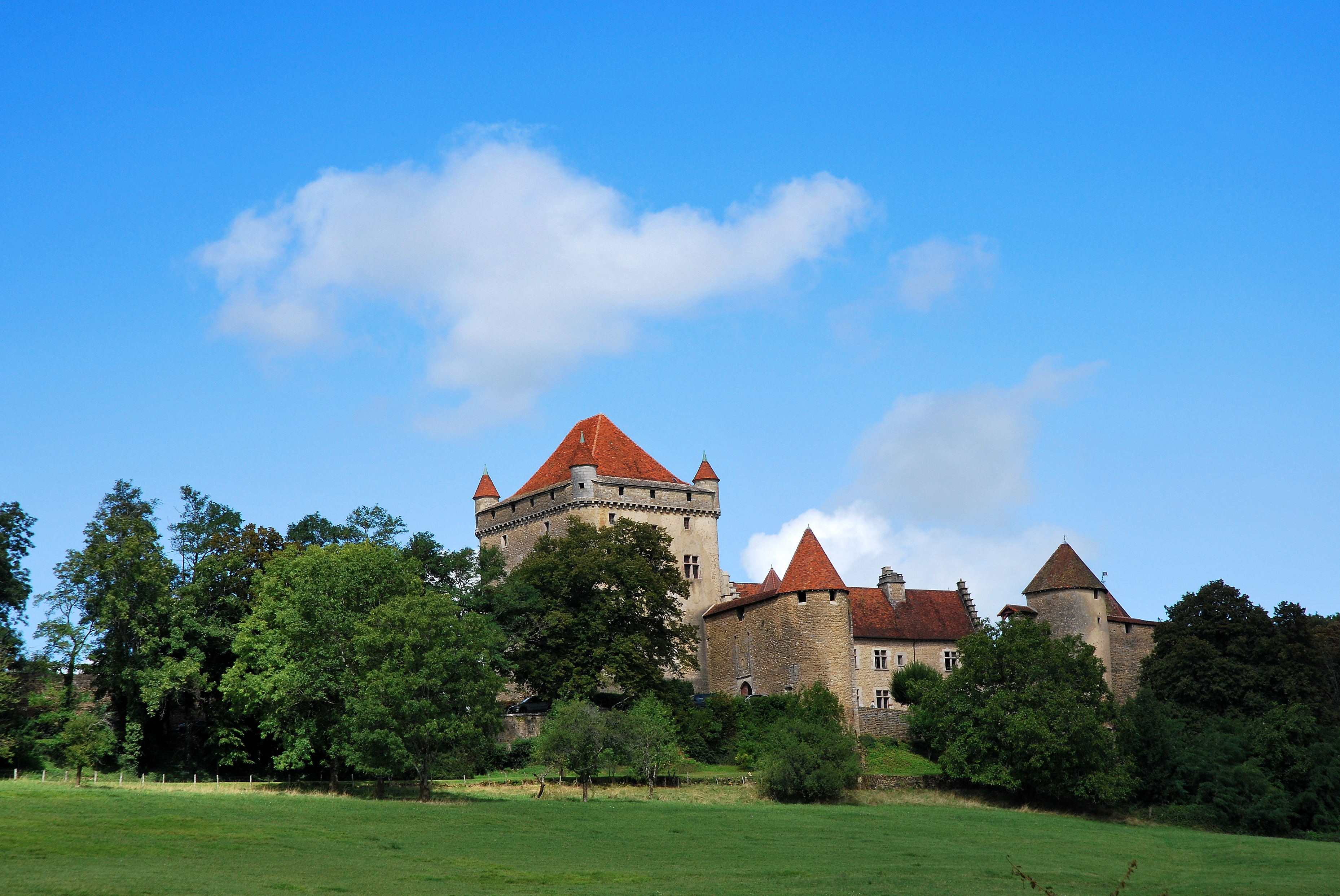
Château du Pin

## Monuments religieux
- Liste des monuments historiques du département du Jura et Clocher comtois :

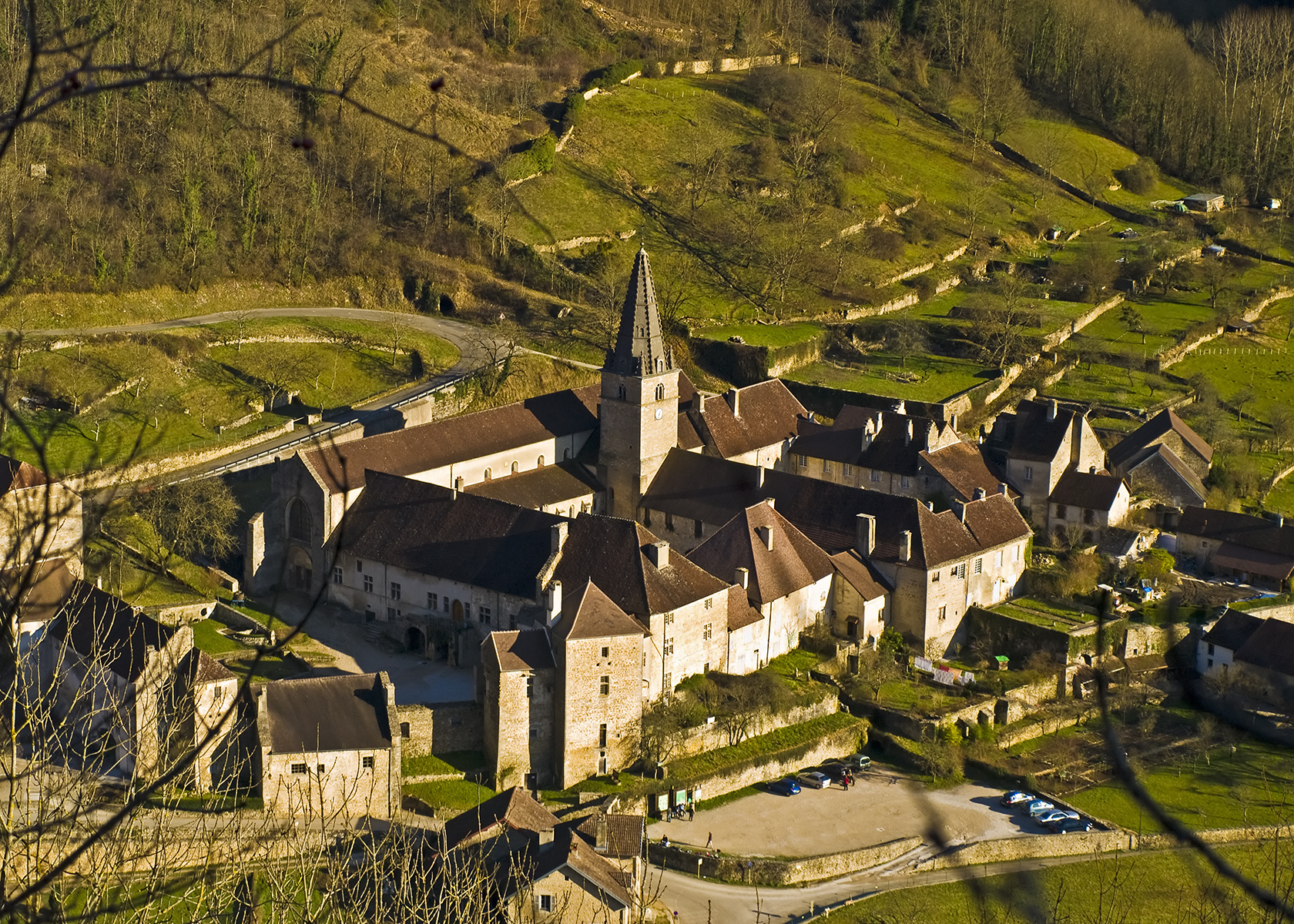
Abbaye Saint-Pierre de Baume-les-Messieurs
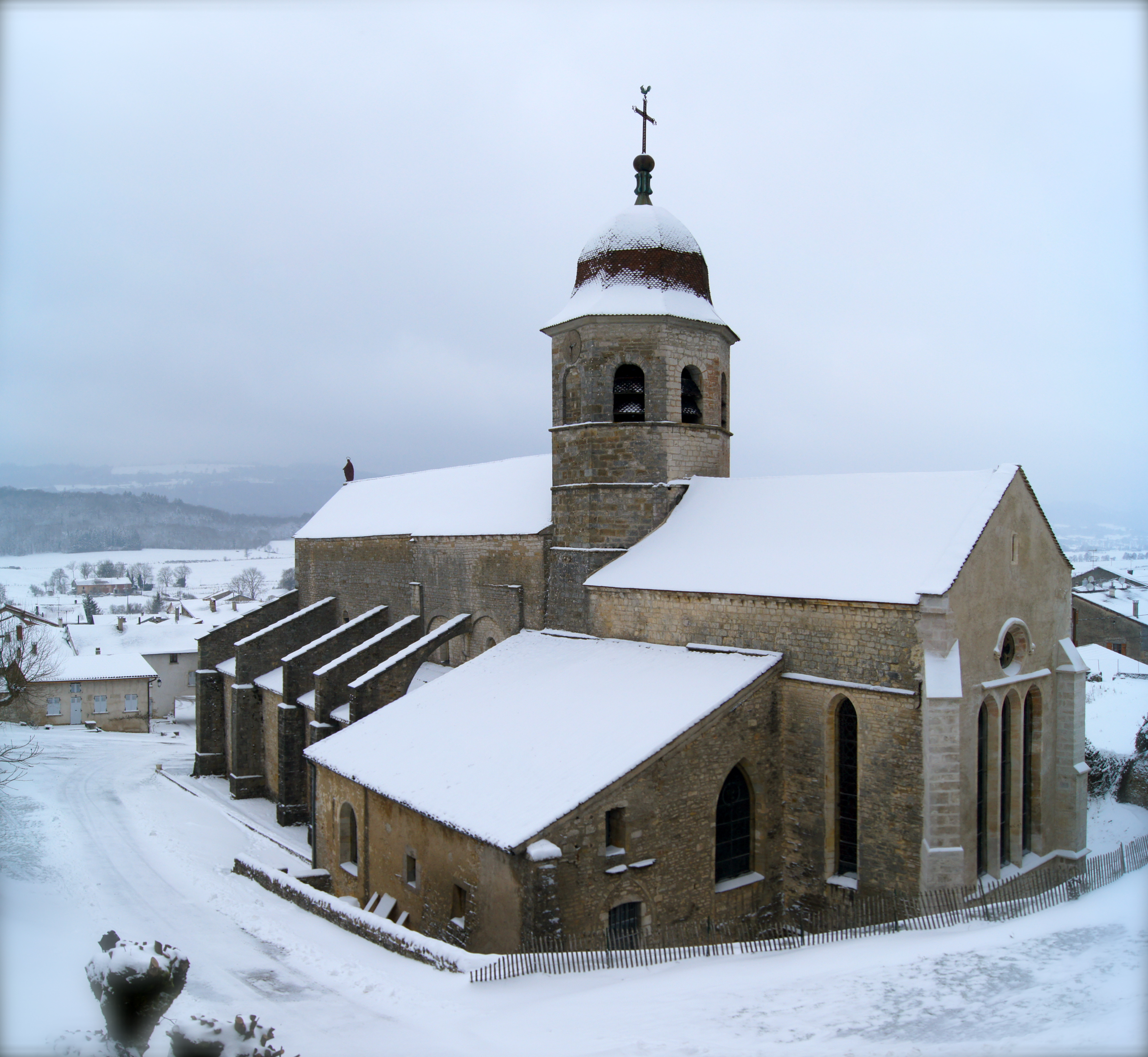
Abbaye Saint-Pierre de Gigny
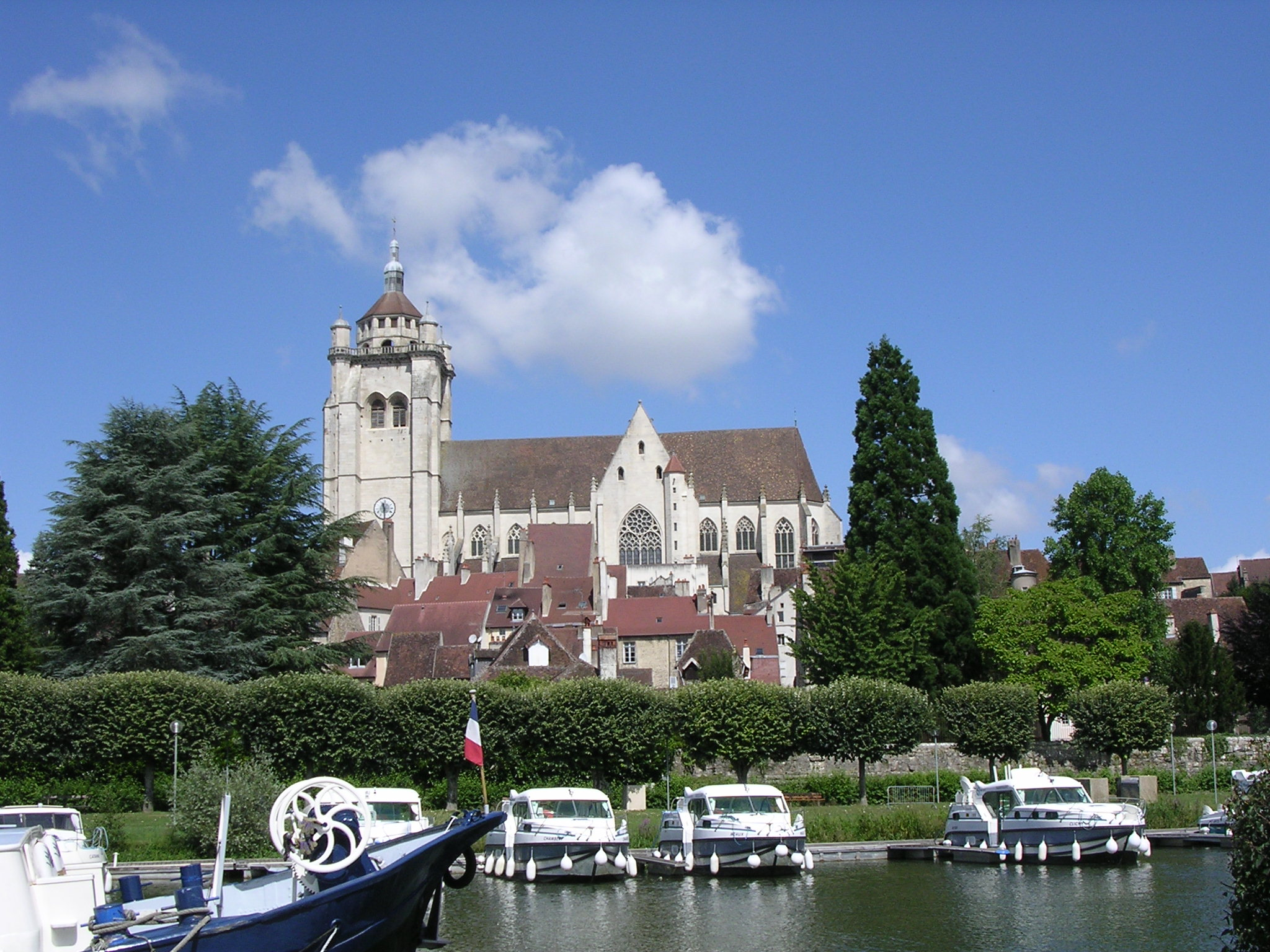
Collégiale Notre-Dame de Dole
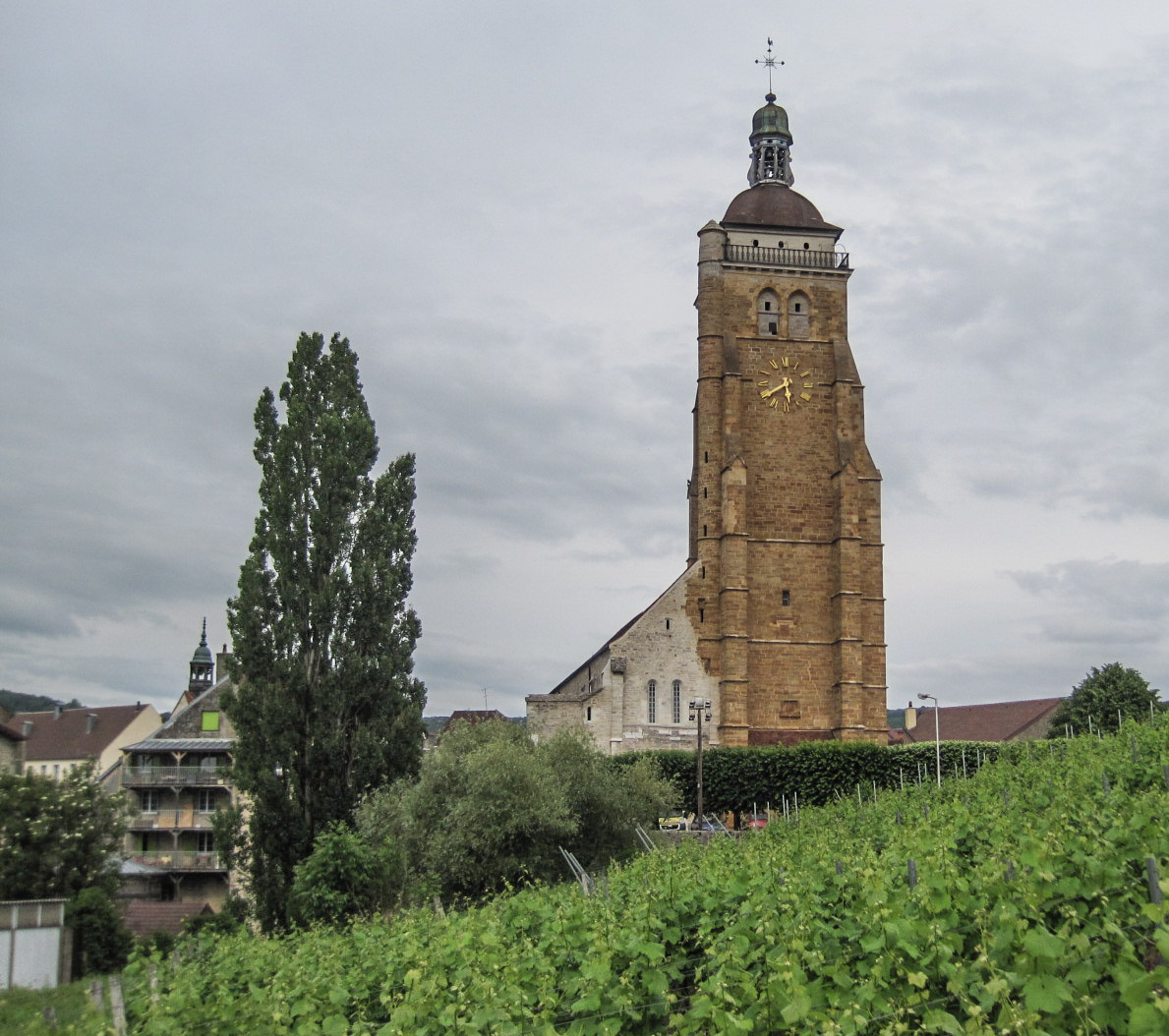
Église Saint-Just d'Arbois
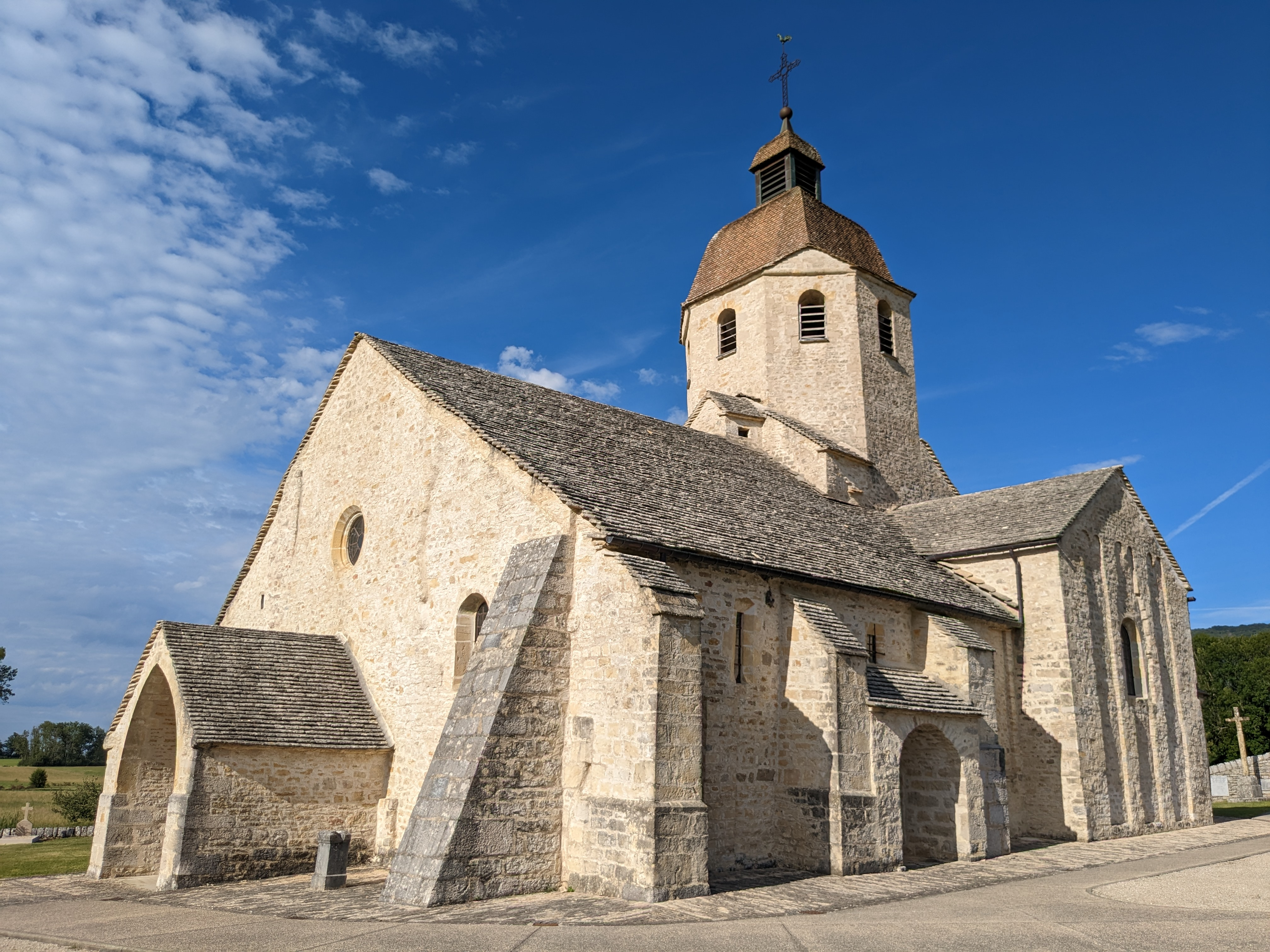
Église Sainte-Marie de Saint-Hymetière
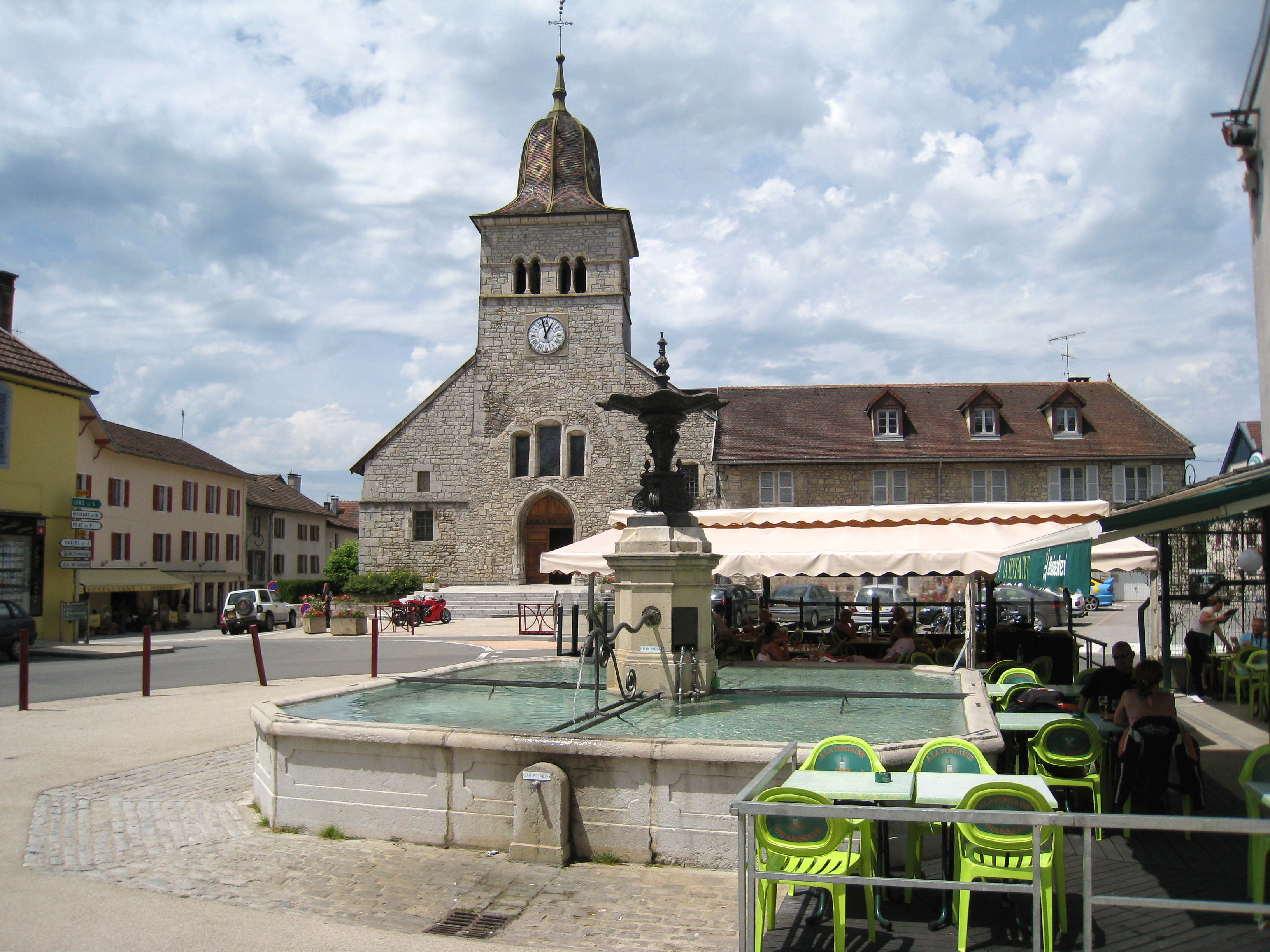
Église Saint-Nithier de Clairvaux-les-Lacs

## Salines et thermalisme
- Histoire du sel du Jura :

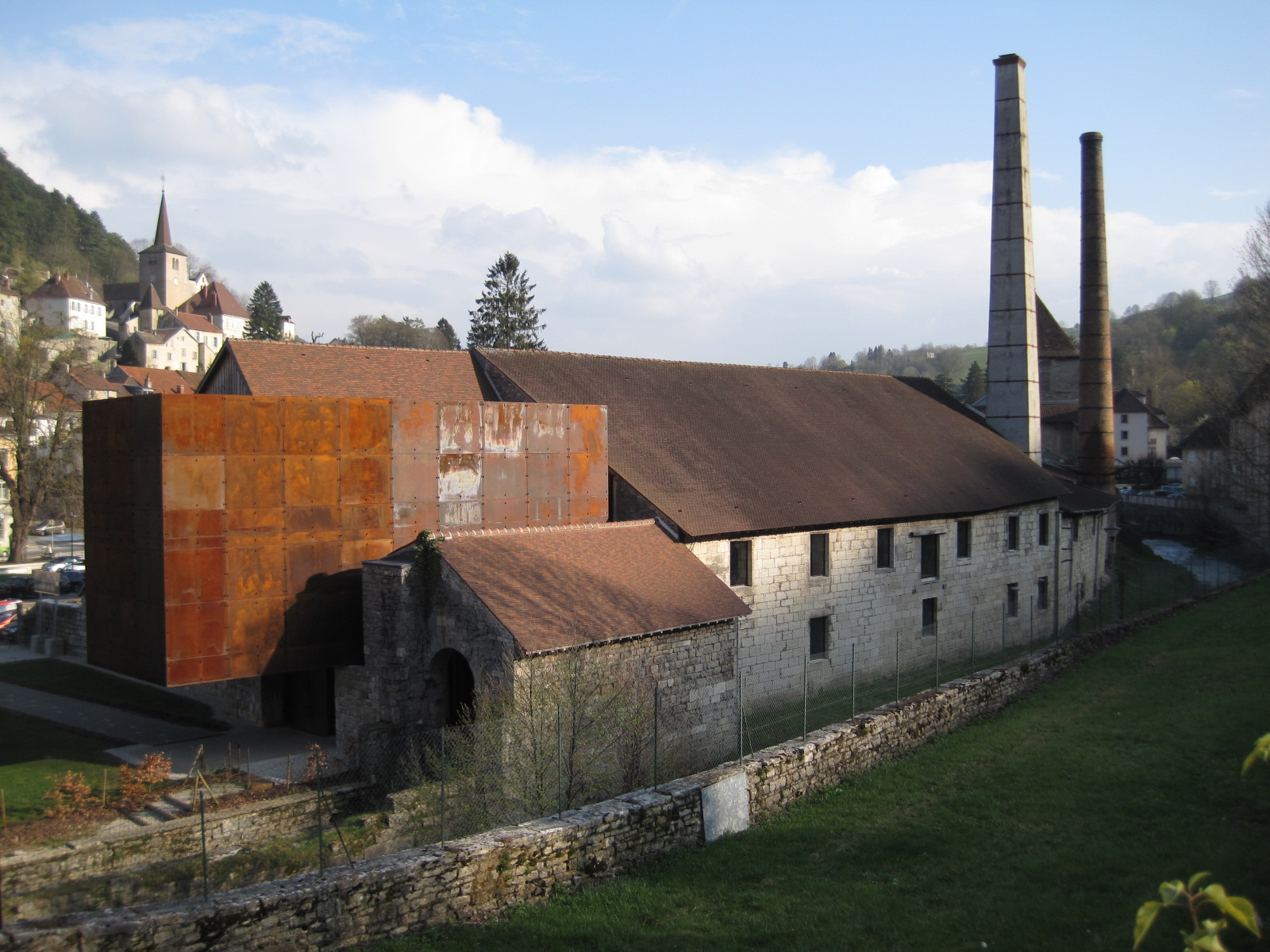
Salines de Salins-les-Bains et Saline royale d'Arc-et-Senans
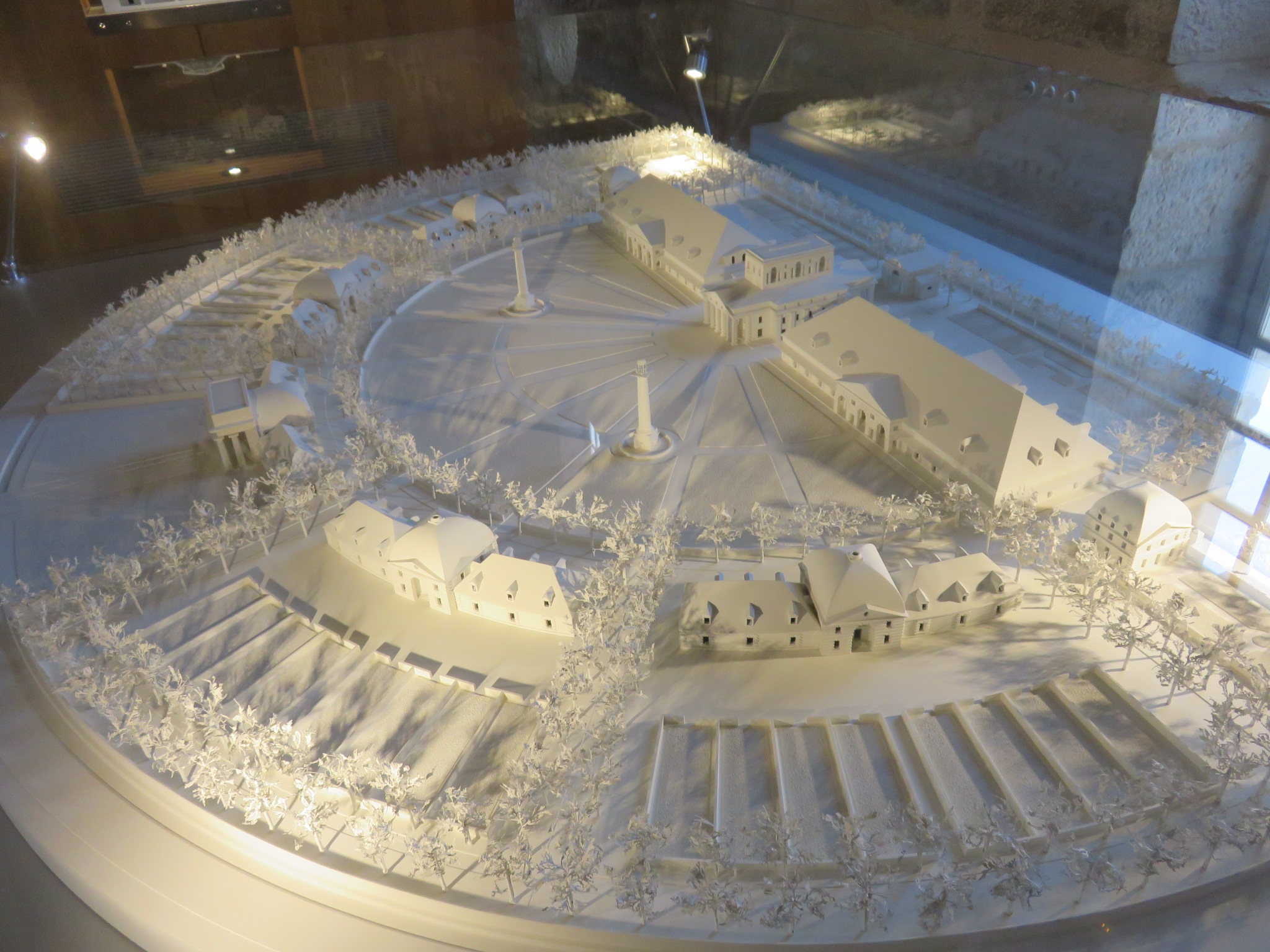
Saline royale d'Arc-et-Senans, Cité idéale de Chaux, et Musée Claude-Nicolas Ledoux d'Arc-et-Senans
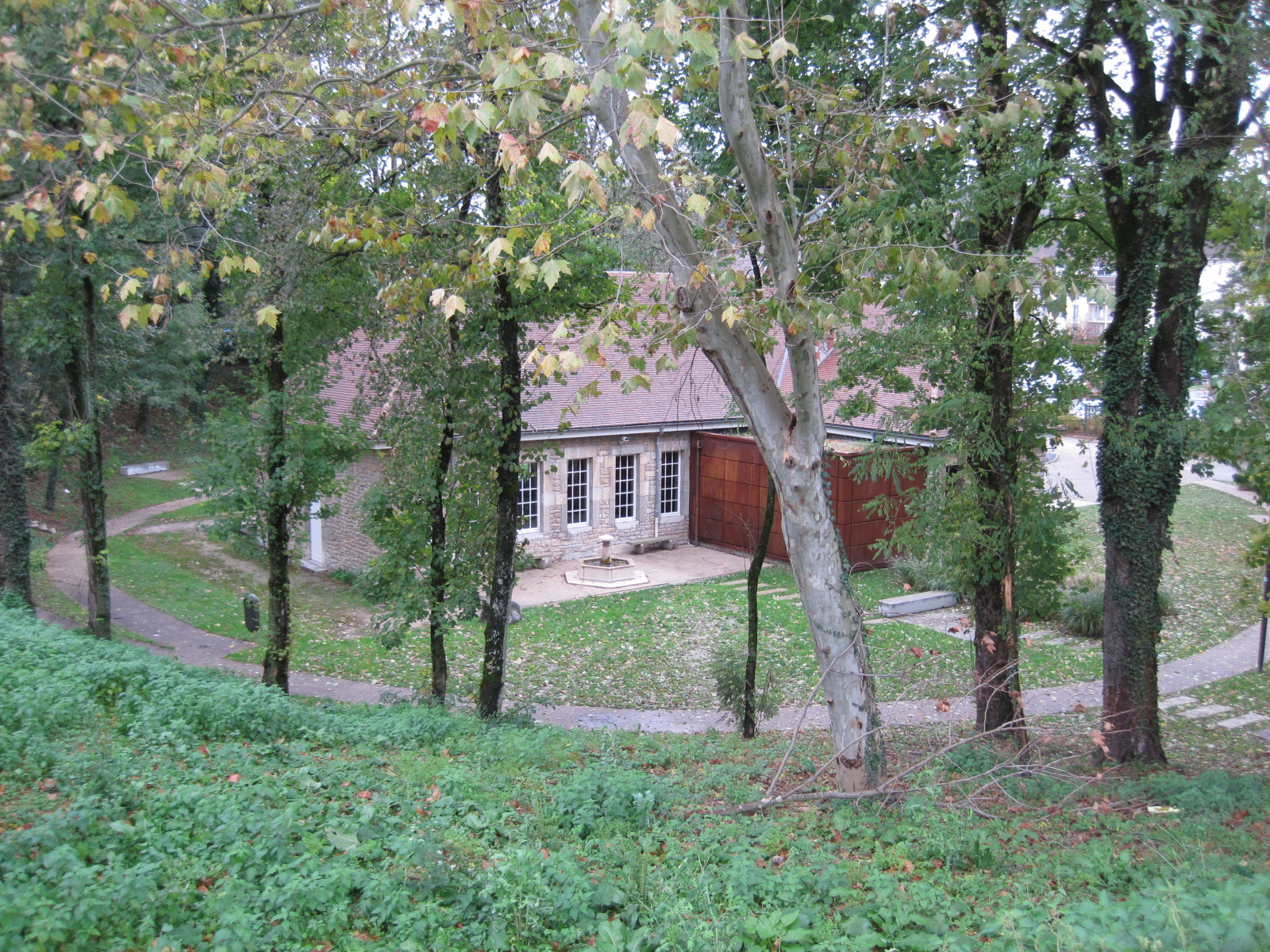
Salines de Lons-le-Saunier
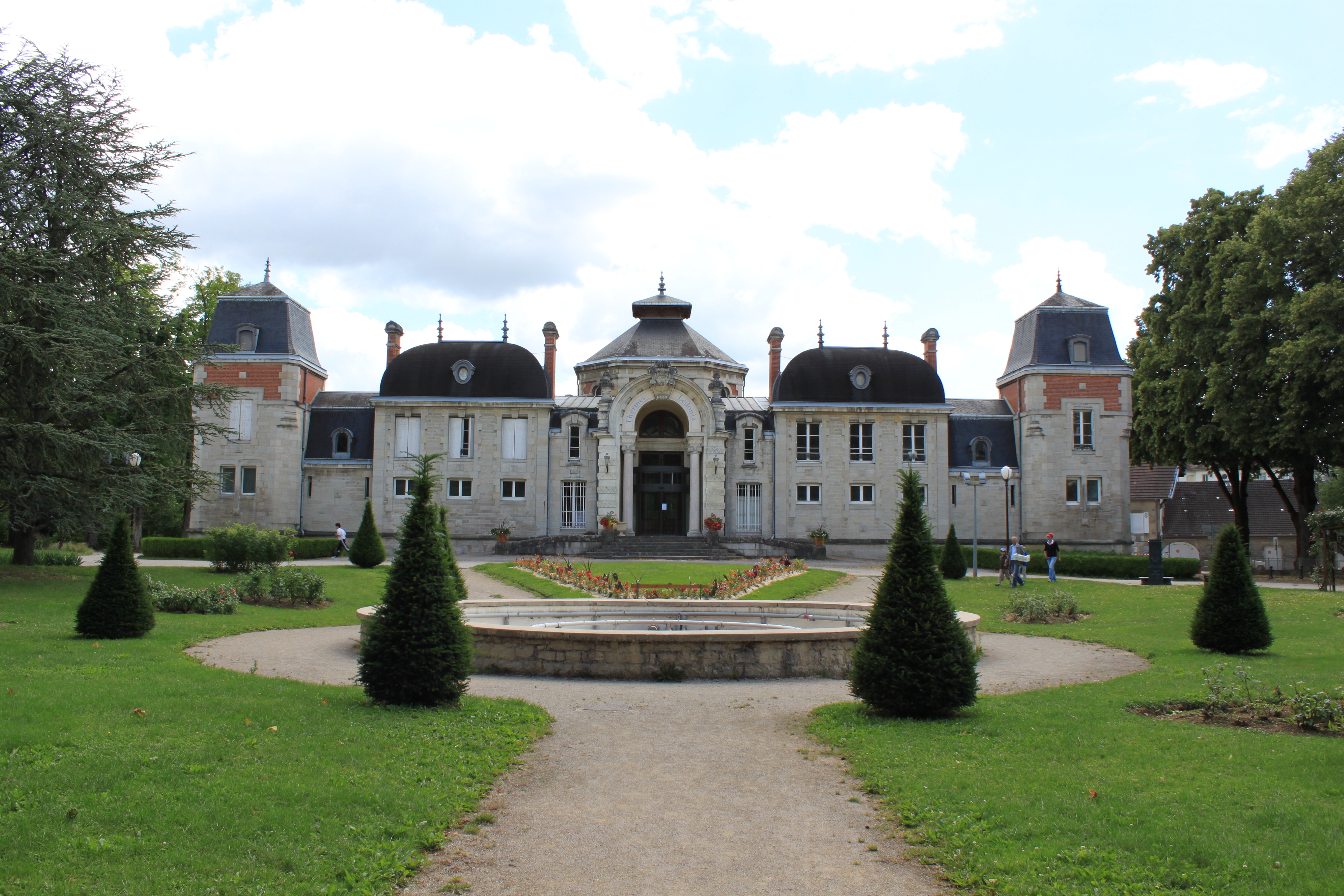
Thermes Lédonia de Lons-le-Saunier
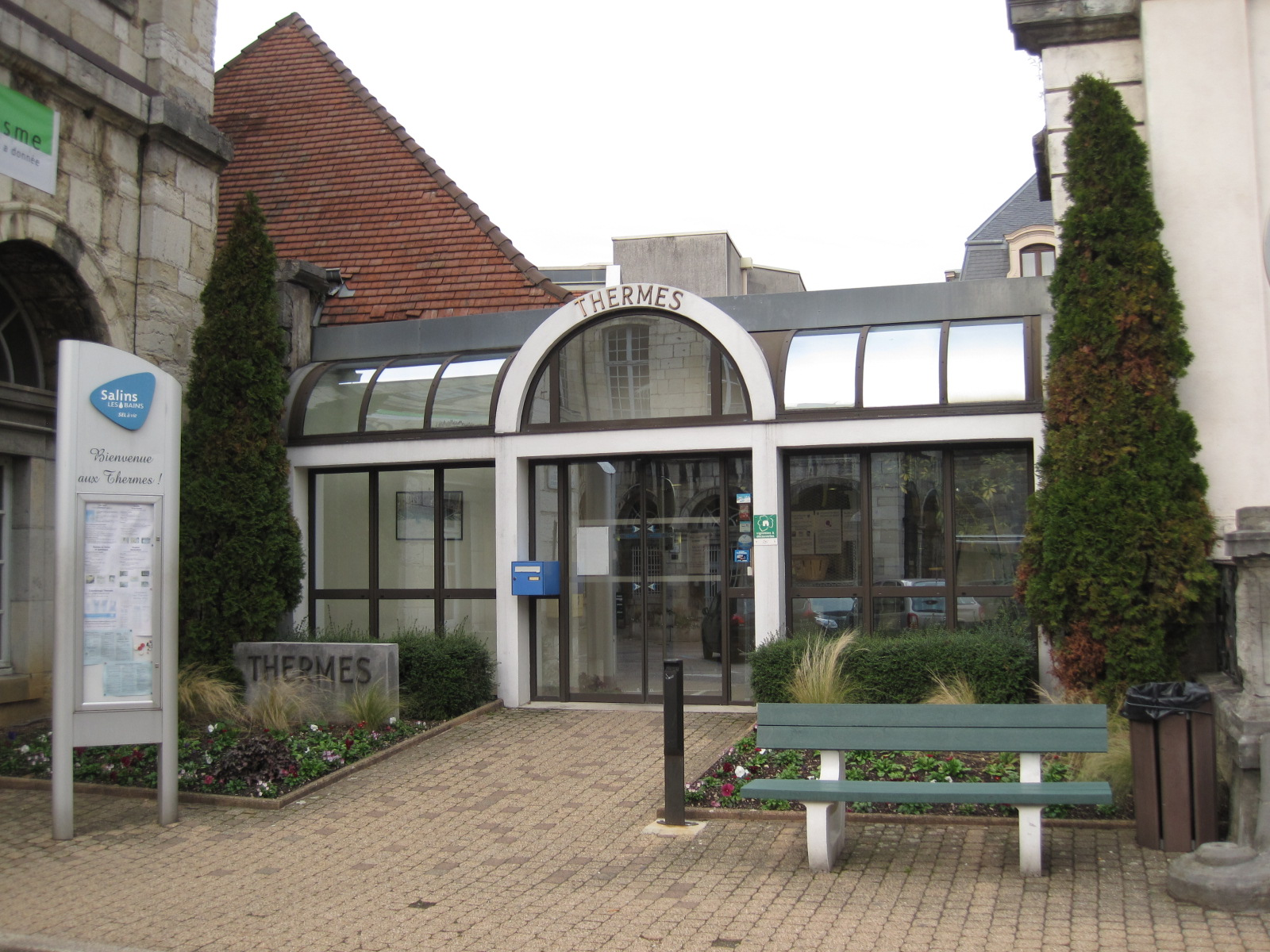
Thermes de Salins-les-Bains

## Gastronomie
La gastronomie du Jura est en grande partie à la base de la cuisine franc-comtoise avec ses fromages, sa charcuterie de montagne et avec le vignoble du Jura…

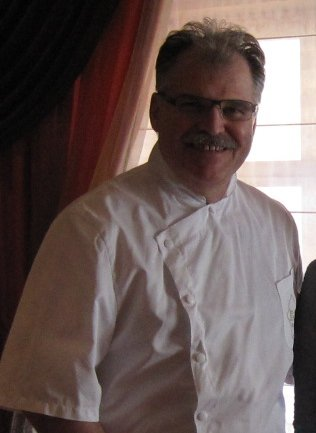
Jean-Paul Jeunet à Arbois, 2 étoiles au Guide Michelin
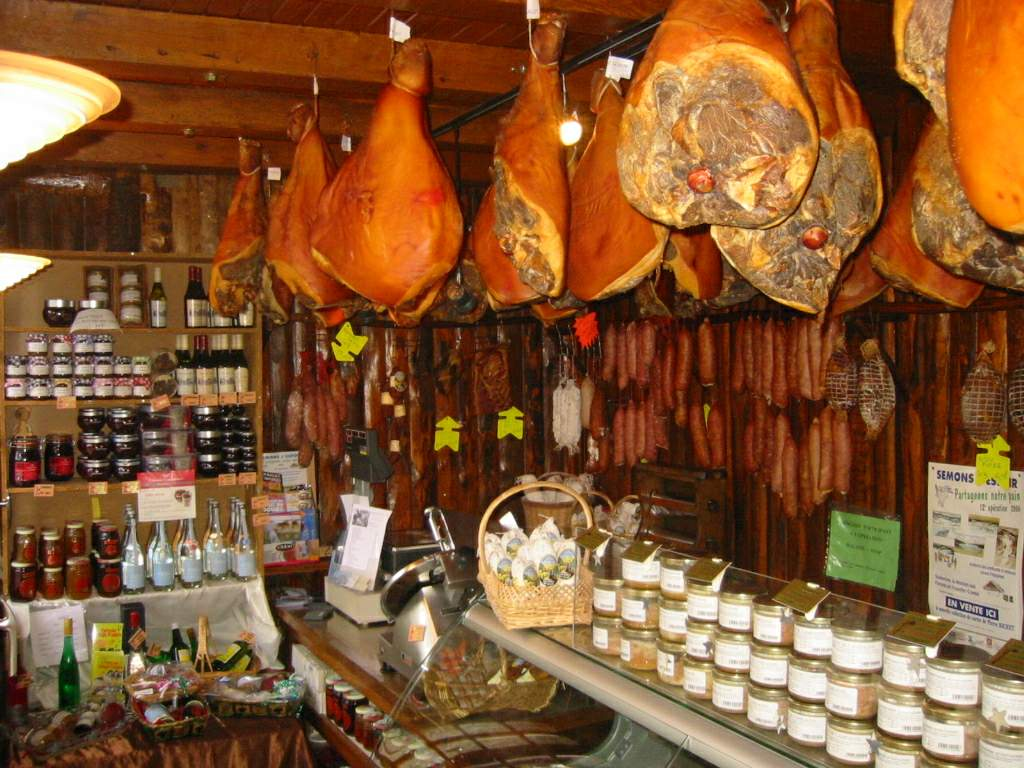
Charcuterie de montagne
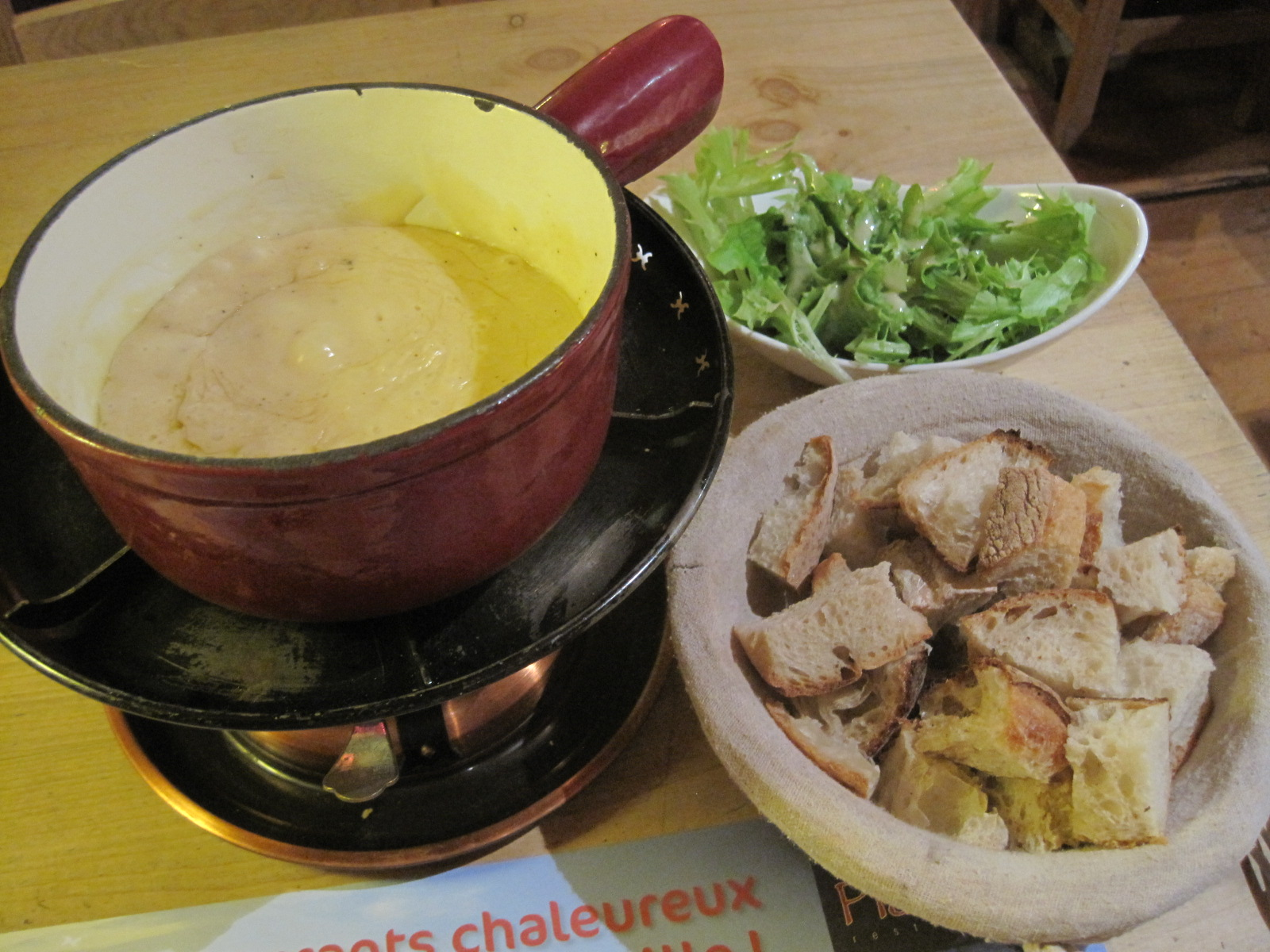
Fondue jurassienne au comté et aux morilles
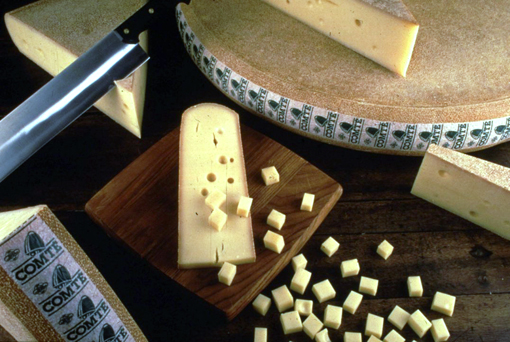
Comté
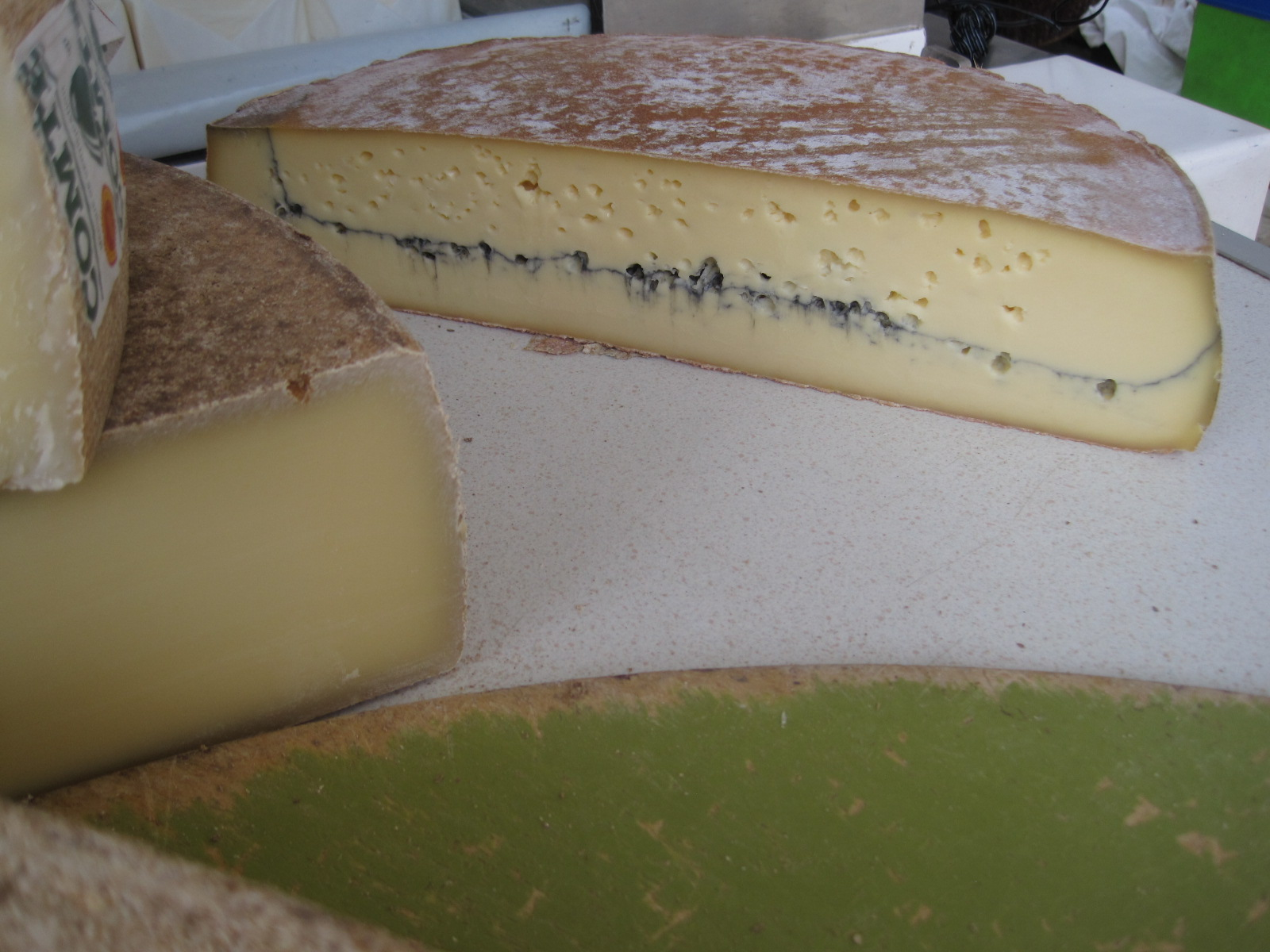
Morbier
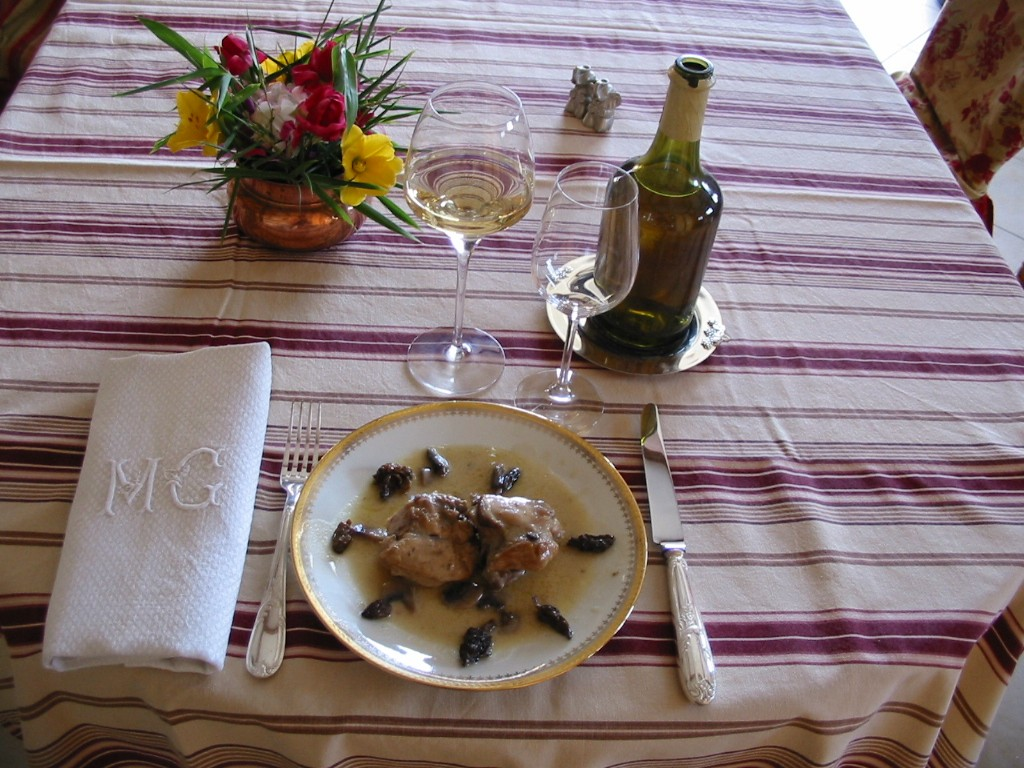
Coq au vin jaune

## Œnotourisme

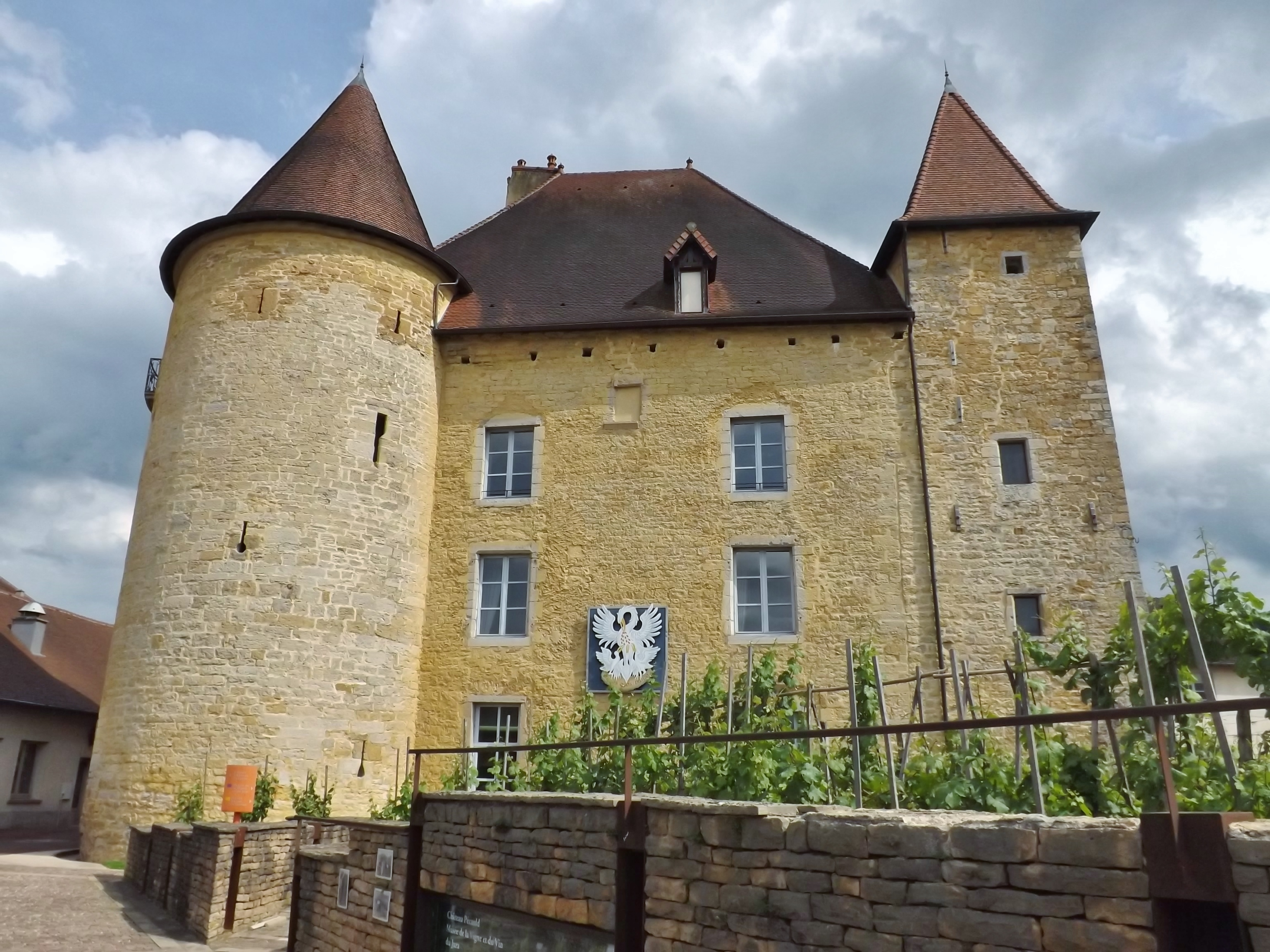
Château Pécauld et musée de la vigne et du vin du Jura
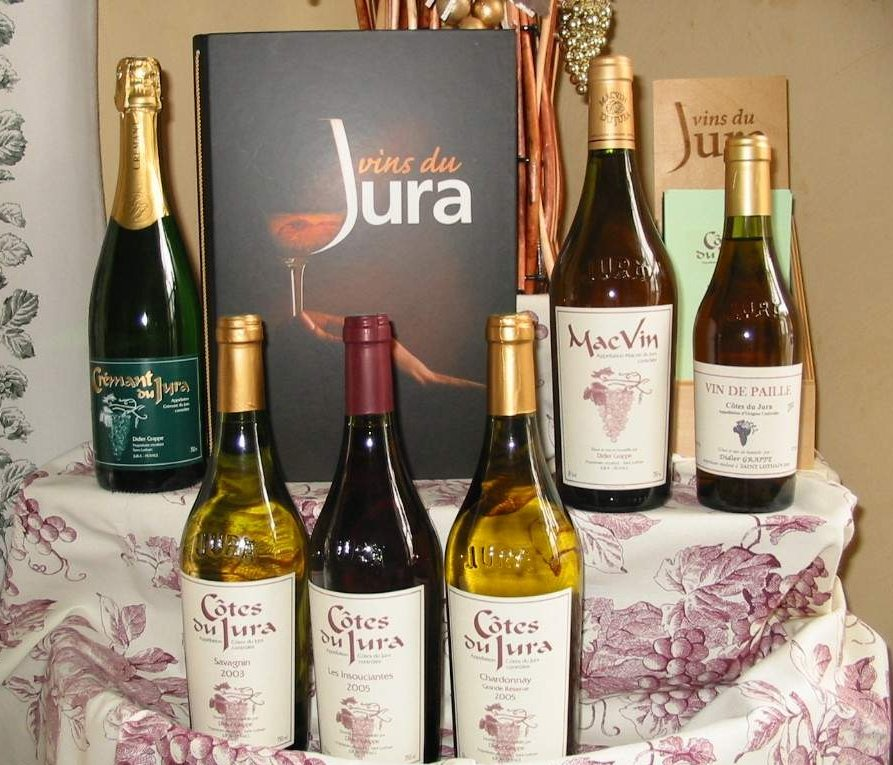
Vins du Jura : Crémant du Jura, Macvin du Jura, Savagnin, Chardonnay, Trousseau, Poulsard, Vin de paille…
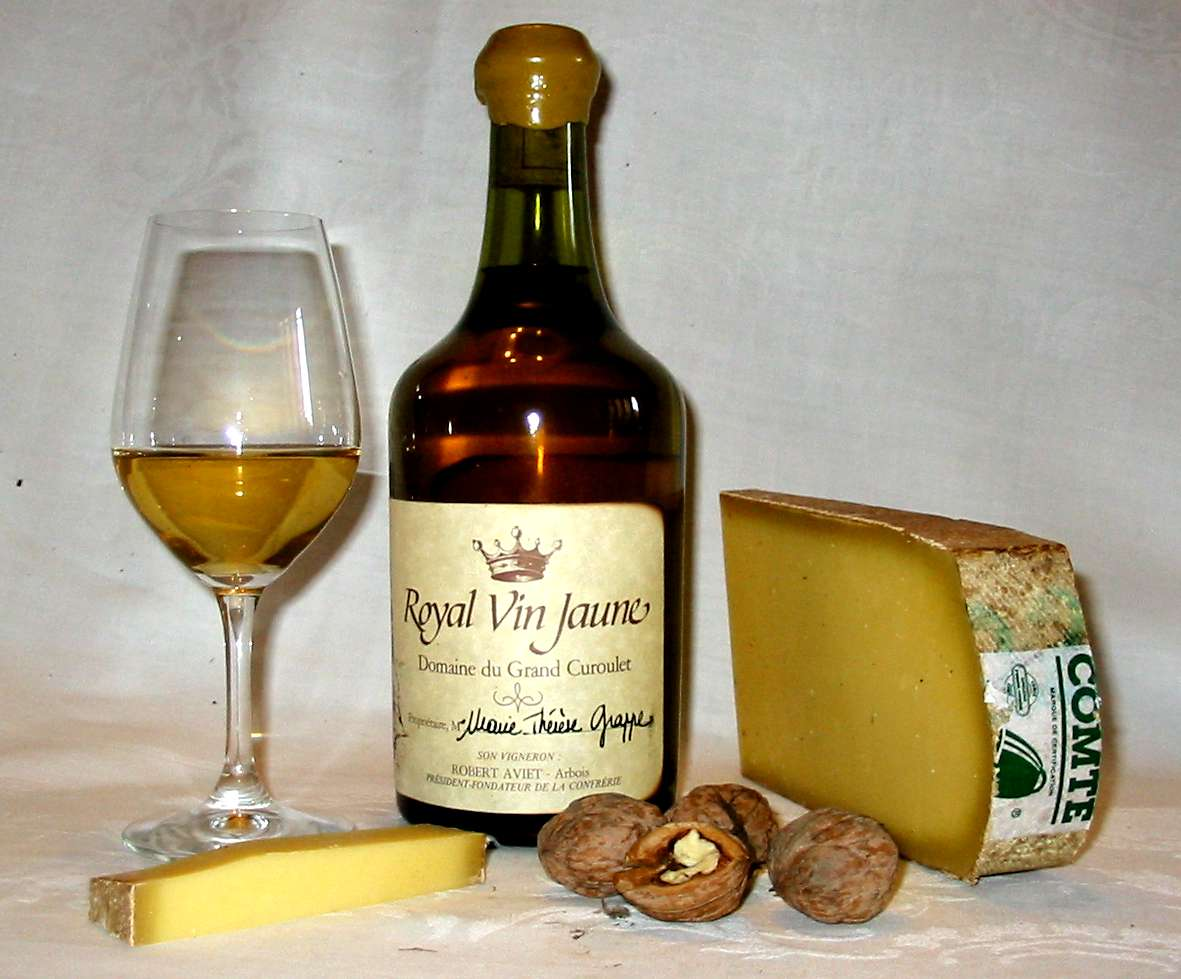
Clavelin de vin jaune et Château-chalon (AOC) (verrerie de La Vieille-Loye)
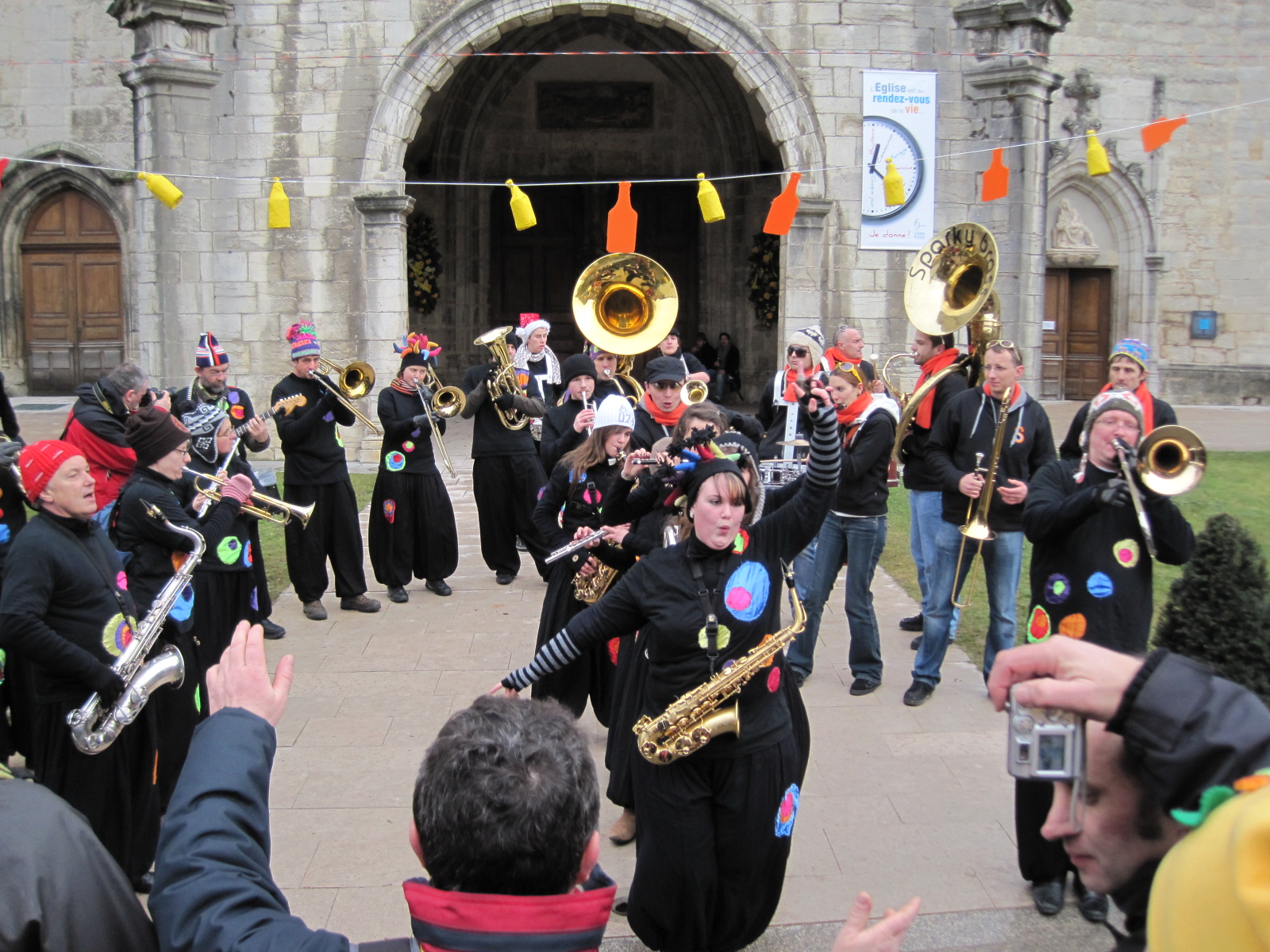
Percée du vin jaune
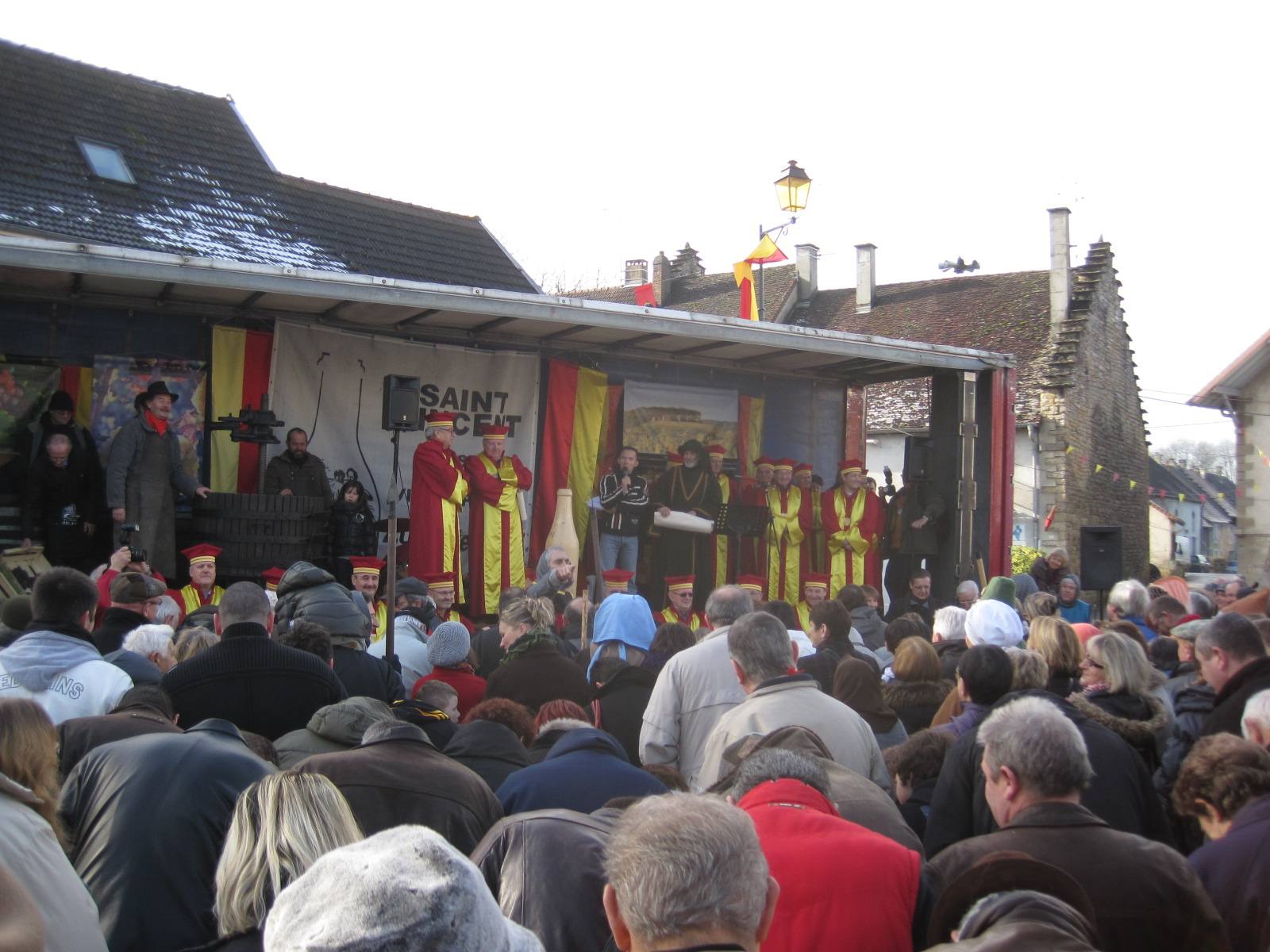
Pressée du vin de paille et commanderie des Nobles Vins du Jura et du Comté
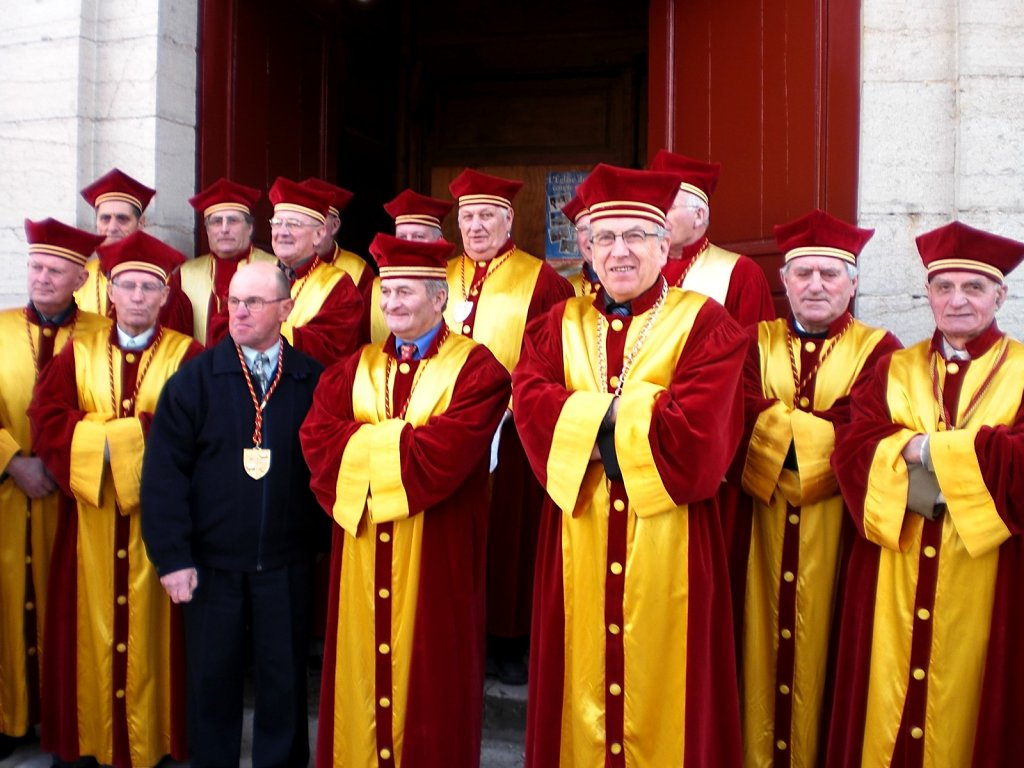
Confrérie bachique de la commanderie des Nobles Vins du Jura et du Comté